# شبه جزيرة سيناء
شِبهُ جزيرةِ سَيْناءَ أو سَيْناءُ تُلقّب بأرض الفيروز، هي شبه جزيرة صحراوية مثلثة الشكل، غرب آسيا، في الجزء الشَّمالي الشرقي من جمهورية مِصرَ العربية، وهي الجزء الوحيد من مصر الذي يتبع قارة آسيا جغرافيًّا، تبلغ مساحتها حوالي 60088 كيلومتر مربع، تمثل نسبة 6% من مساحة مصر الإجماليّة، يحدها شمالًا البحر الأبيض المتوسط وغربًا خليج السويس وقناة السويس، وشرقًا فلسطين التاريخية (قطاع غزة وإسرائيل)، وخليج العقبة، وجنوبًا البحر الأحمر، وهي تُعتبر حلقة الوصل بين قارتيّ أفريقيا وآسيا، يبلغ عدد سكان شبه جزيرة سيناء ما يقارب مليون وأربعمائة ألف نسمة حسب إحصائيات عام 2013.
تُقسّم شبه جزيرة سيناء إداريًّا إلى محافظة شمال سيناء، محافظة جنوب سيناء، مدينة بورفؤاد التابعة لمحافظة بورسعيد، مركز ومدينة القنطرة شرق التابع لمحافظة الإسماعيليّة، وحي الجناين التابع لمحافظة السويس، وتضم بين طّياتِها الكثير من المعالم المُميّزة إذ يوجد بها العديد من المنتجعات السياحية والمحميّات الطبيعية والمزارات الدينية أبرزها شرم الشيخ، دهب، رأس سدر، طابا، نويبع، محمية رأس محمد، محمية نبق، محمية طابا، دير سانت كاترين، حمام موسى، حمام فرعون، وجبل موسى وهو الجبل الذي كلّم عليه النبي موسى ربه وتلقّى الوصايا العشر وذلك وفقًا للديانات الإبراهيمية.
لا يوجد أصل واضح لكلمة «سيناء» فقد ذكر البعض أن معناها «الحجر» وقد أطلقت على سيناء لكثرة جبالها، بينما ذكر البعض الآخر أن اسمها في الهيروغليفية القديمة «توشريت» أي أرض الجدب والعراء، وعرفت في التوراة باسم «حوريب» أي الخراب. لكن المتفق عليه أن اسم سيناء الذي أطلق على الجزء الجنوبي من سيناء، وتدل آثار سيناء القديمة على وجود طريق حربي قديم وهو طريق حورس، وكان هذا الطريق يبدأ من الفارما حتى العريش، والذي يقع الآن في منطقة قطية، وقد شهدت أرض سيناء العديد من الأحداث التاريخية أبرزها الحملة الصليبية الأولى، وافتتاح قناة السويس عام 1869، كما أن سيناء شهدت مراحل طويلة من الصراع العربي الإسرائيلي أهمها العدوان الثلاثي 1956، وحرب يونيو 1967، وحرب أكتوبر 1973.

## التسمية
| D58 | M17 | G1 | G43 | N37 · Z2 |

| D58 | M17 | G1 | G43 | N37 · Z2 |

هناك خلاف بين المؤرخين حول أصل كلمة «سيناء» فقد ذكر البعض أن معناها «الحجر» لكثرة جبالها، بينما ذكر البعض الآخر أن اسمها في الهيروغليفية القديمة «توشريت» أي أرض الجدب والعراء، وعرفت في التوراة باسم «حوريب» أي الخراب، لكن المتفق عليه أن اسم سيناء الذي أطلق على الجزء الجنوبي من شبه الجزيرة مشتق من اسم الإله «سين» إله القمر حسب معتقدات بابل القديمة حيث انتشرت عبادته في غرب آسيا وكان من بينها فلسطين، ثم وفقوا بينه وبين الإله «تحوت» إله القمر المصري والذي كان له شأن عظيم في سيناء، وكانت عبادته منتشرة فيها ومن خلال نقوش سرابيط الخادم والمغارة يتضح لنا أنه لم يكن هناك اسم خاص لسيناء، ولكن يشار إليها أحياناً بكلمة «بياوو» أي المناجم أو «بيا» فقط أي «المنجم» وفي المصادر المصرية الأخرى من عصر الدولة الحديثة يُشار إلى سيناء باسم «خاست مفكات» وأحيانًا «دومفكات» أي «مُدرجات الفيروز».

## التاريخ

### العصور القديمة
ظل الغموض يكتنف تاريخ سيناء القديم حتي تمكن فليندرز بتري عام 1905 من اكتشاف اثني عشر نقشاً عرفت «بالنقوش السيناوية»، عليها أبجدية لم تكن معروفة في ذلك الوقت، وفي بعض حروفها تشابه كبير مع الهيروغليفية، وظلت هذه النقوش لغزاً حتى عام 1917 حين تمكن عالم المصريات جاردنر من فك بعض رموز هذه الكتابة والتي أوضح أنها لم تكن سوي كتابات كنعانية من القرن الخامس عشر قبل الميلاد من بقايا الحضارة الكنعانية القديمة في سيناء.
وتدل آثار سيناء القديمة على وجود طريق حربي قديم وهو طريق حورس الذي يقطع سيناء، وكان هذا الطريق يبدأ من القنطرة الحالية، ويتجه شمالاً فيمر على تل الحي ثم بير رومانة بالقرب من المحمدية، ومن قطية يتجه إلى العريش، وتدل عليه بقايا القلاع القديمة كقلعة ثارو، ومكانها الآن «تل أبو سيفة»، وحصن «بوتو» سيتي الذي أنشأه الملك سيتي الأول، الذي يقع الآن في منطقة قطية. قاد الملك سمرخت سابع ملوك الأسرة الأولى حملة إلى وادى المغارة موطن مناجم الفيروز في سيناء ضد البدو الرحل هناك عام 3200 قبل الميلاد مسجلا أخبار حملته بنقش على قطعة من الصخر وعليها صورته تعتبر أقدم أثر في سيناء، وتبعه ملوك تلك الأسرة بحملات ومعارك مشابهة ضد الطامعين والمعتدين.
أما الملك زوسر -أحد ملوك الأسرة الثالثة، الذي يلقب بفاتح شبه جزيرة سيناء- فقاد حملة كبرى هناك عام 2700 قبل الميلاد مسجلا انتصاراته على صخرة في هيئة مقاتل يضرب بدويا، وتكرر الأمر نفسه مع ملوك الأسرة الرابعة الذين يلقبون ببناة الأهرام.

المقاطعة البترائية العربية في عهد الرومان، حيث كانت سيناء مرتبطة تاريخيًا بجنوب الشام.

شهد عام 1800 ق. م قدوم أبو الأنبياء إبراهيم  لمصر إبان احتلال الهكسوس، وتزوج جارية مصرية تسمى هاجر من الفرما شمال القنطرة حاليا وأنجب منها إسماعيل والذي نشأ بمكة ومن نسله جاء العرب العدنانية.
وفي عام 1213 ق. م خرج بنو إسرائيل من مصر في عهد فرعون مصر، حيث سار نبي الله موسى عليه السلام إلى مدين -موطن زوجته وعائلتها، وهي أقصى جنوب سيناء الحالي- ويرى البعض أنها تقع على الساحل الغربي من خليج العقبة في المنطقة ما بين طابا ودهب.
وعندما سار موسى في هذا الاتجاه حيث حاليا جبل موسى وجبل المناجاة ويقال إن موسى تلقى الوصايا والشرائع للديانة اليهودية. ولم يستجب قوم موسى لرغبته لدخول فلسطين فحل عليهم غضب الله وحرم عليهم دخولها أربعين عامًا يتيهون في سيناء. ومات موسى وهارون بسيناء في فترة التيه حيث مات أولأ هارون ودفن في جبل هود ثم مات موسى ودفن في كثيب أحمر وهو مكان قريب من أرض فلسطين ولكن غير معروف حاليا.
وفي عام 525 ق. م هزم الملك الفارسي قمبيز بن قورش الذي أتى إلى مصر عبر سيناء فرعون مصر في ذلك الوقت بسماتيك الثالث، وفي عام 333 ق. م غزا الإسكندر الأكبر مصر عن طريق سيناء وعسكرت قواته في منطقة قاطية، أما في عام 169 ق. م فبسطت مملكة الأنباط وعاصمتها البتراء نفوذها من بادية الشام شرقا إلى خليج السويس غربا ومن سوريا شمالا حتى المدينة المنورة جنوبا، ووجدت آثار هذه المملكة بمنطقة قاطية بمركز بئر العبد بشمال سيناء كما وجدت العديد من الحفريات على الصخور في شبة جزيرة سيناء.

### العصور الوسطى

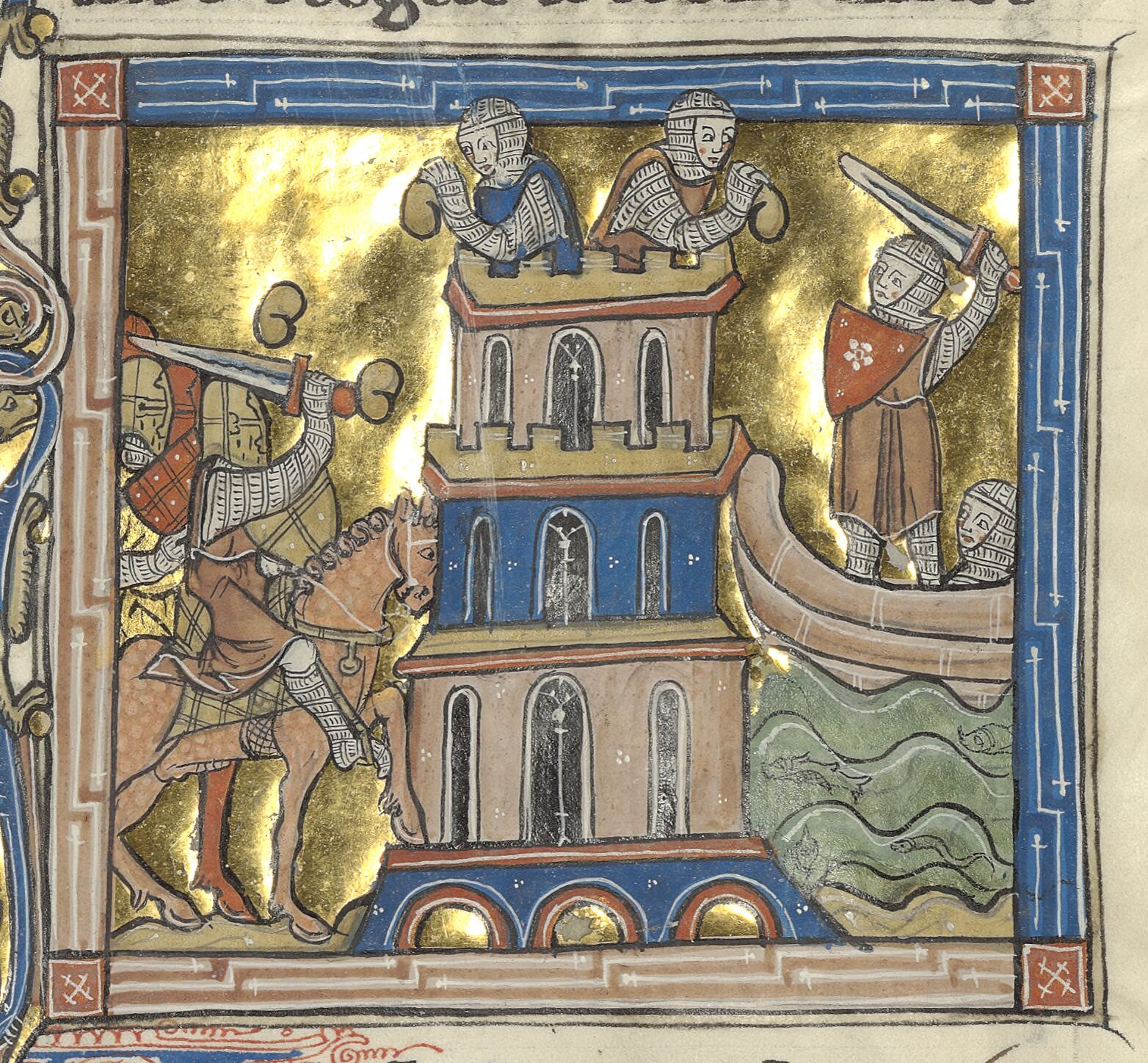
رسم يوضح حصار الفارما من الصليبيين سنة 1117

وخلال العصرين اليوناني والروماني استمرت سيناء تلعب دورها التاريخي، فنشأت بينها وبين العديد من المدن التي سارت على نمط المدن اليونانية علاقات تجارية، والتي كان أشهرها هي مدينة البتراء الواقعة في الأردن اليوم، وهي مدينة حجرية حصينة في وادي موسى، كانت مركزاً للحضارة النبطية التي نسبت إلى سكانها من الأنباط، وهناك خلاف كبير حول أصل الأنباط، والمرجح أنهم من أصول عربية نزحت من الحجاز، لأن أسماء بعض ملوكهم كانت أسماء عربية كالحارث وعبادة ومالك. وقد استخدم النبطيون طرق التجارة، وعدنوا الفيروز في وادي المغارة والنحاس في وادي النصب، وكانوا يزورون الأماكن المقدسة في جبلي موسى وسربال، كما سكن رهبان من البتراء دير سانت كاترين في صدر العصر المسيحي، وكانت أبرشية فيران قبل بناء الدير تابعة لأبرشية البتراء.
في عهد الخليفة عمر بن الخطاب رضي الله عنه وبالتحديد في 10 ذي الحجة لعام 18 هجرية اجتاز الجيش الإسلامي بقيادة عمرو بن العاص الحدود المصرية من ناحية الشام وتقدم نحو رفح ثم العريش ثم الفرما شمال القنطرة الحالية، حيث حاصرهم حوالي شهرين قبل أن تسقط ومنها إلى بلبيس حيث هزم جيش الروم بعد أن حاصرها مدة شهر، ووافق ذلك عام 639 ميلادية. وكان الفتح الإسلامي مشجعاً لبعض العناصر البدوية في شبه جزيرة العرب للنزوح إلى سيناء والاستقرار بها مما شجع على انتشار الإسلام بين سكانها، وقد اعتبرتها بعض هذه العناصر نقطة وثوب إلى شمال أفريقيا فاستقر بعضها بمصر بينما نزح البعض الآخر إلى بلاد المغرب. فكانت سيناء أحد أهم المعابر البشرية خلال القرون الأولي من الفتح الإسلامي. وهذه الهجرات التي عبرت سيناء منذ الفتح الإسلامي أخذت تزداد على سيناء خلال العصرين الأموي والعباسي، ثم أخذت تقل بشكل ملحوظ منذ عصر الطولونيين، نتيجة انهيار النفوذ العربي خلال العصر العباسي الثاني، وتزايد نفوذ عناصر أخرى كالفرس والأتراك.

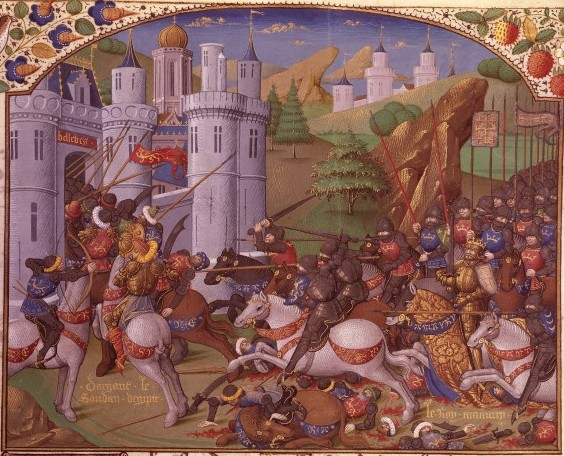
رسم يوضح اقتحام الفارما عام 1117

خلال فترة الحروب الصليبية تعرضت سيناء لمحاولة الغزو من قبل الصليبين، حيث قام بلدوين الأول حاكم بيت المقدس الصليبي بالتوغل في وادي عربة للسيطرة على المنطقة الواقعة جنوبي البحر الميت، ثم شيد سنة 1115م حصن الشوبك ليكون مركزاً يمكن للصليبيين من السيطرة على وادي عربة بأكمله. وفي العام التالي (سنة 1116) خرج بلدوين في حملة أخرى، وسار حتى أيلة على ساحل خليج، وشيد في أيلة قلعة حصينة ليستطيع التحكم في الطريق البري للقوافل بين مصر والشام، وتمكن بلدوين من تشييد قلعة في جزيرة فرعون الواقعة في مواجهة أيلة في خليج العقبة. وبذلك تمكن الصليبيون من الإشراف على شبه جزيرة سيناء التي أخذت تحرك في قلوبهم ذكريات ومشاعر دينية عزيزة عليهم، لكن على الرغم من ذلك فإن رهبان دير سانت كاترين رفضوا استضافة بلدوين خشية انتقام الفاطميين في القاهرة، مما جعل بلدوين ينصرف عائدا إلى بيت المقدس.
واستمر بلدوين في استراتيجيته الرامية إلى السيطرة على شبه جزيرة سيناء الطرق المؤدية إليها، فبني قلعة وادي موسى في عام 1117م، وفي العام التالي خرج بلدوين بحملة عبر الطريق الشمالي الذي يمر بشمال سيناء، ووصل إلى الفرما حيث اقتحمها وقام بإحراقها، وفي أثناء عودته أصيب بمرض، نتيجة تناوله لوجبة من السمك أدى إلى وفاته، وحمل جثمانه إلى القدس ليدفن بها. وقد تعرضت العريش لهجوم الصليبيين في عام 577هـ/ 1181م وقطعت أشجار نخيل سيناء وحمل الصليبيون جذوعها إلى بلادهم لاستخدامها في صناعة السفن المعروفة بـ«الجلاب» التي تصنع من جذوع النخيل، وذلك ضمن خطة رينالد من شاتيون حاكم حصن الكرك الصليبي للسيطرة على البحر الأحمر. إلا أن خطة رينالد في السيطرة على سيناء والبحر الأحمر قد فشلت نتيجة الجهود التي قام بها الأيوبيون، وخاصة صلاح الدين الأيوبي في وقف حملات رينالد في البحر الأحمر والتي وصلت حتى عدن، وأسطول حسام الدين لؤلؤ، الذي دمر الأسطول الصليبي.
ومن الملاحظ أنه خلال تلك الفترة ازدياد عمليات تهرب القوافل من دفع الرسوم والعوايد مستغلة الاضطراب الناتج عن الوجود الصليبي في الشام، فكانت تلك القوافل تستخدم طرق التجارة بين مصر والشام غير المطروقة كالطريق «المدرية» ومعناه الطين اليابس، وسمي بهذا الاسم لقربه من النيل، كما استخدموا الطرق «البدرية أو الفوقانية» بعيدا عن الطريق الشمالي المعتاد هروباً من تهديد الصليبين، وكانت القوافل تقطع هذا الطريق في ثمانية أيام، كما كان هناك الطريق «البرية» الذي قطعه صلاح الدين الأيوبي أثناء هزيمة تل الصافية عام 573هـ/1177م. وقد امتاز العصر الأيوبي بالاهتمام الملحوظ بتعمير سيناء نظرا لظروف الحروب الصليبية التي كانت تملي عليهم ضرورة تجديد القلاع والموانئ خوفا من هذا الخطر القريب، فقد قام صلاح الدين الأيوبي بتعمير وإصلاح ميناء الطور عام 580هـ/1184م، فعمر المراكب والميناء، وبدأت تصله المراكب المحملة بالبضائع من اليمن، وهجر أصحاب المراكب مينائي عيذاب والقصير، وقد تبع ذلك أن صارت الغلال ترسل إلى الحجاز بصورة دورية ومنتظمة، وشجع ذلك حركة التجارة في البحر الأحمر. وكان صلاح الدين الأيوبي قد تمكن من انتزاع ميناء إيلات من أيدي الصليبين في عام 566هـ/1170م، ومن ثم صار البحر الأحمر تحت سيطرته. كما قام الصالح نجم الدين أيوب في نهاية العصر الأيوبي ببناء بلدة الصالحية في «أرض السباخ» (امتداد سبخة البردويل) عام 644هـ/ 1246م لتكون محطة على الطريق الموصل إلى الشام.

### العصور الحديثة

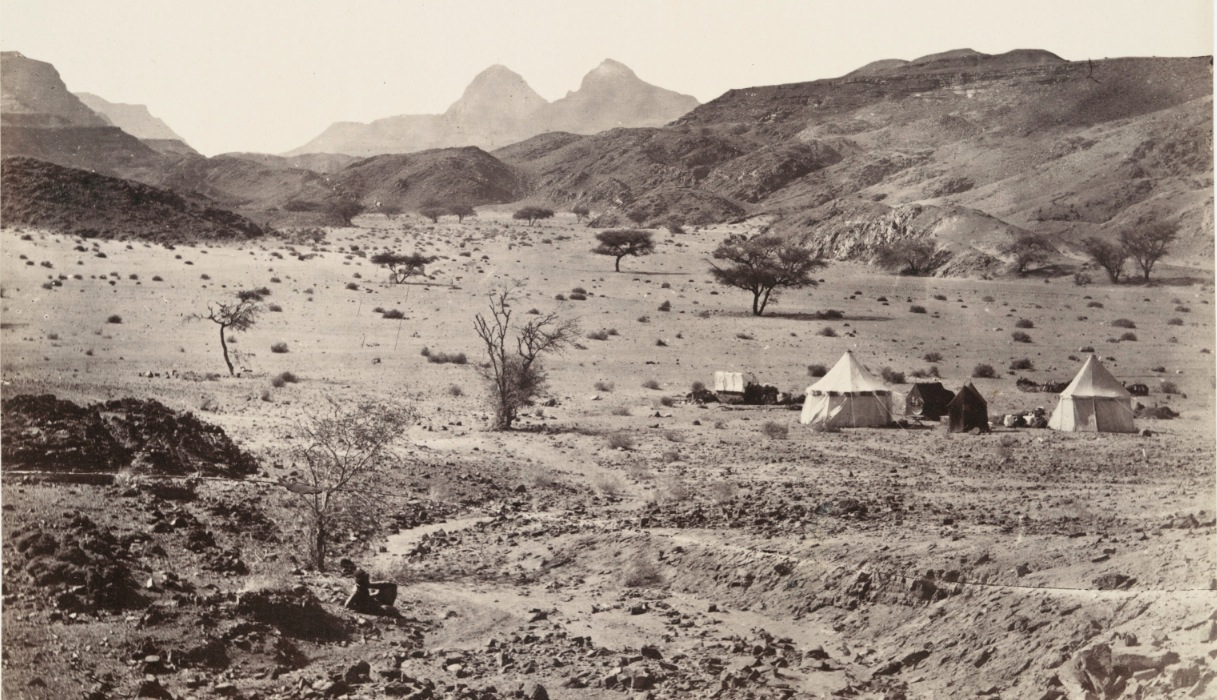
الحياة في الخيام بسيناء عام 1862

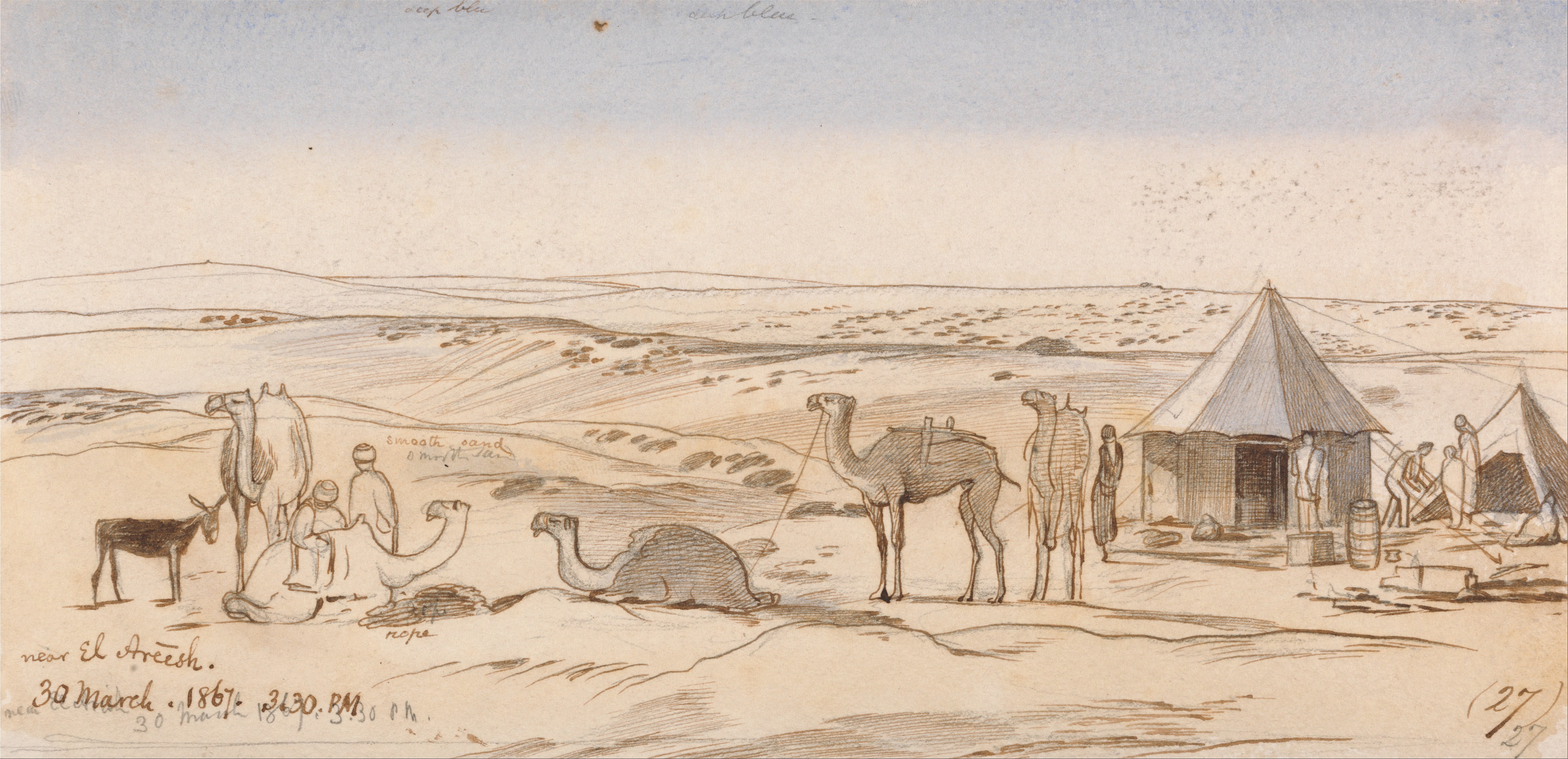
رسم لمنطقة بالقرب من العريش عام 1867

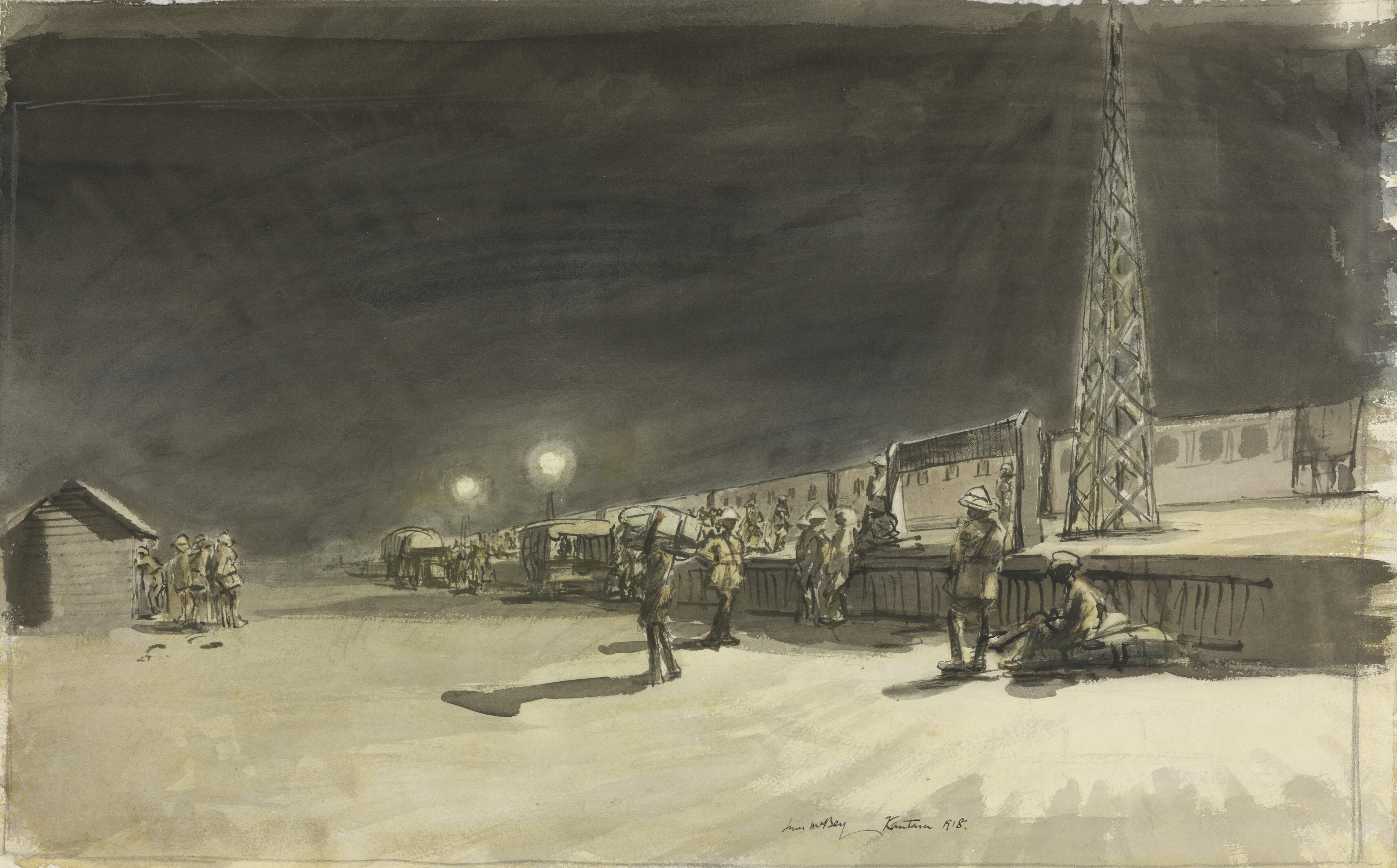
رسم يوضح جنود إنجليز يركبون أحد القطارات في محطة القنطرة شرق خلال الحرب العالمية الأولى عام 1918

بدأت مصر مع بداية القرن التاسع عشر أحداثا جديدة مع تولي محمد علي حكم مصر عام 1805، وكان أهمها إنشائه لمحافظة العريش عام 1810 ضمن التشكيلات الإدارية التي وضعها في هذا العام، والتي كانت تمثل أول شكل إداري منظم في سيناء في العصر الحديث، ولها اختصاصات وحدود إدارية، ووضع تحت تصرف محافظ العريش قوة عسكرية لحماية حدود مصر الشرقية، وقوة نظامية لحماية الأمن داخل المدينة. كما أنشأت نقطة جمركية ونقطة للحجر الصحي (كورنتينة) بالعريش. أما الطور فقد كانت تابعة إدارياً لمحافظة السويس، بينما أدخلت نخل ضمن إدارة القلاع الحجازية التي كانت تتبع قلم الروزنامة بالمالية المصرية.
وخلال فترة حكم إسماعيل (1863 – 1879) حدثت عدة أحداث متصلة بسيناء، منها زيارات العديد من الرحالة إلى سيناء وكان أهمهم البرفيسور بالمر Palmer حيث أرسلته بريطانيا عام 1868 على رأس لجنة علمية للتنقيب في منطقة الطور ورسم خريطة لسيناء. لكن كان أهم تلك الأحداث التي أثرت على سيناء خلال تلك الفترة هو افتتاح قناة السويس للملاحة عام 1869، التي كان لإنشائها آثارا هامة على مجتمع سيناء كما سنري في الفصول القادمة. وكان من نتائج إقامة هذا الممر الملاحي المهم أن أنشأت عددا من المدن على ضفتي القناة، فقد أنشئت الإسماعيلية في منتصف القناة تقريبا، كما أنشأت مدينة جديدة على طريق العريش، وهي مدينة القنطرة.
في عام 1956 قامت كل من إسرائيل وفرنسا وإنجلترا بعمل هجوم منظم على مصر فيما يسمي بالعدوان الثلاثي على مصر وقد قامت المقاومة الشعبية باعمال بطوليه لصد الفرنجا والإنجليز، أما إسرائيل فأخذت سيناء بالكامل ولكن صدر قرار من مجلس الأمن آنذاك برد جميع الأرض المحتلة الي مصروعدم شرعية الهجوم على مصر قامت إسرائيل في 5 يونيو 1967 م بشن هجوم على مصر وسوريا والأردن واحتلت سيناء والجولان والضفة الغربية للأردن. واستطاع جيش مصر برغم فداحة الخسارة أن يعبر هذه المحنة في صموده أمام القوات الإسرائيلية ودخوله حرب الاستنزاف، وفي ذلك الوقت توفى «جمال عبد الناصر» في سبتمبر 1970.
تولى محمد أنور السادات الحكم بعد جمال عبد الناصر، عمل على تسوية مشاكل الدولة الداخلية وإعداد مصر لخوض حرب لتحرير سيناء. في 6 أكتوبر 1973 في تمام الثانية ظهراً، نفذت القوات المسلحة المصرية والقوات المسلحة العربية السورية هجوماً على القوات الإسرائيلية في كل من شبه جزيرة سيناء والجولان. بدأت الحرب على الجبهة المصرية بالضربة الجوية التي شنتها القوات الجوية المصرية ضد القوات الإسرائيلية، وعبرت القوات المصرية إلى الضفة الشرقية ورفعت العلم المصري.
الرئيس أنور السادات دخل في تسوية النزاع العربي الإسرائيلي لإيجاد فرصة سلام دائم في منطقة الشرق الأوسط، فوافق على معاهدة السلام التي قدمتها إسرائيل (كامب ديفيد) في 26 مارس 1979 بمشاركة الولايات المتحدة بعد أن مهدت زيارة الرئيس السادات لإسرائيل في 1977، وانسحبت إسرائيل من شبه جزيرة سيناء تماما في 25 أبريل 1982 بانسحابها مع الاحتفاظ بشريط طابا الحدودي واسترجعت الحكومة المصرية هذا الشريط فيما بعد، بناء على التحكيم الذي تم في محكمة العدل الدولية فيما بعد.

## الجغرافيا والسكان

### الموقع

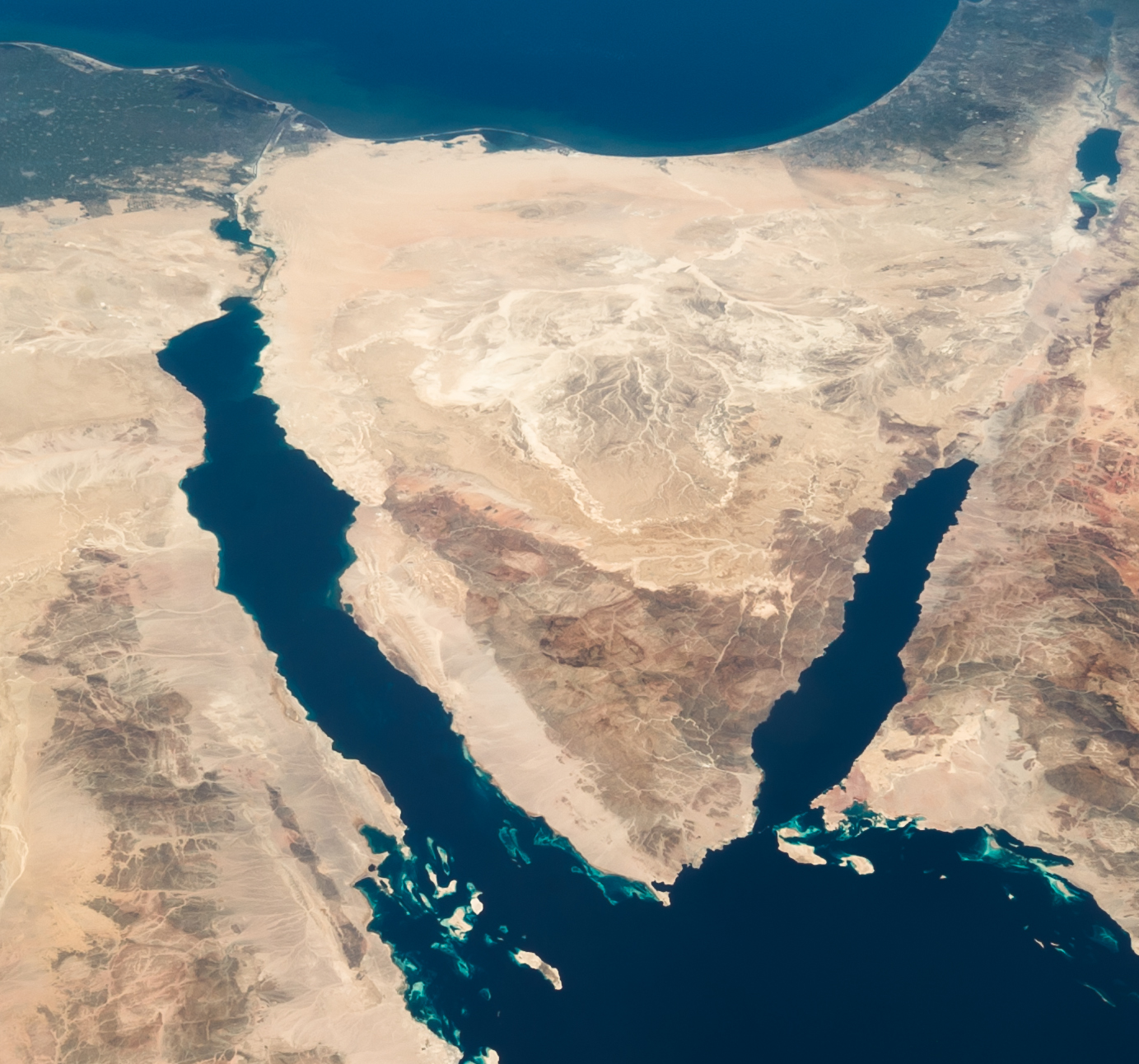
صورة فضائية لشبه جزيرة سيناء

سيناء هي شبه جزيرة تقع غرب آسيا في أقصى الشمال الشرقي من أفريقيا، بين دائرتيّ عرض 44 27 جنوبًا عند رأس محمد، و20 31 شمالًا عند تل رفح على ساحل البحر المتوسط، وبين خطي طول 18 32 غربًا عند الشاطئ الشرقي لبحيرة التمساح، و54 34 شرقًا عند طابا على ساحل خليج العقبة، تبلغ مساحنها حوالي 60088 كم2، يحدها شمالًا البحر الأبيض المتوسط وغربًا خليج السويس وقناة السويس، وشرقًا إسرائيل وقطاع غزة، وخليج العقبة، وجنوبًا البحر الأحمر، وهي تعتبر حلقة الوصل بين قارتيّ أفريقيا وآسيا، تحاط سيناء بالمياه من أغلب الجهات إذ تملك شبه جزيرة سيناء وحدها نحو 30% من السواحل المصرية، فهي تقع بين البحر المتوسط بطول 120 كم، قناة السويس بطول 160 كم، خليج السويس بطول 240 كم، وخليج العقبة بطول 150 كم.

### الجيولوجيا
شبه جزيرة سيناء هي جزء من منطقة الرصيف الأمامي للدرع العربي الكبير، وتظهر صخور هذا الدرع في الجنوب وبميل إقليمي باتجاه الشمال حيث يليها ويكسوها قطاع الصخور الرسوبية، وتنقسم شبه جزيرة سيناء إلى ثلاثة أقاليم طبيعية ترتب على النحو التالي من الشمال إلى الجنوب:

#### إقليم السُهُول في الشمال

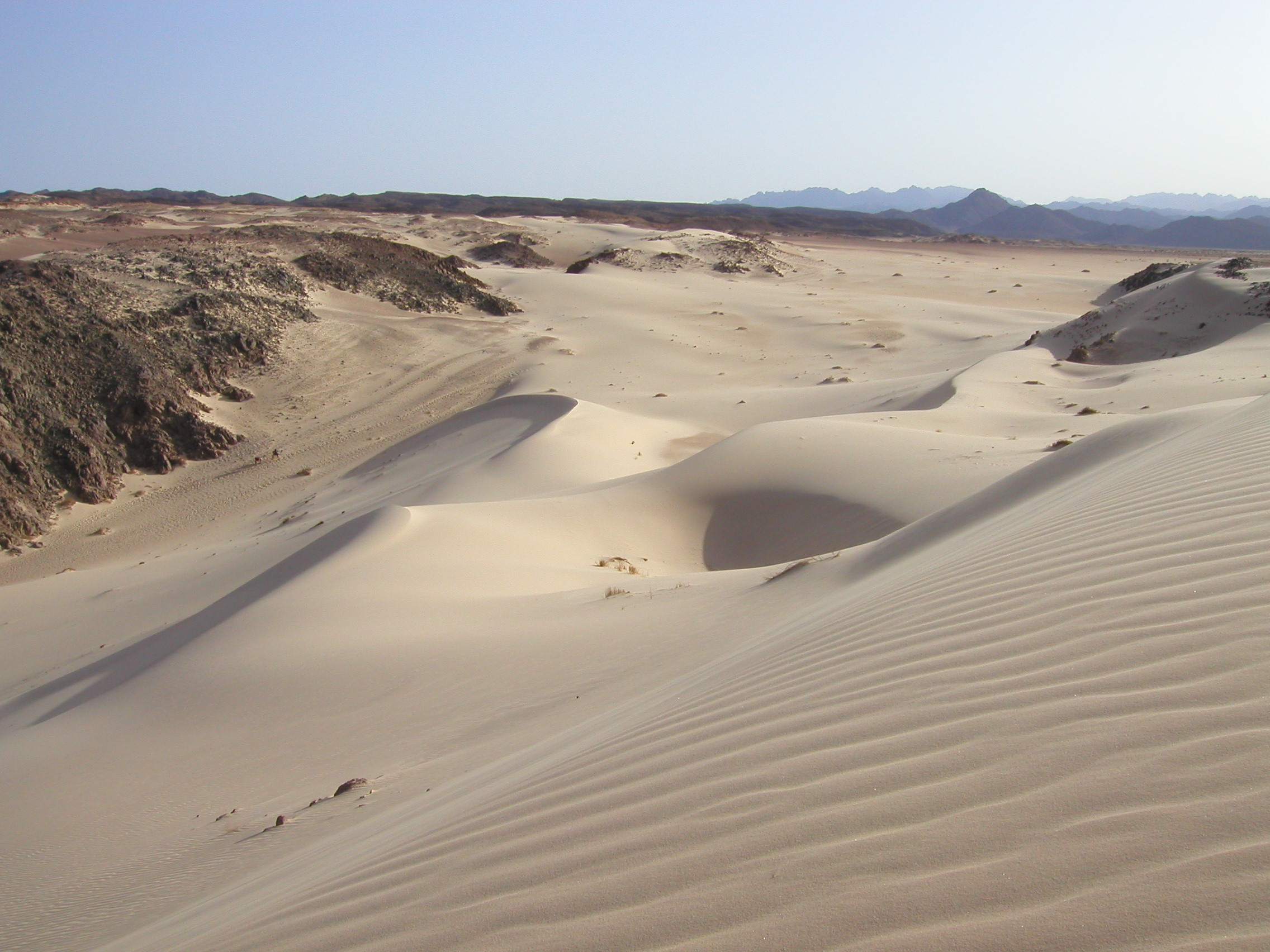
الهضاب في وسط سيناء

ويقع شمال خط عرض 30 ويمتد من شرق الإسماعيلية إلى رفح بمحاذاة البحر الأبيض المتوسط، وهو عبارة عن سهل مموج كبير ينحدر من هضبة التيه تدريجياً حتى البحر المتوسط، كما أنها أرض منبسطة تكثر فيها الوديان والعيون والروافد التي تتكون من مياه الأمطار ويتضمن إقليم السهول الشمالية في سيناء ثلاثة قطاعات هي:
- قطاع الساحل ويتكون من مياه ضحلة، ويضم عدة مستنقعات وبحيرات وأراضٍ رطبة وتبدأ تلك الظواهر بملاحة بورفؤاد التي تقع شرق قناة السويس ثم بحيرة البردويل والتي يبلغ طولها نحو 130 كم تمتد من المحمدية شرق بورسعيد بنحو 35 كم غربًا حتى قبل العريش شرقاً بنحو 50 كم، وتتصل بحيرة البردويل بالبحر ببوغاز اتساعه نحو 100 م، وفي الشتاء تؤلف البحيرة بكاملها مسطحًا مائيًا واحدًا ثم تنحسر عن قطاعها الشرقى صيفًا لتشكل بحيرتين منفصلتين، وآخر المستنقعات على الساحل الشمالي فتقع عند الشيخ زويد بين العريش ورفح وتبعد حوالي 2 كم عن ساحل البحر وتحيط بها الكثبان الرملية وأشجار النخيل من الشمال والغرب.
- قطاع السُهُول ويقع بعد خط الساحل مباشرة وبلغ أقصى ارتفاع فيه نحو 200م وتبلغ مساحة هذه السهول 8000 كم2، وتتسع كثيرًا في الغرب عند قناة السويس ثم تضيق قليلًا في الوسط وتعد هذه السهول بمثابة امتداد طبيعي لصحراء شرق دلتا النيل، وأبرز معالم هذا النطاق السهلي هو الكثبان الرملية المنتشرة بها والكثبان الرملية في سهول شمال سيناء تمثل خزان مياه الأمطار الطبيعي، ويتم الاعتماد عليها بشكل أساسي في الزراعة.
- قطاع القباب ويقع إلى الجنوب مباشرة من نطاق السهول ويضم مجموعات متميزة من الجبال القبابية والتي تتكون من الحجر الجيرى، وتبلغ مساحته نحو 13 ألف كم2 ويبلغ ارتفاع سهول قاعدته ما بين 200 - 500م فوق سطح البحر بينما تنتشر فوقها جُزُر جبليّة تتراوح ارتفاعاتها بين 400 إلى 1000م، وبين هذه المرتفعات تنتشر فتحات جبليّة تستخدم كممرات وطرق للمواصلات والحركة إلى جانب انتشار الآبار والينابيع، وأشهر هذه الممرات ممر متلا، وممر الجدي، وتنتهي هذه الممرّات إلى وادي المليز، متجها نحو الشمال الغربي قرب بئر الجفجافة، وعند الاتجاه شمالًا يبرز جبل الحلال، جبل المغارة التي يصل ارتفاعه بين 400 إلى 700م، وتتخلل هذه الجبال مجموعة من الأودية مثل وادي الفتح، ووادي المزرع، وادي المساجد، وادي المغارة، وادي الأيثلي، وادي الحسنة، ووادي الملحى.

#### إقليم الهِضاب في الوسط

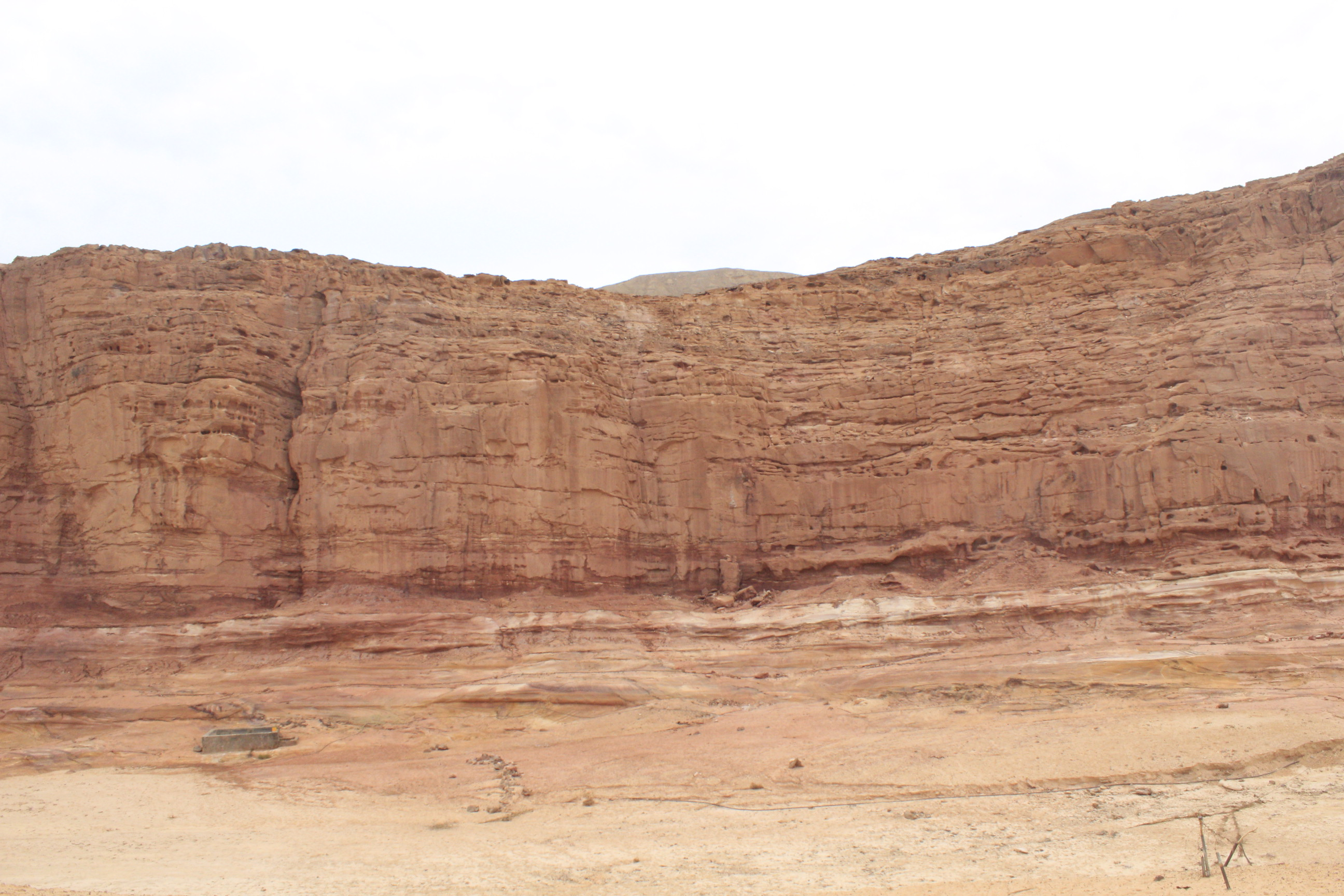
وادي غزال

ويقع بين خطي 30 و 29 ويقع في منطقة وسط سيناء، وهو عبارة عن سلسلة هضاب تتخللها بعض الجبال التي تنحدر تدريجياً نحو الشمال، كما تخترق من الجنوب إلى الشمال وادي العريش ونقطة نخل في الوسط، ويتراوح ارتفاعه ما بين 500 إلى 1500م فوق مستوى سطح البحر، وأشهر هضاب هذا الإقليم هي هضبة التيه والتي تمتد إلى نحو 140 كم، ثم هضبة العجمة التي تقع إلى الشمال من هضبة التيه وتمتد لنحو 115 كم، ورغم هذه السمات العامة لإقليم الهضاب في وسط سيناء، إلا أنه من الممكن تقسيمها إلى ثلاث قطاعات رئيسية هي:
- القطاع الغربي وهو قطاع جبلي عبارة عن مجموعة كتل جبلية متقطعة بفعل الأودية، وأودية هذا القطاع تتجه غرباً.
- القطاع الأوسط وهو أقرب إلى هضبة، وأودية هذا الجزء اتجاهها شمالي جنوبي وتصريفها في اتجاه الشمال.
- القطاع الشرقي وهو أقل ارتفاعًا وتتخلله أودية تتجه نحو الشرق أشهرها وادي العريش، ويبلغ طوله حوالي 250 كم، ويقع معظم الوادي وروافده داخل الإقليم الأوسط في سيناء، وهو أكبر أودية سيناء، وروافد وادي العريش متعددة ومتفرعة، لذلك فإن الكثير من مواقع وسط وشمال سيناء المعروفة تقع على واحد أو أكثر من هذه الروافد ولعلّ أبرز هذه المواقع نخل، بئر جبل، الحصن، بئر غادة، الثمد، الكونتيلا، القسيمة، والصبحة على الحدود الشرقية.

#### إقليم المرتفعات في الجنوب
ويقع جنوب خط 29 وهو إقليم الجبال، يحتل الثلث الجنوبي والأضيق من شبه جزيرة سيناء، ما بين خليجى السويس والعقبة، ويمكن تقسيمه إلى ثلاث قطاعات رئيسية هي:

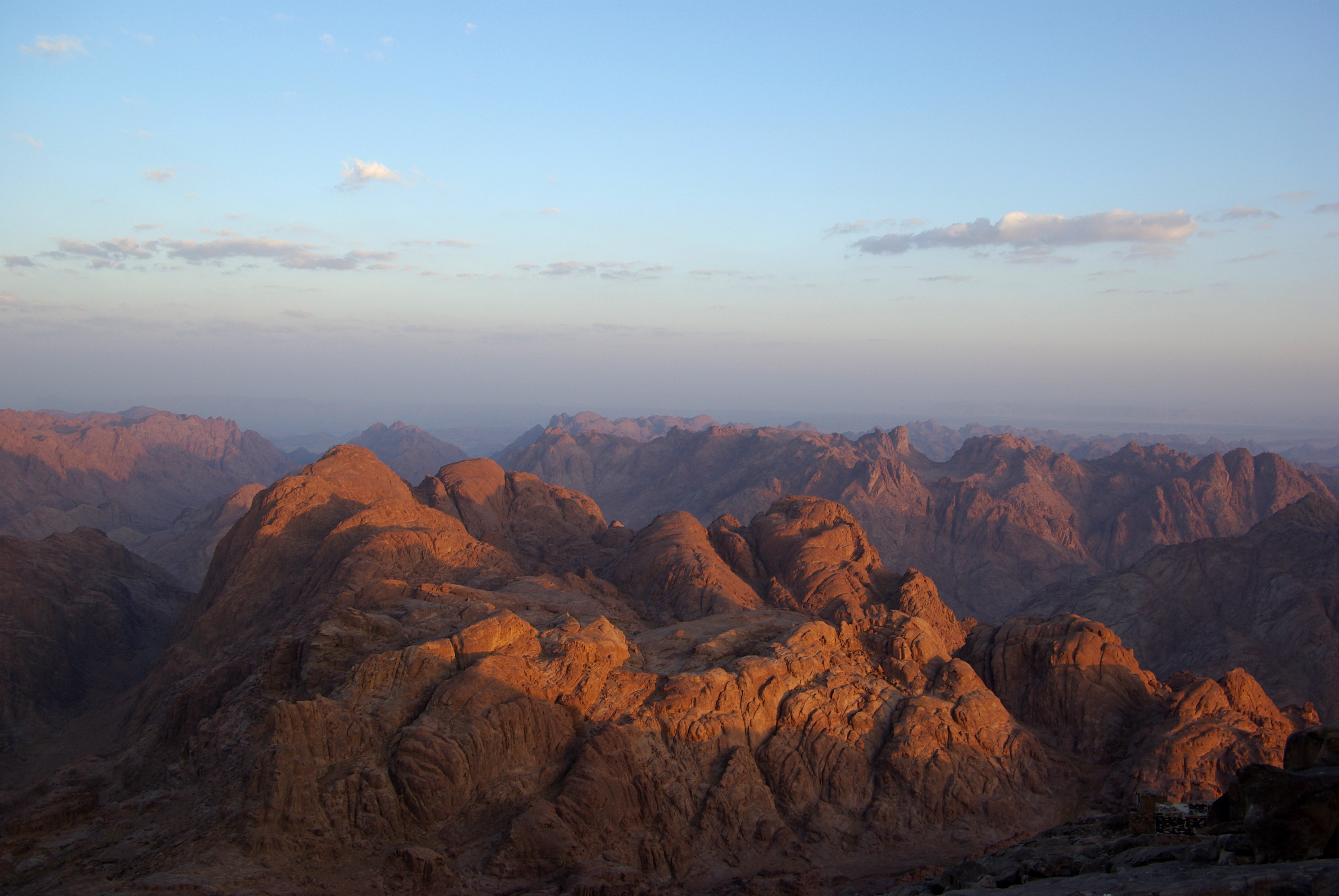
جبال جنوب سيناء

- ساحل خليج السويس حده الشرقي منطقة جبال جنوب سيناء وتختلف الارتفاعات في هذه المنطقة من جهة لأخرى، فهى في صدر الحيطان عبارة عن مناطق مستوية تقريبًا لتكون بذلك ممرًا شمال منطقة وادي غرندل بحوالي 25 كم، وتستمر الارتفاعات من جبل حمام فرعون حتى أبو زنيمة بطول 4 كم، ثم تبدأ في الانحدار حتى المنطقة الساحلية جنوب أبو رديس، أهم الأودية وأطولها هو وادي فيران الذي يحدد الخط الفاصل بين هضبة العجمة في الشمال وكتلة الطور الجبلية في الجنوب، وبفضل روافده - خاصة وادى أخضر ووادى سلاف ووادى الشيخ - فإنه يتوغل متجهاً إلى سانت كاترين مباشرة في قلب الغابة الجبلية الأعلى في سيناء.
- ساحل خليج العقبة ويبدأ من نقطة رأس محمد في الجنوب، ويمتد شمالاً حتى طابا، والمنطقة الساحلية من خليج العقبة تكثر بها المراسى والخلجان التي تصب في بعض الوديان، أما أودية هذين القطاعين من جنوب سيناء فإنها تنتظم في سلسلة تنبع من قلب الكتلة الجبلية في الداخل ويتجه معظمها إلى الجنوب الغربي، كما أن بعضها يتجه نحو الغرب مباشرة، وجميعها تصب في البحر الأحمر، ثم تنتشر مجموعة أودية أصغر تجرى من الشمال حول مجموعة سلاسل الجبال الساحلية، ويجرى بعضها من الشرق ثم تلتقى جميعاً قرب المصب على البحر، ومن أبرز الأودية في هذه المنطقة وادي نصب وهو أطولها، وتؤدى بعض روافده العديدة إلى منطقة دير سانت كاترين، بينما يصب هو عند دهب، وأيضاً وادي قني وهو وادي ضئيل قريب من الساحل، ووادي كيد ينتهى مصبه الرئيسى شمال محمية نبق، ووادي الأربعين.
- الكتلة الجبلية وتضم هذه المنطقة جسم الكتلة الجبلية الصماء في سيناء، وبها تنتشر أشهر جبال مصر، ففى هذه المنطقة الجبلية توجد غابة من الجبال ذات الارتفاع الشاهق أبرزها جبل كاترين والذي يصل ارتفاعه إلى 2641 مترًا يليه جبل أم شومر ويصل ارتفاعه إلى 2586 مترًا، جبل الثيب، جبل موسى، جبل صباغ، جبل طربوش، جبل الصفصافة، جبل باب الدنيا، جبل مدسوس، جبل البنات، جبل سرابيط الخادم، وجبل غراب.[21]

### المناخ

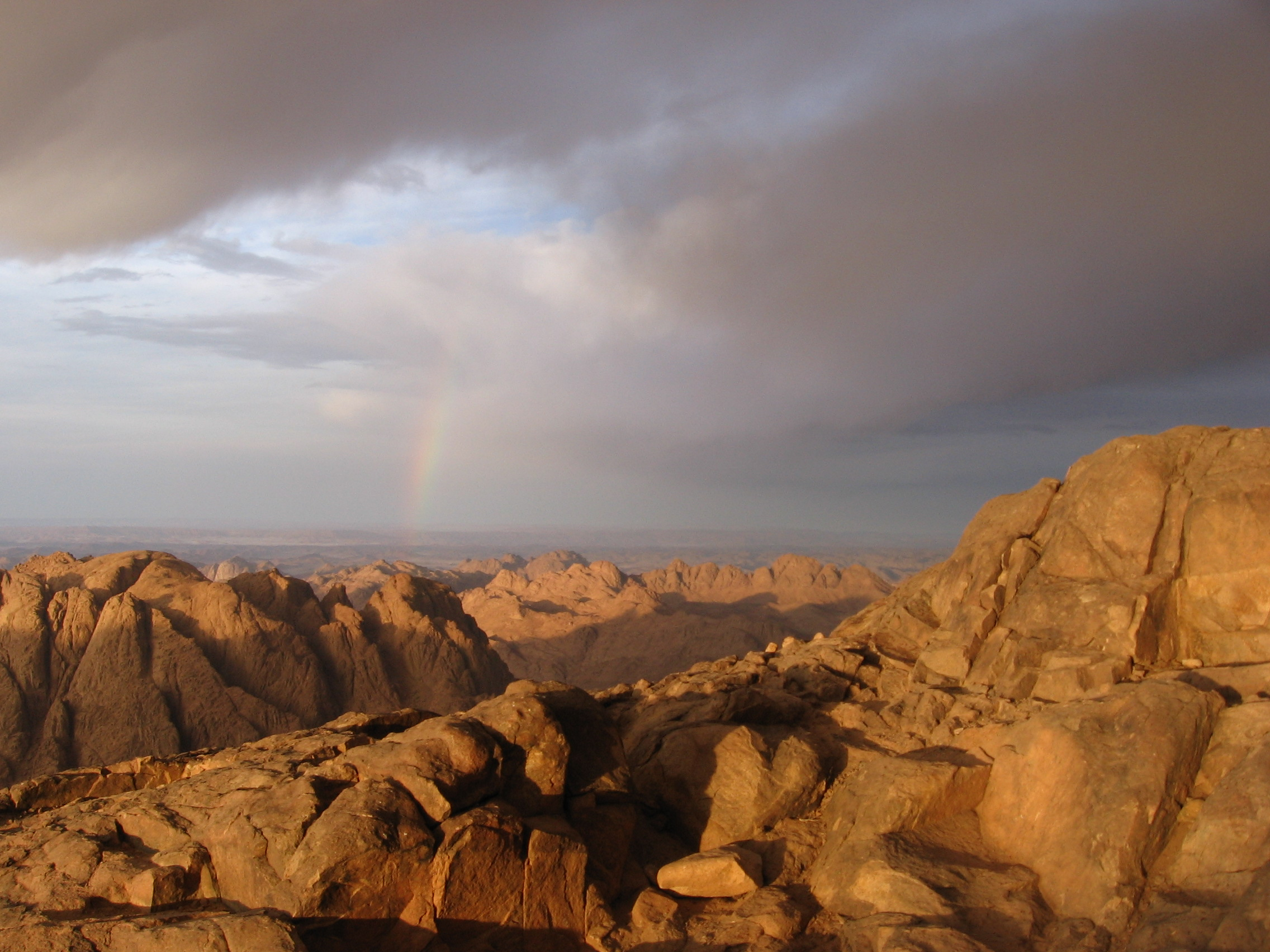
السحب وقوس قزح على جبل موسى

يختلف المناخ في شمال سيناء عن جنوبها كالتالي:
- شمال سيناء يسود مناخ البحر المتوسط، والذي يتميز بصيفه الحار والجاف، والذي يمتد عبر شهور يونيو ويوليو وأغسطس، وتترواح درجة الحرارة العظمى فيه ما بين 19، 30 درجة مئوية،[23] وأما شتائه فيتميز بأنه رطب معتدل وممطر، ويمتد فصل الشتاء في شمال سيناء عبر شهور ديسمبر، يناير، وفبراير، وتترواح درجة الحرارة العظمى فيه ما بين 8، 20 درجة مئوية،[23] والرياح السائدة في شمال سيناء شمالية أو شمالية غربية صيفاً وخريفاً، أو جنوبية غربية شتاءاً، معدل الأمطار في العريش تقدر بنحو 200 مم، تتناقص كلما توجهنا جنوباً لتصل إلى 90 مم في منطقة جبل المغارة.
- أما جنوب سيناء فيسود بها المناخ الصحراوي القاري، والذي يتصف عامة بالجفاف والحرارة معظم العام باستثناء بعض مناطق الوسط والتي تضم سانت كاترين والذي يتميز بصيفه الحار والجاف، وشتاءه الذي تتساقط فيه الثلوج، والذي يمتد عبر شهور يونيو ويوليو وأغسطس، وتترواح درجة الحرارة العظمى فيه ما بين 28، 38 درجة مئوية،[24] وأما شتائه فيتميز بأنه معتدل وجاف، ويمتد فصل الشتاء عبر شهور ديسمبر، يناير، وفبراير، وتترواح درجة الحرارة العظمى فيه ما بين 15، 23 درجة مئوية،[24] والرياح السائدة في جنوب سيناء جنوبية غربية، معدل الأمطار في شرم الشيخ (أقصى الجنوب) تقدر بنحو 13 مم، تتزايد كلما توجهنا شمالاً لتصل إلى 26 مم في نخل.

### الحياة الطبيعية

سمكة بيكاسو في محمية نبق
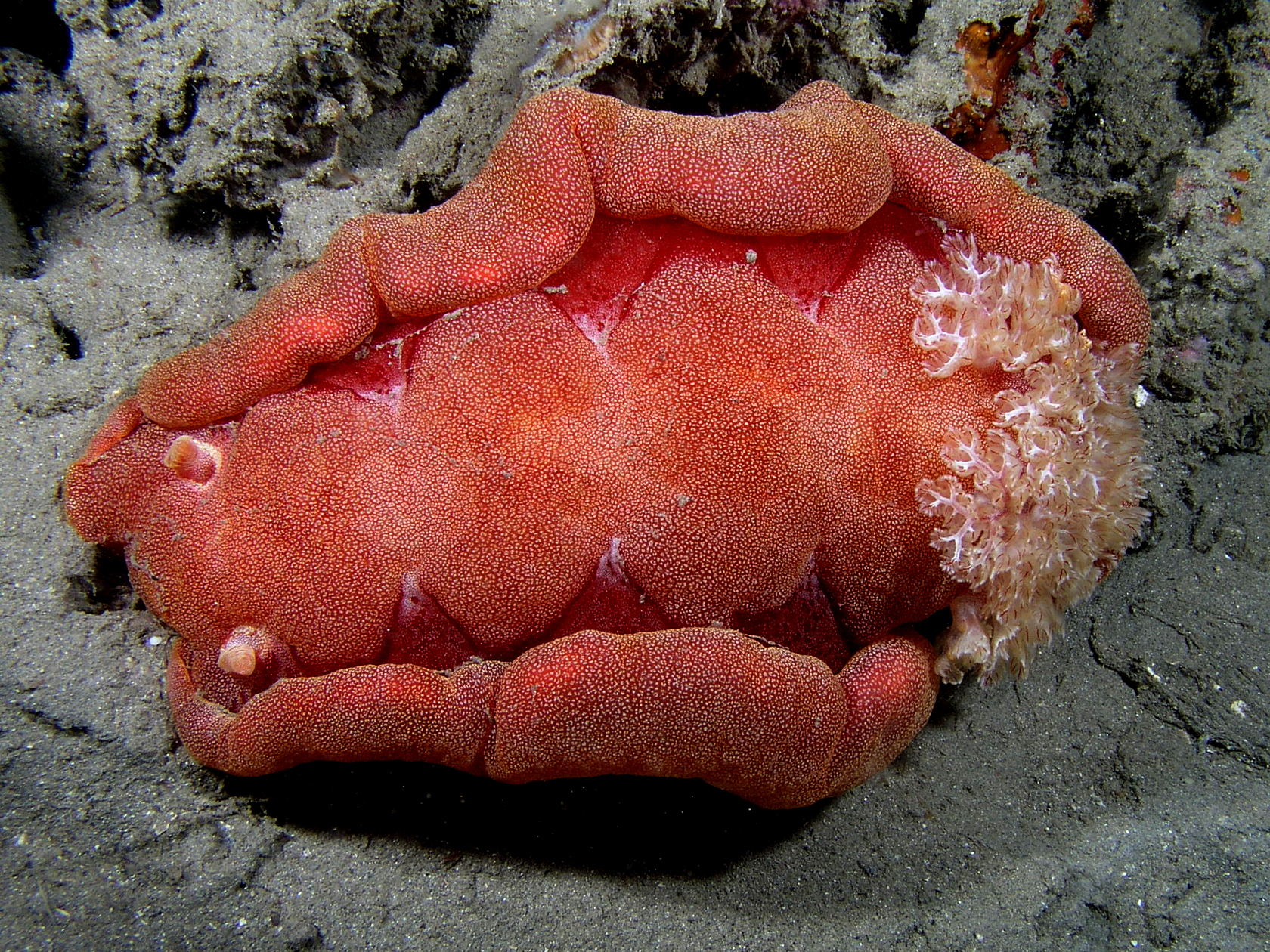
سمكة الراقصة الأسبانية
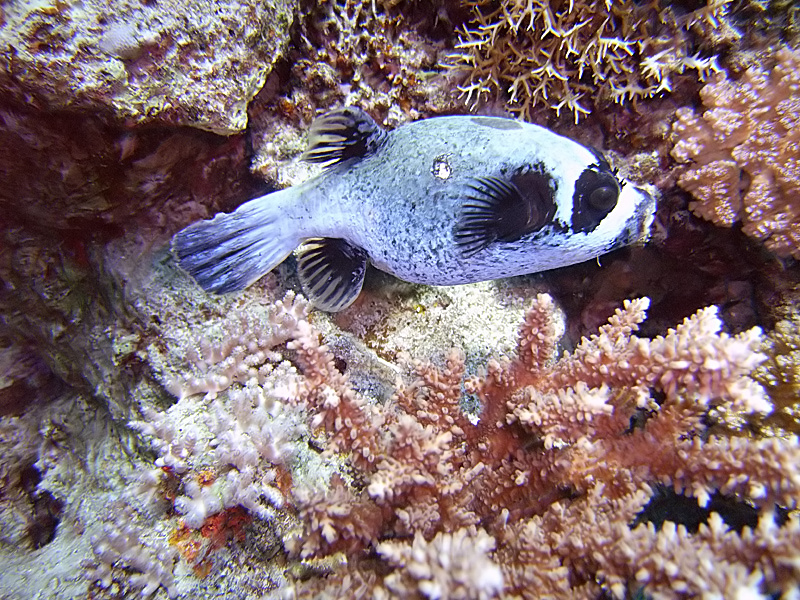
سمكة ينفوخية في رأس محمد
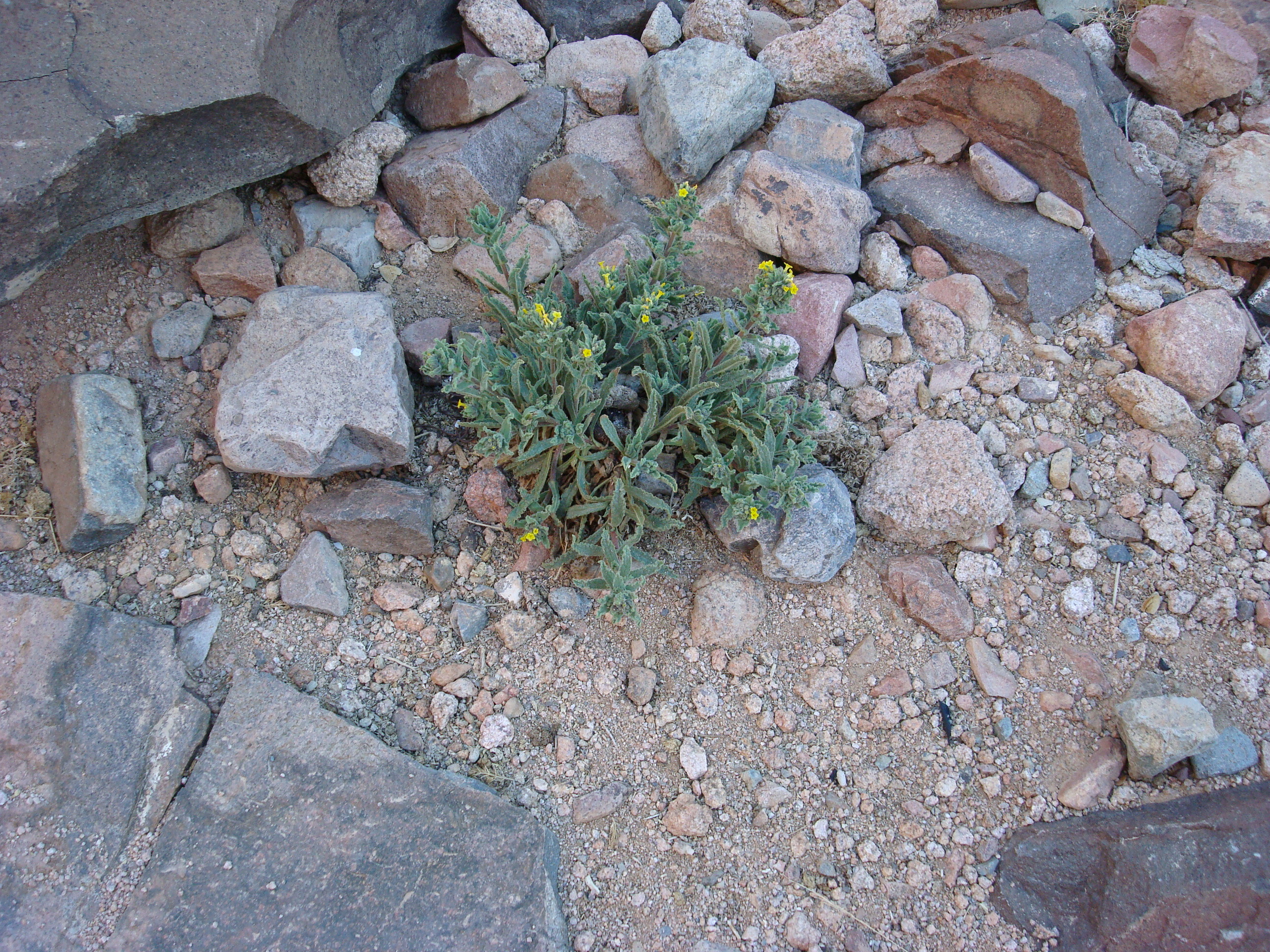
القثاء البري في سانت كاترين
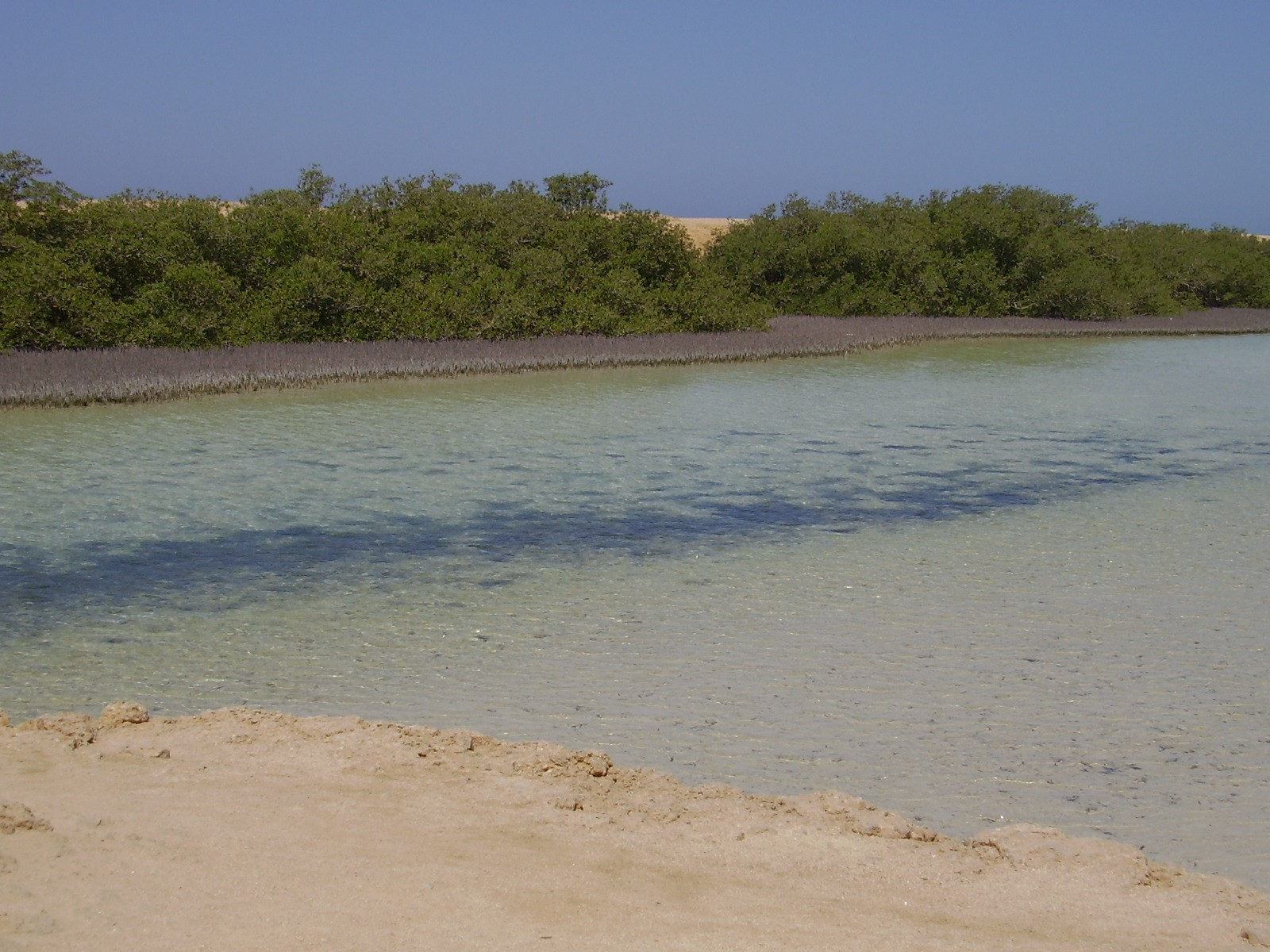
أيكة ساحلية في رأس محمد
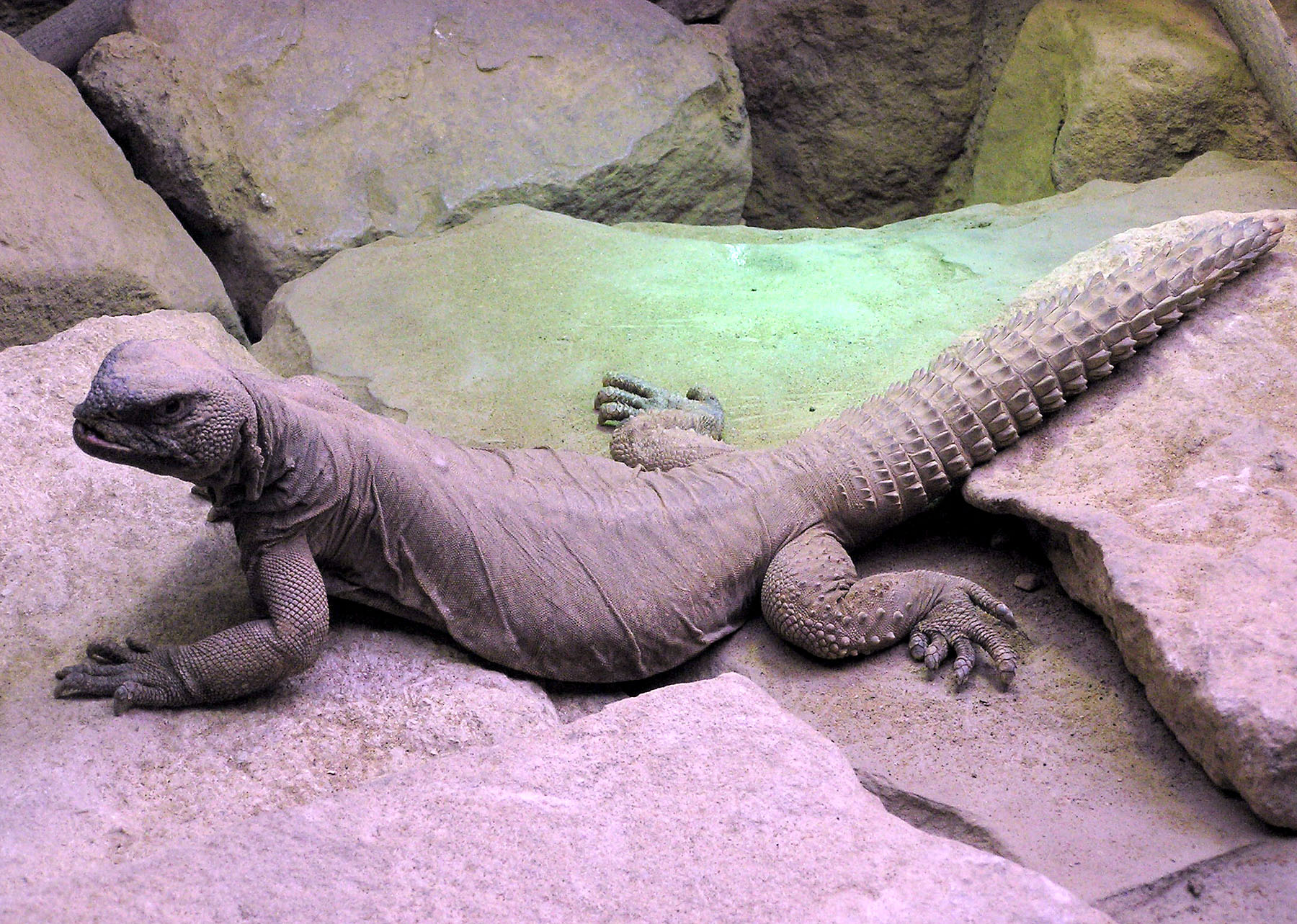
الضب المصري

تحتوي شبه جزيرة سيناء على عدد من المحميات الطبيعية والتي تضم العديد من أنواع النباتات والحيوانات والأسماك، ومن أبرز تلك المحميات محمية نبق، محمية رأس محمد، محمية سانت كاترين، محمية طابا، ومحمية أبو جالوم، النظام البيئي في سيناء هو نظام بيئي صحراوي وهو نتيجة طبيعية لعاملي المناخ والتربة، لذلك فإن نسبة الكساء الخضري يكاد يختفي في بعض المناطق القاحلة، بينما يزيد نوعاً ما في رقع كثيرة بحيث يتراوح بين 1 - 4 % خاصة في الكثبان الساحلية الشمالية التي لا تخلو من بقع نباتية تساعد علي تثبيتها، وتتراوح أنواع النباتات والأعشاب السائدة في سيناء ما بين الأنواع الجافة، والأنواع المالحة الموجودة في المستنقعات، والأنواع الرطبة الموجودة في المناطق الجبلية المرتفعة وعلى السفوح والقمم والأودية الجبلية، أما في الأماكن المفتوحة السهلية فتبدو منطقة شجرية لا صحراوية حيث تتكاثف الشجيرات والأشجار، خاصة من الأثل والسنط.
تعد أشجار النخيل والخروع من أهم العناصر النباتية المتوائمة مع البيئة الرملية الساحلية، والتي تثبت رمالها بأشجار الأكاسيا المالحة، وأوكالبتوس، بينما تغطي الأشنيات صخور المرتفعات الساحلية بنسبة 90% بسبب النسبة العالية للندى مع أن نسبة هطول الأمطار لايتجاوز 90 مم في بعض المناطق، كما تعلو المرتفعات نباتات اللاوند أو الخزامي، الزعتر، القتاد، الافيدرا، النرجسيات، الزنبقيات، وأشجار العرعر الفينيقي. وتسود منطقة هضبة التيه النباتات الصحراوية العربية التي تندر على الصخور العارية، ويزداد الغطاء النباتي في قيعان الأودية حيث ينتشر الصر والثمام والصلة إضافة إلى الأنواع النباتية الآتية: الرتامة، الأشنان والحرمل، الشيح، اليتنة، وقثاء بري، الأثل، ويزداد في جبال سيناء الغطاء النباتي كثافة وتنوعاً، حيث ينتشر الزعرور، واليغنس السوري والسرو الأخضر، التين، الجميز والسفرجلية.
أما الحيونات فتنتشر في شبه الجزيرة العديد من الأنواع مثل الورل، الضب المصري، الضبع المخطط، ذئب الأرض، القنفذ بأنواعه، الشيهم، النمور، النمس المصري، المها العربي، الوعل النوبي، الكبش الأروي، الفنك، عناق الأرض، الوشق، الأرانب البرية، غزال دوركاس، الفئران واليربوع، وأهم الطيور التي تم تسجيل وجودها في شبه الجزيرة فهي البجع، النحام الأكبر، البلشون الأبيض الصغير، مرزة الدجاج، اللقلق، بلشون القطعان، الصقور، السمان، المرعة، اللقلق الأبيض، القبرة، القبرة الهدهدية، النكات، والدريجة شرسة. كذلك سجلت في سواحل شبه جزيرة سيناء العديد من الأسماك والنباتات البحرية أهمها سمكة المهرج، سمكة بيكاسو (بالإنجليزية: Rhinecanthus assasi)، سمكة الفراشة، الدلافين، الترسة البحرية، أسماك القرش، الجمبري، خيار البحر، وبعض الأنواع من قناديل البحر، الحبار، أخطبوط، أسماك المورايية، عاريات الخيشوم، ينفوخية، وسمكة الراقصة الأسبانية (بالإنجليزية: Spanish dancer)، نبات المانجروف، شقائق نعمان البحر، بالإضافة إلى أنواع متعددة من الشعاب المرجانية، وقد حظرت الحكومة الصيد في جنوب سيناء لحماية الحياة البحرية فيها.

### التقسيم الإداري والعسكري

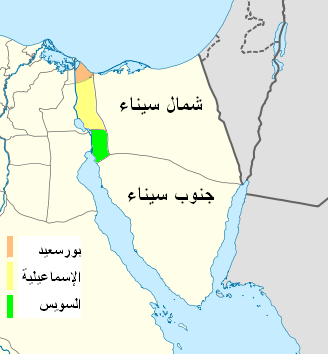
التقسيم الإداري لسيناء

#### التقسيم الإداري
تقسم شبه جزيرة سيناء إدارياً إلى:

التقسيم العسكري لسيناء

- محافظة شمال سيناء، عاصمتها مدينة العريش، وتقسم المحافظة إلى ستة مراكز إدارية هي رفح، الشيخ زويد، العريش، بئر العبد، الحسنة، ونخل.[33]
- محافظة جنوب سيناء، عاصمتها مدينة الطور، وتقسم المحافظة إلى تسعة مدن هي أبو رديس، أبو زنيمة، رأس سدر، الطور، شرم الشيخ، دهب، نويبع، طابا، وسانت كاترين.[34]
- مدينتي بورفؤاد وسلام مصر، وتتبعان لمحافظة بورسعيد.[35]
- مركز ومدينة القنطرة شرق، ويتبع لمحافظة الإسماعيلية.[36]
- حي الجناين، وهو أحد أحياء محافظة السويس.[37]

#### التقسيم العسكري
أما عسكرياً، فطبقاً لمعاهدة السلام المصرية الإسرائيلية بين مصر وإسرائيل فتقسم شبه جزيرة سيناء إلى ثلاثة مناطق كالتالي:
- المنطقة أ؛ يحدها من الشرق الخط «أ» (الخط الأحمر) ومن الغرب قناة السويس والساحل الشرقي لخليج السويس، وتتواجد في هذه المنطقة قوات عسكرية مصرية من فرقة مشاة ميكانيكية واحدة ومنشآتها العسكرية وكذلك تحصيناتها الميدانية، وتتكون العناصر الرئيسية لهذه الفرقة من ثلاثة ألوية مشاة ميكانيكية، لواء مدرع واحد، سبع كتائب مدفعية ميدانية، سبع كتائب مدفعية مضادة للطائرات، 230 دبابة، 480 مركبة أفراد مدرعة من كافة الأنواع، ويكون إجمالي الأفراد العسكريين في المنطقة 22 ألف فرد.
- المنطقة ب؛ يحدها من الشرق الخط «ب» (الخط الأخضر) ومن الغرب الخط «أ» (الخط الأحمر)، توفر الأمن في هذه المنطقة وحدات قوات حرس الحدود المصرية من أربع كتائب مجهزة بأسلحة خفيفة وبمركبات عجل، وبكامل تحصيناتها الميدانية ومنشآتها العسكرية، وتعاون الشرطة المدنية في المحافظة على النظام في المنطقة، وتتكون العناصر الرئيسية لكتائب حرس الحدود الأربع من إجمالي حتى 4000 فرد.
- المنطقة جـ؛ يحدها من الغرب الخط «ب» (الخط الأخضر) ومن الشرق الحدود الدولية وخليج العقبة، تتمركز في المنطقة «جـ» قوات الأمم المتحدة، الشرطة المصرية، وكتيبة من حرس الحدود، وتتولى الشرطة المصرية المسلحة بأسلحة خفيفة أداء مهام حفظ الأمن والنظام داخل هذه المنطقة، أما قوات الأمم المتحدة فتتمركز في معسكرين في الجورة، وشرم الشيخ.

وبشكل استثنائي تم زيادة أعداد الجنود ونوعية التسليح نتيجة الاضطرابات التي ضربت شبه الجزيرة بعد ثورة 25 يناير 2011.

### السكان

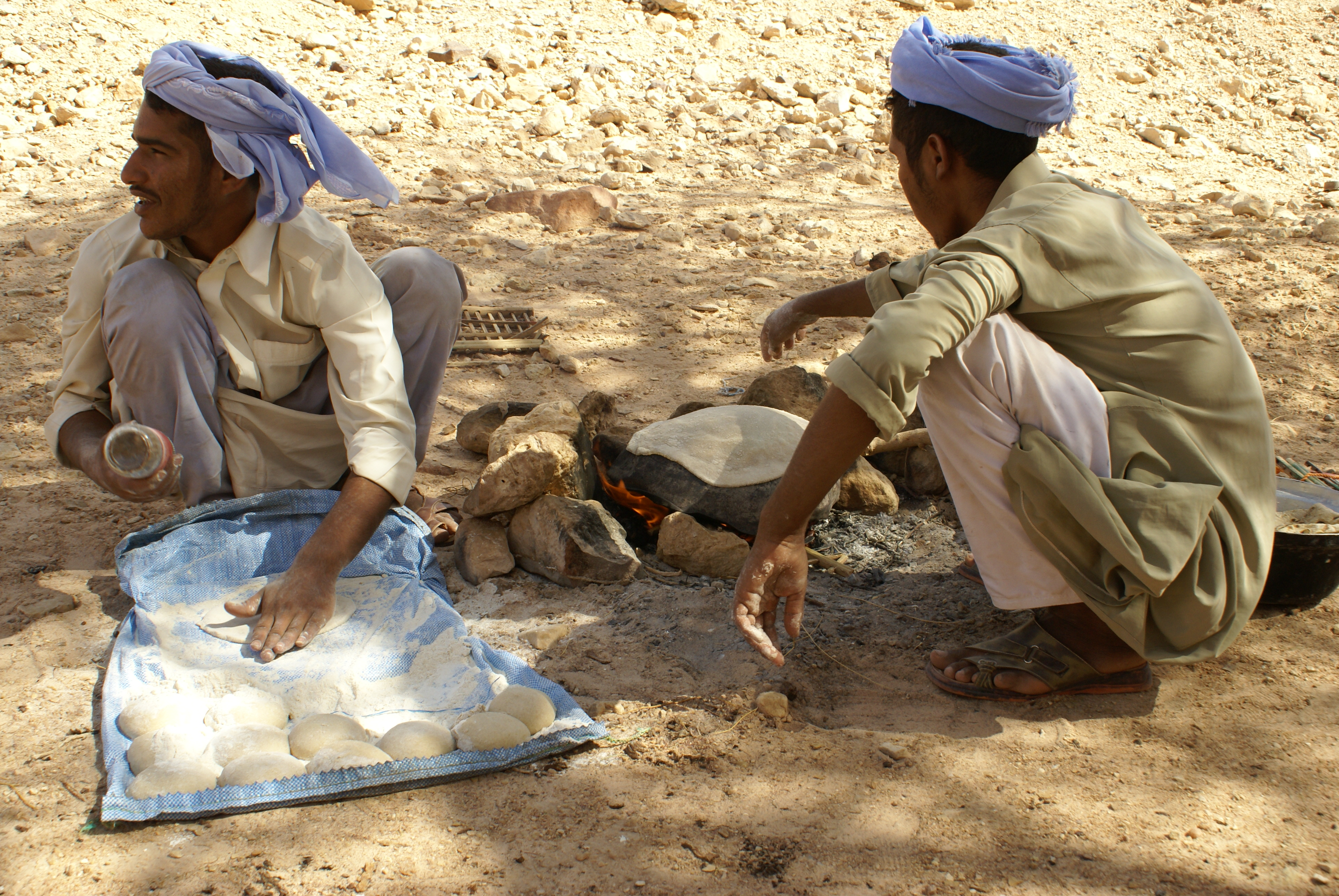
رجلان من البدو يخبزان

حسب إحصائيات يناير 2016 بلغ عدد سكان شبه جزيرة سيناء حوالي نسمة، مقسمة على النحو التالي:
- محافظة شمال سيناء، يبلغ عدد سكانها 445811 نسمة، منهم عدد 230278 من الذكور بنسبة 51.7%، وعدد 215533 من الإناث بنسبة 48.3% من إجمالي عدد سكان المحافظة.[42]
- محافظة جنوب سيناء، يبلغ عدد سكانها 169822 نسمة، منهم عدد 11839 من الذكور بنسبة 65.3%، وعدد 58983 من الإناث بنسبة 34.7% من إجمالي عدد السكان.[43]
- مركز ومدينة القنطرة شرق، ويبلغ عدد سكانه
- مدينة بورفؤاد، ويبلغ عدد سكانها 51591 نسمة.[44]
- حي الجناين، ويبلغ عدد سكانه

ينقسم السكان في شبه جزيرة سيناء إلى قسمين سكان الحضر وسكان الريف، وتتركز الكثافة السكانية في المدن الساحلية أكثر من المدن الداخلية، وتعد مدينة العريش أعلى مدن سيناء من حيث الكثافة السكانية، حيث يبلغ عدد سكانها حوالي 1400000 حسب إحصاء عام 2013.

## البُنية التحتيّة

### المياه والصرف الصحي
يعتمد السكان في شمال سيناء بشكل رئيسي على المياه الجوفية، وبشكل جزئي على مياه النيل، والمياه الناتجة عن تحلية المياه، إذ تضم شمال سيناء حاليًّا ثلاثة محطات لتحلية مياه البحر في العريش، الحسنة، ونخل، ويتم حاليًا إنشاء أربعة محطات تحلية في كُلٍ من العريش، رفح، الشيخ زويد وبئر العبد، وستبلغ الطاقة الإنتاجيّة لهذه المحطات حوالي 10000 م3 يوميًّا، أمّا جنوب سيناء فتضم عدة محطات لتحلية المياه في كل مدينة من مدن المحافظة، بالإضافة إلى إنشاء محطات جديدة في كلاً من نويبع، الطور، وشرم الشيخ، وبشكل عام فإن سيناء تعاني من أزمة نقص مياه الشرب، لعدم عمل المحطات الحالية بكامل إنتاجيتها، وعدم كفاءة الآبار الموجودة حاليًّا، كذلك يتم تجميع مياه الأمطار في خزّانات محفورة في الصخر، وقد شُيِّدت عدة سدود سطحيّة على أودية سيناء مثل سد الروافعة الذي يبلغ سعته التخزينية حوالي 3.8 مليون 3م، على بعد 50 كم من ساحل العريش، أما بالنسبة لمياه الزراعة ففي مناطق شمال غرب سيناء يعتمد في الزراعة بشكل رئيسي على ترعة السلام وتفرعاتها، وباقي المناطق يتم الاعتماد على مياه الآبار الجوفية، ومياه الأمطار.

### النقل والمواصلات

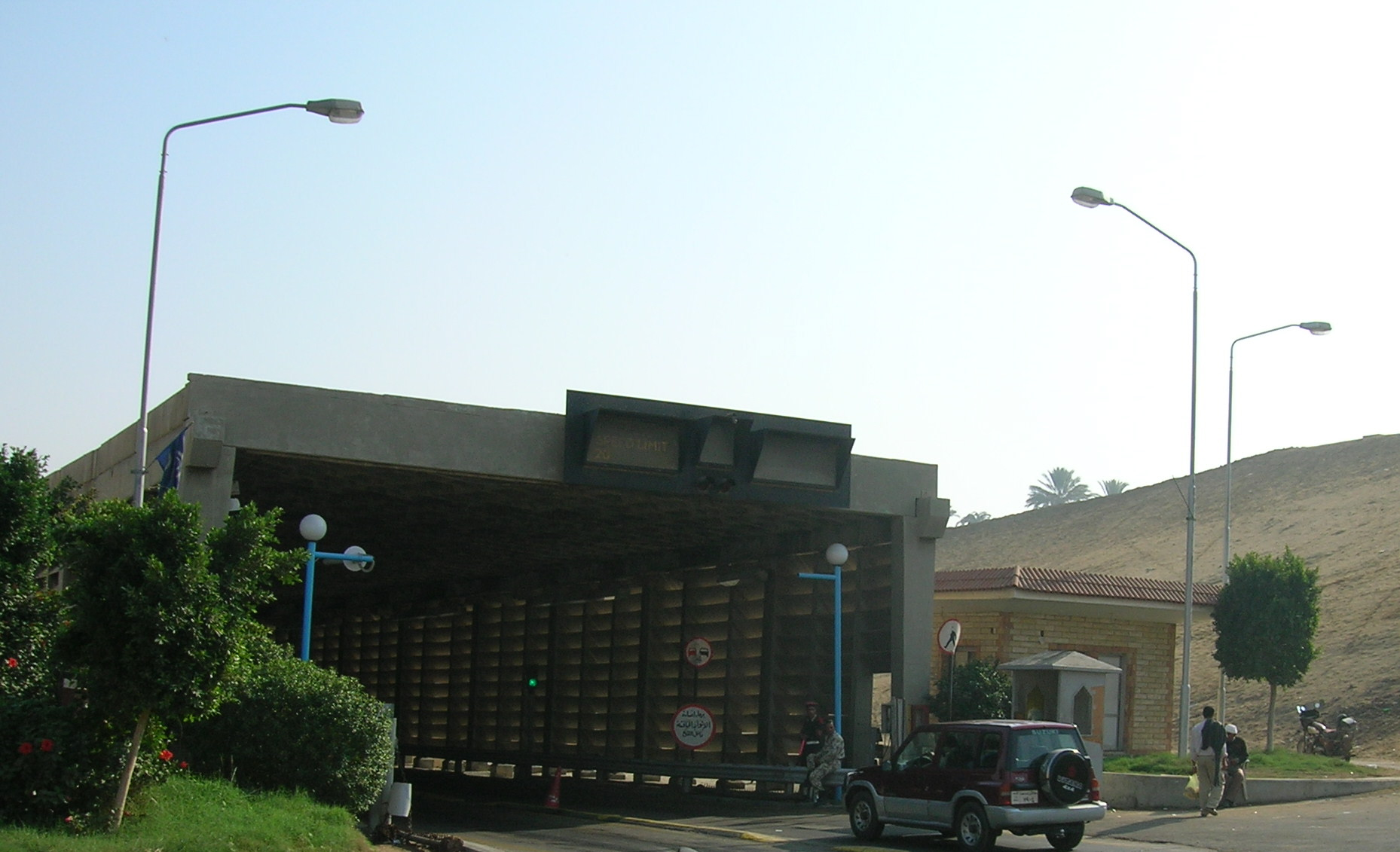
المدخل الغربي لنفق أحمد حمدي

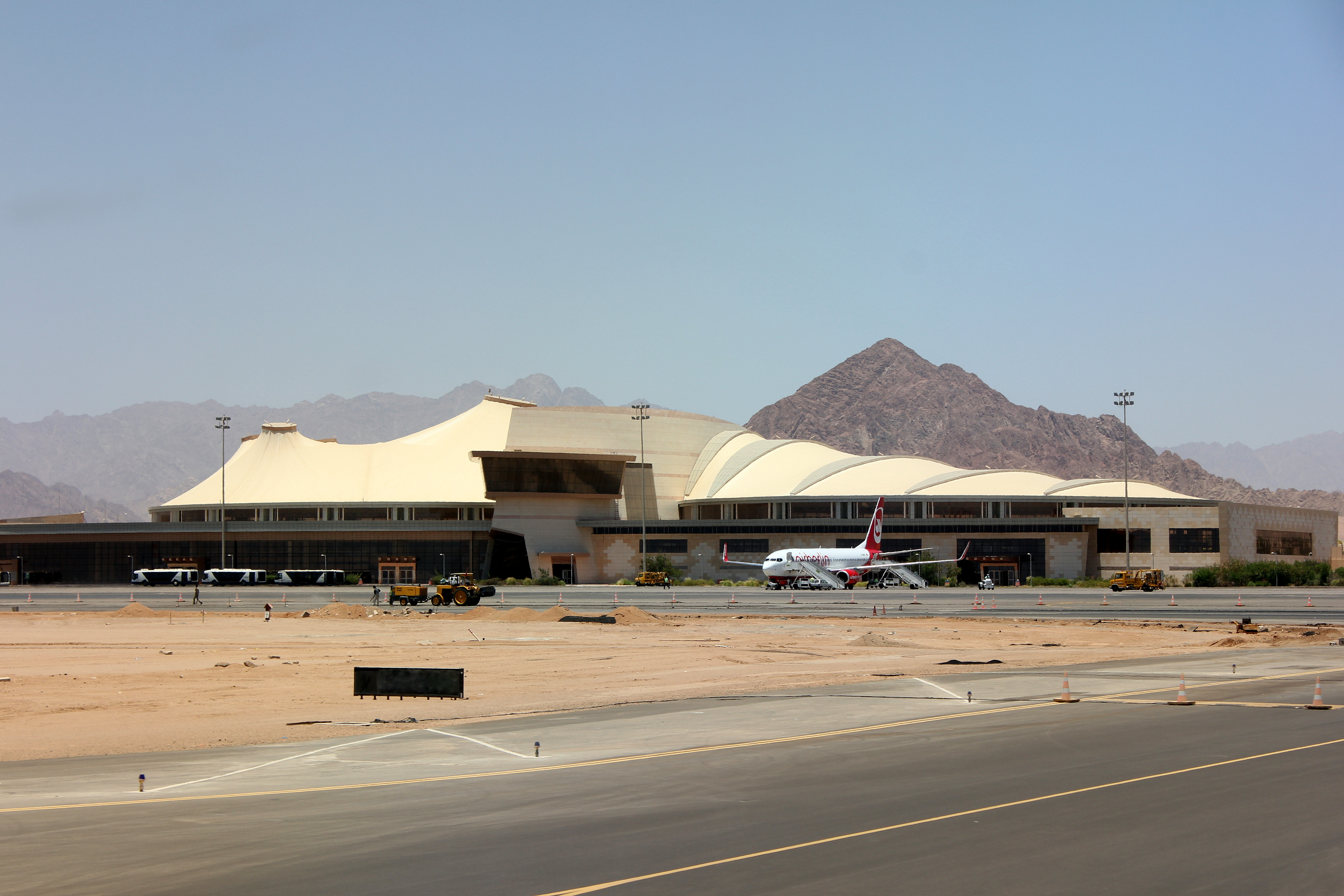
مطار شرم الشيخ الدولي

تفصل قناة السويس شبه جزيرة سيناء عن سائر مصر، وترتبط بها عن طريق أنفاق قناة السويس الجديدة ونفق الشهيد أحمد حمدي في نطاق محافظة السويس، كوبري السلام في نطاق محافظة الإسماعيلية، وبعض المعديات في بورسعيد، القنطرة شرق، الإسماعيلية، سرابيوم، السويس، بالإضافة إلى كوبري الفردان وهو كوبري مخصص للقطارات ويقع بالقرب من كوبري السلام. وترتبط سيناء مع قطاع غزة عن طريق معبر رفح، ومع إسرائيل عن طريق معبر نيتسانا ومعبر طابا، وكذلك معبر كرم أبو سالم وهو معبر مشترك بين قطاع غزة ومصر وإسرائيل.

#### الطرق السريعة
تضم سيناء شبكة من الطرق السريعة تربط مدنها ببعضها وبالعالم الخارجي، ولعل من أهم هذه الطرق:
- طريق القنطرة - رفح، وهو طريق مزدوج يقطع الساحل الشمالي لسيناء بالكامل من الغرب إلى الشرق، ويبدأ من نقطة كوبري السلام بالقنطرة شرق ويتجه شمالاً مروراً ببئر العبد، العريش، الشيخ زويد وحتى رفح.
- طريق الإسماعيليّة - العوجة، وهو طريق مفرد يقطع وسط سيناء من الغرب إلى الشرق أيضًا، ويبدأ من نقطة معدية رقم 6 شرق القناة بالإسماعيليّة وحتى معبر العوجة مع إسرائيل.[55]
- طريق السويس - نويبع، وهو أيضًا طريق مفرد يصل غرب سيناء بشرقها، ويبدأ من تقاطع طريق النفق مع طريق عرضي 1 وطريق شرم الشيخ، ويمر الطريق بمدينة نخل ووصولًا إلى طابا ونويبع.
- طريق السويس - شرم الشيخ، وهو طريق مزدوج حتى عيون موسى فقط،[56] ومفرد حتى آخره ويبدأ أيضًا من تقطاع طرق نويبع وعرضي 1 والنفق، ويمر بمدن عيون موسى، رأس سدر، أبو زنيمة، أبو رديس، طور سيناء، وصولًا إلى شرم الشيخ.[57]

بالإضافة إلى العديد من الطرق الفرعية والطرق التُرابيّة التي تربط هذه الطرق الرئيسية بالقرى والتجمعات السكنيّة المختلفة.

#### المطارات والموانئ
تضم شبه جزيرة سيناء العديد من الموانئ البحرية والمطارات التي تربطها بالعالم الخارجي والموانئ في سيناء تقسم حسب التخصص إلى أربعة أنواع؛ موانئ تجاريّة وتشمل ميناء العريش، ميناء شرق بورسعيد، ميناء نويبع، ميناء شرم الشيخ، ميناء الطور، وموانئ تعدينية وتشمل ميناء أبو زنيمة، وموانئ بتروليّة وتشمل ميناء وادي فيران، وميناء رأس سدر، وموانئ سياحية وتشمل ميناء طابا، أمّا أهم المطارات الموجودة في سيناء فتُقسّم إلى نوعين مطارات دوليّة وهي مطار شرم الشيخ الدولي، مطار العريش الدولي، مطار طابا الدولي، مطار سانت كاترين الدولي، ومطارات داخلية وهي مطار الطور، مطار المليز، مطار أبو رديس، مطار النقب، ومطار الجورة الذي تستخدمه القوة متعددة الجنسيات التابعة للأمم المتحدة.

## الاقتصاد

### السياحة

#### السياحة الدينية

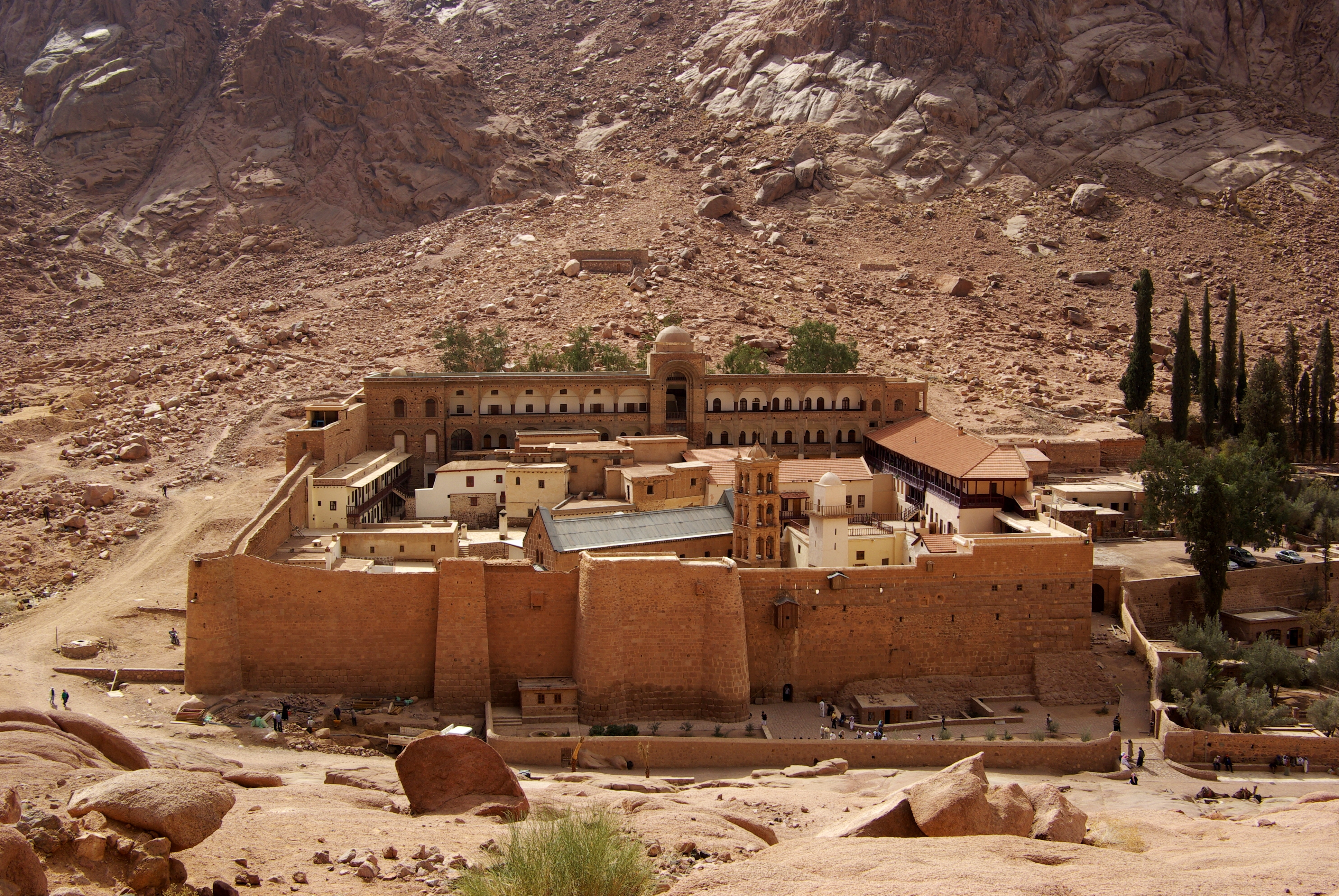
دير سانت كاترين

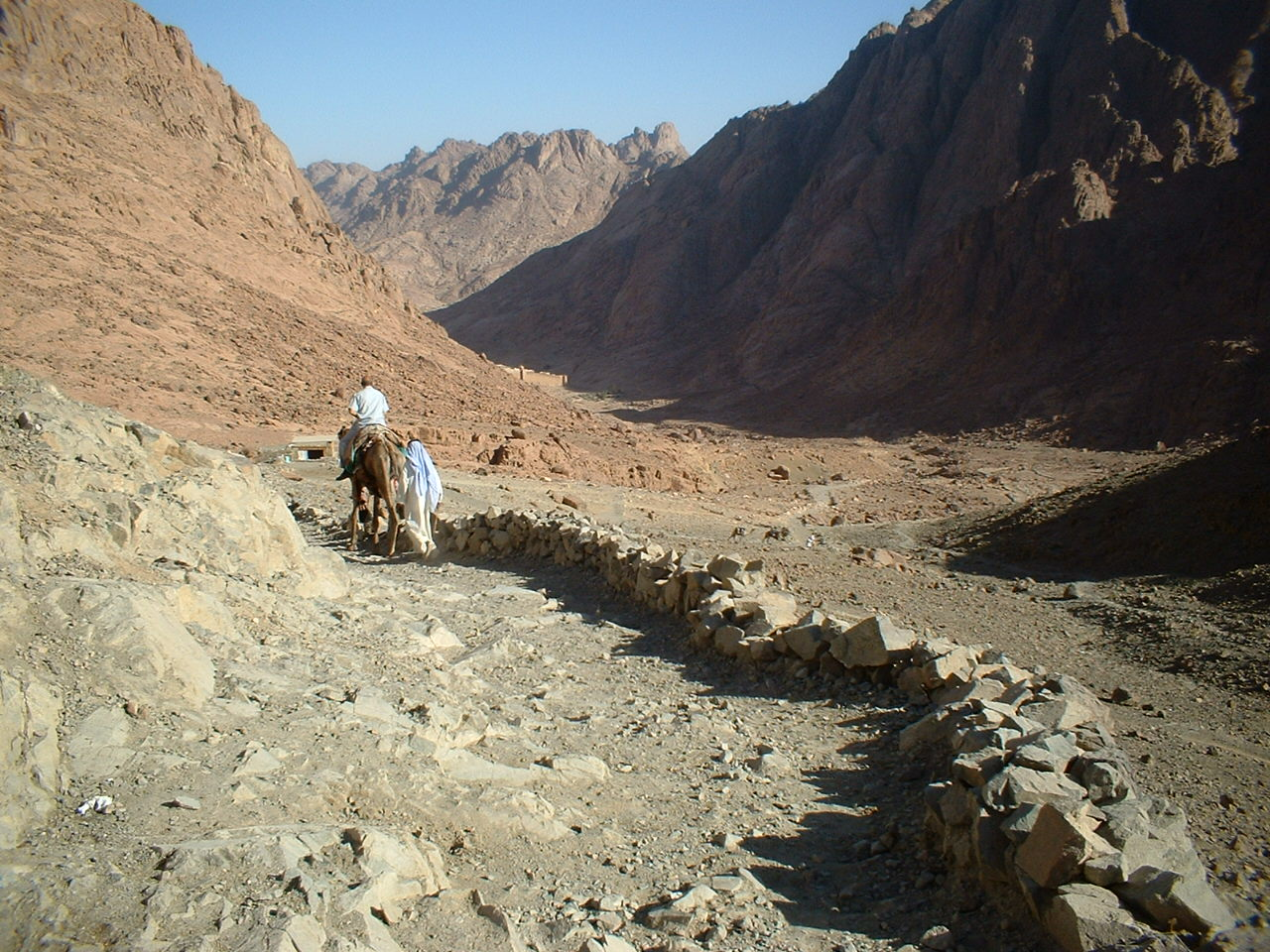
الطريق إلى جبل موسى

تمتاز سيناء بأنها كانت شاهدة على أهم الأحداث الدينيّة في الديانات السماويّة الثلاثة اليهوديّة، والمسيحيّة، والإسلام مثل خروج بني إسرائيل من مصر ورحلة العائلة المقدسة إلى مصر، الفتح الإسلامي لمصر، مما جعل لسيناء أهمية في الديانات حتى أنها ذكرت في الكتب السماويّة الثلاثة (التوراة، الانجيل، القرآن الكريم). وتوجد بسيناء أماكن سياحيّة دينيّة يقصدها السياح مثل دير سانت كاترين بمدينة سانت كاترين وجبل موسى.
تعتبر سيناء أهم المقاصد السياحية في مصر لما تمتاز به من خصائص طبيعيّة ودينيّة وحضاريّة فريدة وتُساهم بنسبة كبيرة في الدخل القومي المصري ويؤم سيناء الكثير من السياح من مختلف أنحاء العالم لا سيما من دول الاتحاد الأوروبي للاستجمام والاستمتاع بطبيعة سيناء حيث الجبال تعانق البحر الأحمر في مشاهد خلابة، كما يمكن زيارة مناطق البدو وهم السكان المحليين في أماكن تجمعهم من خلال رحلات السفاري التي تتم في الصحراء. وتوجد في سيناء والبحر الأحمر عدة منتجعات ومدن سياحية أهمها شرم الشيخ، دهب، رأس سدر، نويبع، طابا، وأيضا دير سانت كاترين ومدينة طور سيناء عاصمة محافظة جنوب سيناء.

#### السياحة التاريخية والأثرية

بقايا معبد حتحور في سرابيط الخادم

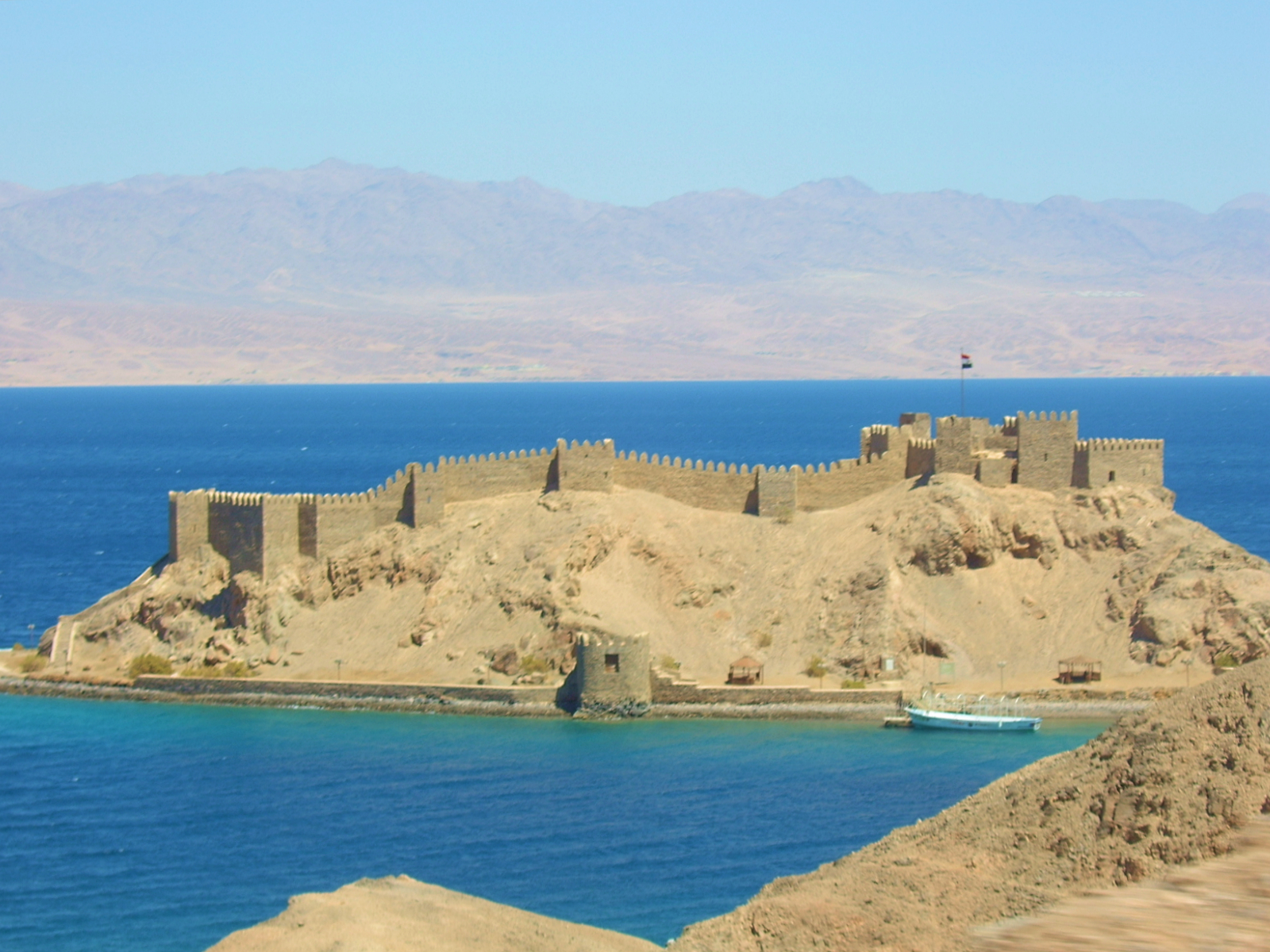
قلعة صلاح الدين الأيوبي

تضم سيناء العديد من مواقع السياحة الأثرية والتاريخية أبرزها سرابيط الخادم قرب مدينة أبو زنيمة حيث يوجد معبد الالهة «حتحور» من العصور الفرعونية فوق قمة إحدى الهضاب العالية وحولها بقايا مناجم الفيروز والنحاس التي استخدمها المصريون القدماء في عصر الدولتين الوسطى والحديثة قبل الميلاد، وبالقرب من سرابيط الخادم توجد منطقة المغارة بما بقى من نقوشها الأثرية، وتعد سرابيط الخادم مقصداً مهما للسياح المهتمين بمواقع الآثار، في نفس الوقت تشهد العديد من القلاع الموجودة في سيناء إقبالاً سياحياً، وأبرزها هذه القلاع قلعة صلاح الدين على جزيرة فرعون قرب طابا، قلعة الجندي، قلعة نويبع، قلعة نخل التي تقع على طريق السويس - نويبع، وقلعة العريش، وتكتسب الطرق التاريخية أهمية إضافية في سيناء، فعلى طريق حورس الموازى لساحل البحر المتوسط يقع أكثر من موقع سياحى أثرى يقصده السياح خاصة في منطقة بلوزيوم بالفرما، ومنطقتى الفلوسيات والخوينات على بحيرة البردويل وقلعة العريش في مدينة العريش، كما أن بعض هذه الطرق تكتسب في ذاتها أهمية سياحية مثل الطريق الذي سلكته العائلة المقدسة إلى مصر، وتعتبر منطقة تل المشربة بدهب أرضا أثرية وتضم المنطقة الفرضة البحرية لميناء دهب من عصر الأنباط من القرن الثاني والأول قبل الميلاد لخدمة حركة التجارة بين الشرق والغرب عبر سيناء، واكتشفته منطقة آثار جنوب سيناء للآثار الإسلامية والقبطية في حفائرها منذ عام 1989، وتشمل المنطقة فنارا ومخازن للبضائع ومكاتب لخدمة الحركة بالميناء.

#### السياحة الشاطئية والغوص

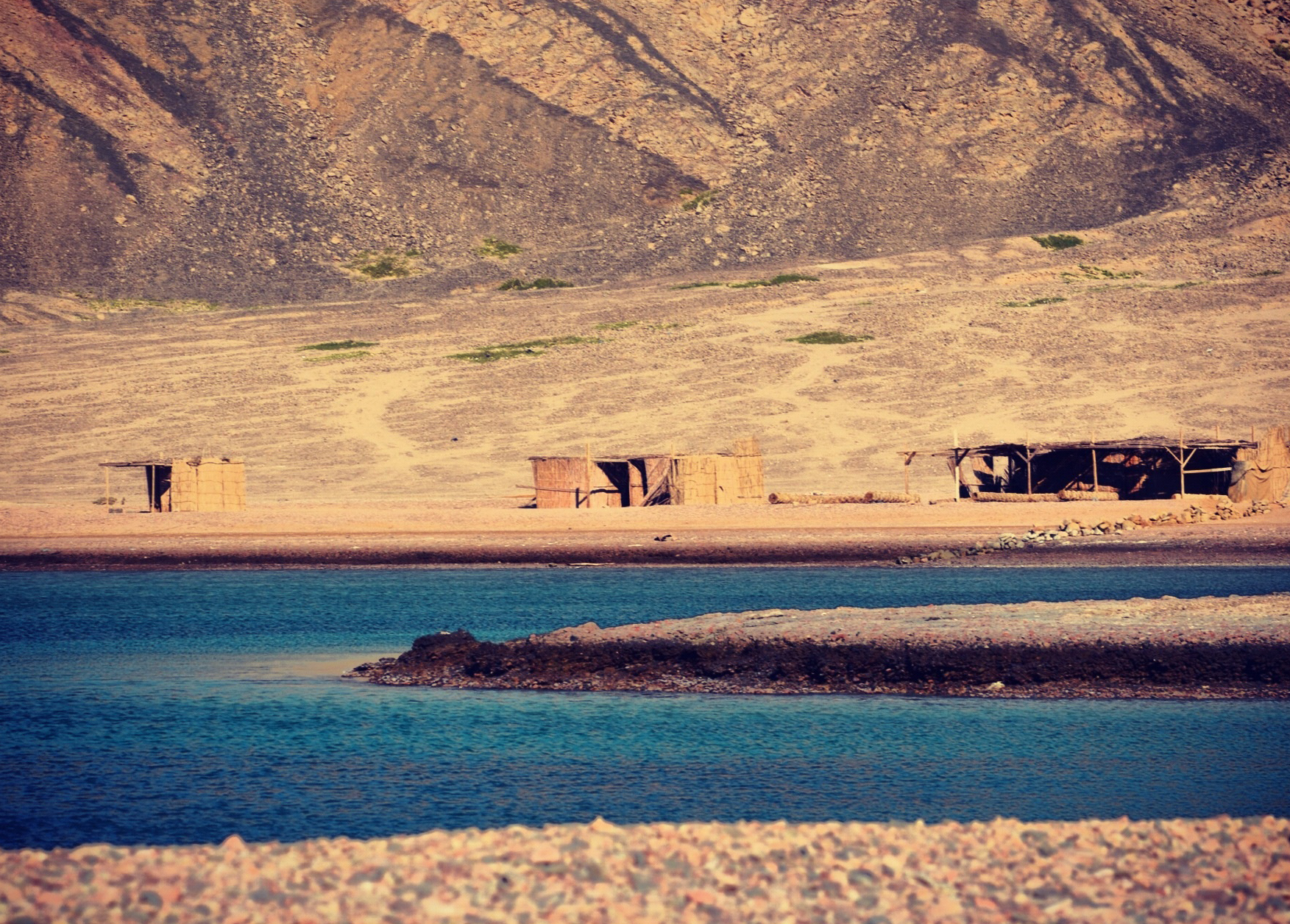
خليج لاجون في دهب

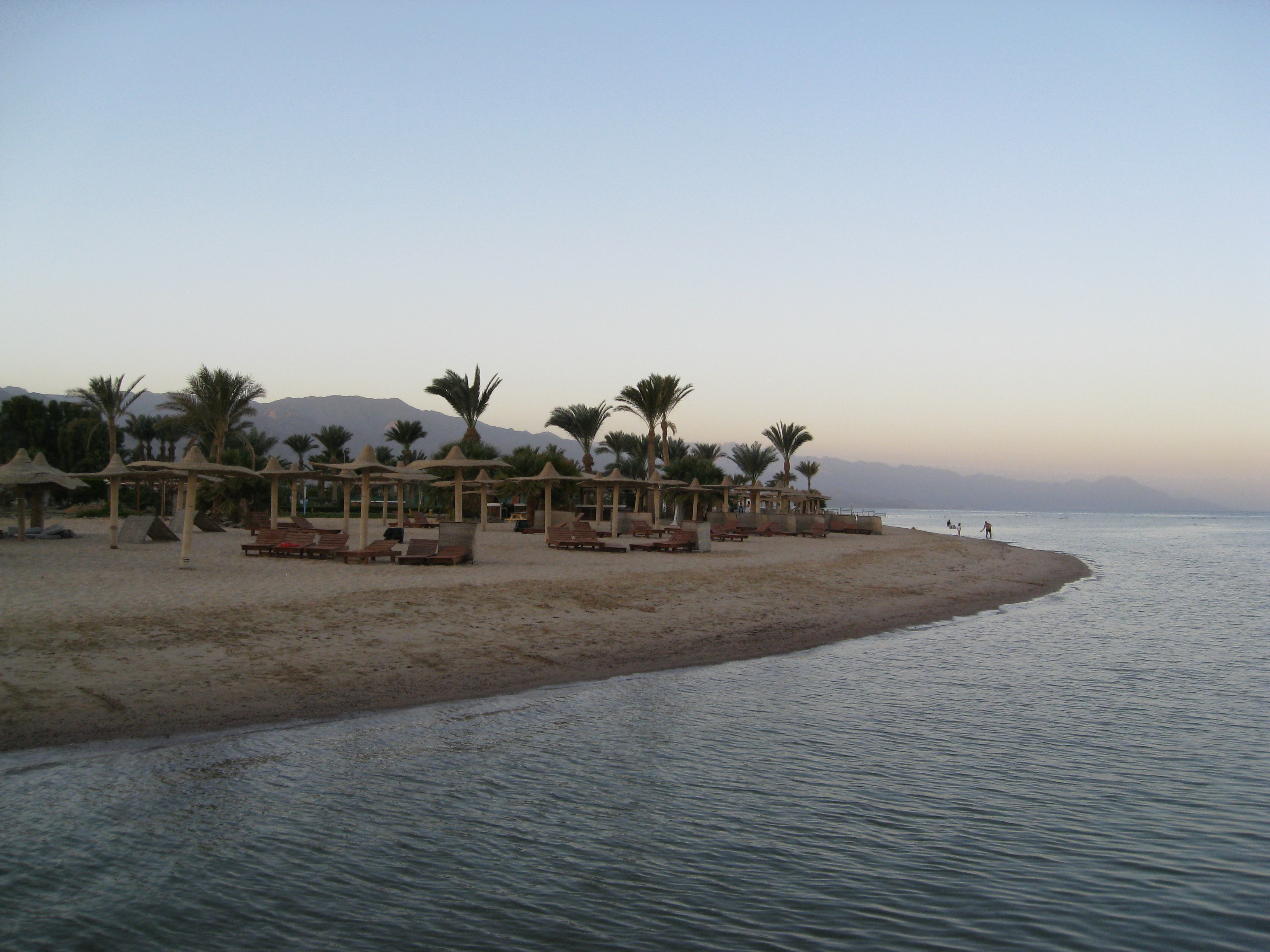
شاطئ في نويبع

تنتشر هذه السياحة في المناطق الساحلية التي تتميز بشواطئ رملية ناعمة، وبامتداد بحرى غير عميق خال من الصخور وصافى المياه، وتتكرر هذه المواصفات في أكثر من موقع على البحر المتوسط وخليج السويس، حيث يمتد ساحل البحر الأبيض المتوسط من بالوظة وبئر العبد في الغرب حتى رفح في أقصى شرق سيناء مروراً بالعريش والشيخ زويد وبحيرة البردويل، ويتميز هذا الشاطئ الطويل برماله الناعمة البيضاء ومياهه الصافية، وعند العريش على وجه الخصوص تنتشر صفوف النخيل حتى إنه يعرف بشاطئ النخيل، وتشهد السياحة في شواطئ العريش على وجه الخصوص إقبالاً كبيراً خاصة السياحة المحلية، كما تتزايد أعداد القرى السياحية بالقرب من هذه الشواطئ، وقد قلت هذه السياحة في العريش بشكا كبير نتيجة للأوضاع الأمنية السيئة في العريش، أما شاطئ خليج السويس فإنه يمتد بطول الساحل الشرقى للخليج شاملاً مناطق رأس مسلة ورأس سدر ورأس مطارمة والطور وهي مناطق سياحية، إضافة إلى منطقتى أبو زنيمة وأبو رديس الصناعيتين، ويتخلل هذا الشاطئ العديد من الخلجان ورؤوس اليابس في وسط مياه الخليج، كما تتميز الشواطئ نفسها بالرمال الناعمة البيضاء وصفاء المياه والأعماق الضحلة لمسافات طويلة، إضافة إلى اعتدال المناخ طوال العام، مما يجعلها مكاناً مناسباً للسياحة المحلية وكذلك رحلات اليوم الواحد، وتوجد برأس سدر على وجه الخصوص العديد من القرى السياحية والمشروعات السياحية الجميلة، أما شاطئ الطور فلا يقل روعة عن رأس سدر خاصة في منطقة شاطئ النخيل، وهي من أجمل المناطق السياحية التي تجمع بين زراعات النخيل والشاطئ المحصور بين مياه الخليج وسلسلة الجبال في الشرق، كذلك شاطئ القمر بالطور وله طبيعة خاصة، فهو عبارة عن لسان ممتد لداخل المياه وله شاطئ رملى ناعم ويمكن من عنده إلقاء نظرة بانورامية على مدينة الطور بكاملها، وتوجد بمدينة الطور عدة فنادق حالياً. أما الغوص فيتركز هذا النوع من السياحة على الشاطئ الشرقى لخليج العقبة، وهو شاطئ صخرى في معظم مناطقه، ويليه عمق كبير للمياه بعد الساحل مباشرة. وتعد هذه المنطقة من أجمل المناطق السياحية في العالم لما تمتلكه من كنوز رائعة، فيها أروع مناطق الشعاب المرجانية، والأسماك الملونة والمياه الدافئة طول العام، وتتمتع بطبيعة ساحرة على اليابس وتحت الماء حيث تحيط بها تكوينات طبيعية خلابة بما بها من خلجان وينابيع دافئة وحيوانات وطيور ونباتات برية نادرة وطيور متنوعة، ومن أبرز المواقع المستغلة سياحياً على شاطئ خليج العقبة شرم الشيخ ودهب ونوبيع وطابا.

#### الرحلات البرية والسفاري

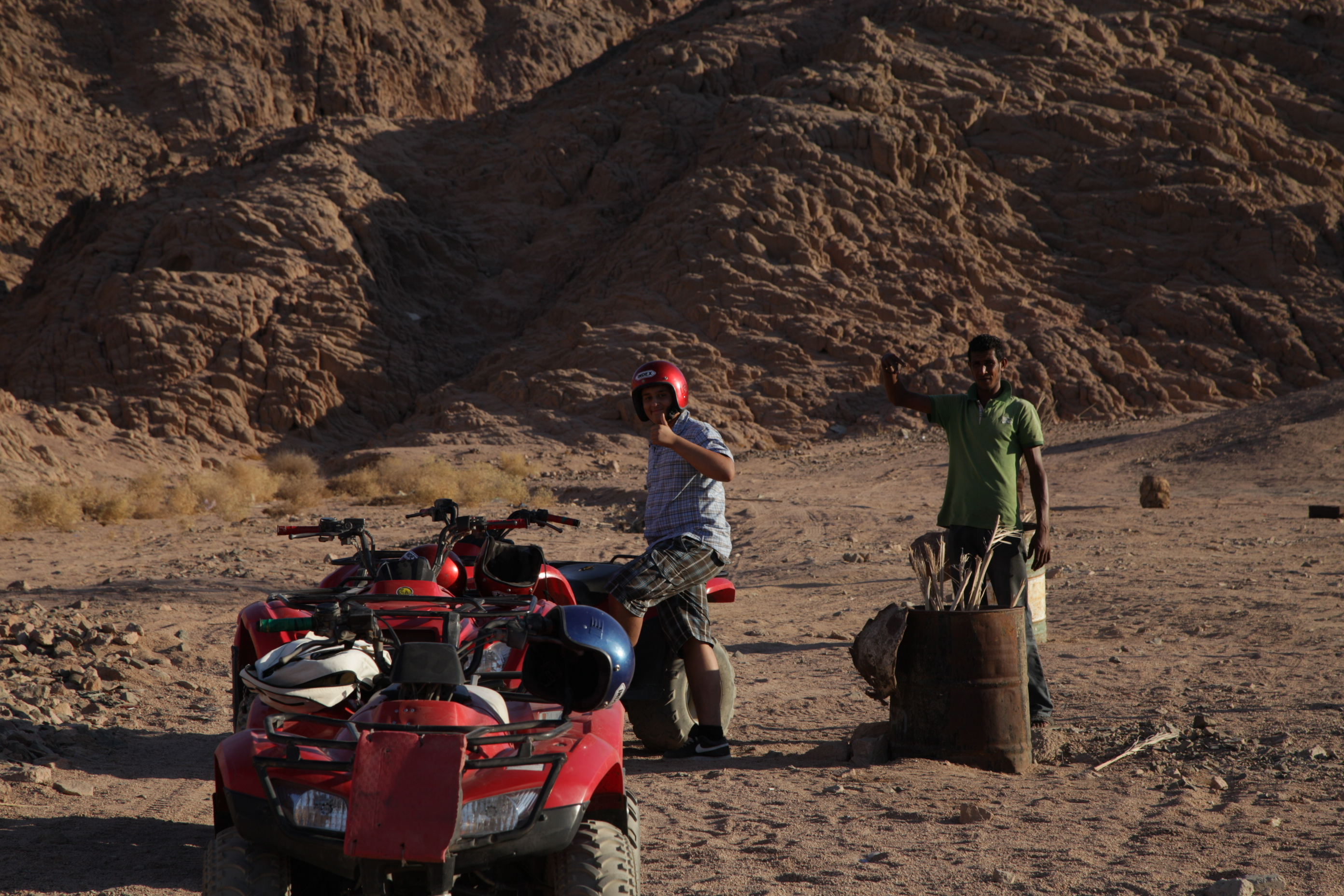
سياح في رحلة سفاري في دهب

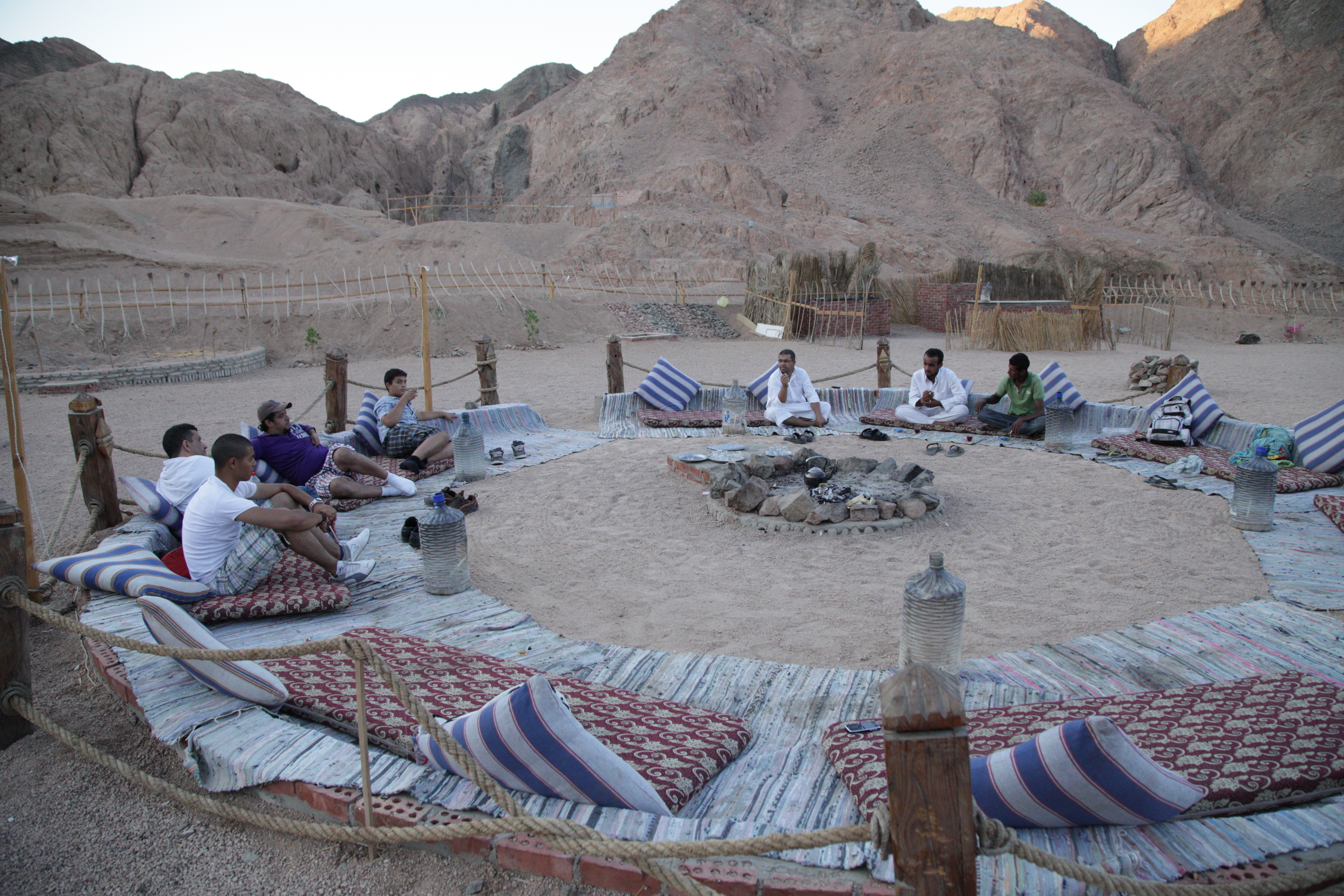
جلسة بدوية في إحدى رحلات السفاري

ساعد التكوين الجغرافي لسيناء على انتشار نمط متميز من السياحة هو سياحة السفارى والمغامرات عبر صحارى ودروب ووديان سيناء، وتتنوع مسارات وأهداف هذه البرامج من سياحة السفارى، فبعضها يتجه إلى السلاسل الجبلية الخلابة وأشهرها جبال منطقة سانت كاترين، وبعض الجبال التي تحيط بها ممرات تسمح للسياح بالمرور ومغامرة التسلق، وفضلاً عن ذلك تتميز الجبال بألوان صخورها المتعددة وتكويناتها، ومن أشهر هذه الجبال ذات الممرات جبل في وادى وتير قرب عين فرطاقة على طريق السويس - نويبع وجبل أخر أكثر قرباً من كاترين عند وادي عراضة حيث يجتذب كل منهما مئات السياح يومياً للمغامرة والتنزه وقضاء النهار وأحياناً المبيت، وتستهدف برامج أخرى من سياحة السفارى زيارة الوديان المتميزة وعيون الماء ذات الشهرة والجمال مثل عين القديرات في منطقة القسيمة وعين أم أحمد وعين فرطاقة وكذلك العيون في وادي فيران، في نفس الوقت يتجه العديد من سياح السفارى اتجاهات أخرى من أجل الصيد البري كما في منطقة العريش والشيخ زويد ورفح في شمال سيناء، أو في مناطق عديدة بالجنوب من المناطق المسموح فيها بهذا الصيد.

#### السياحة العلاجية والاستشفاء

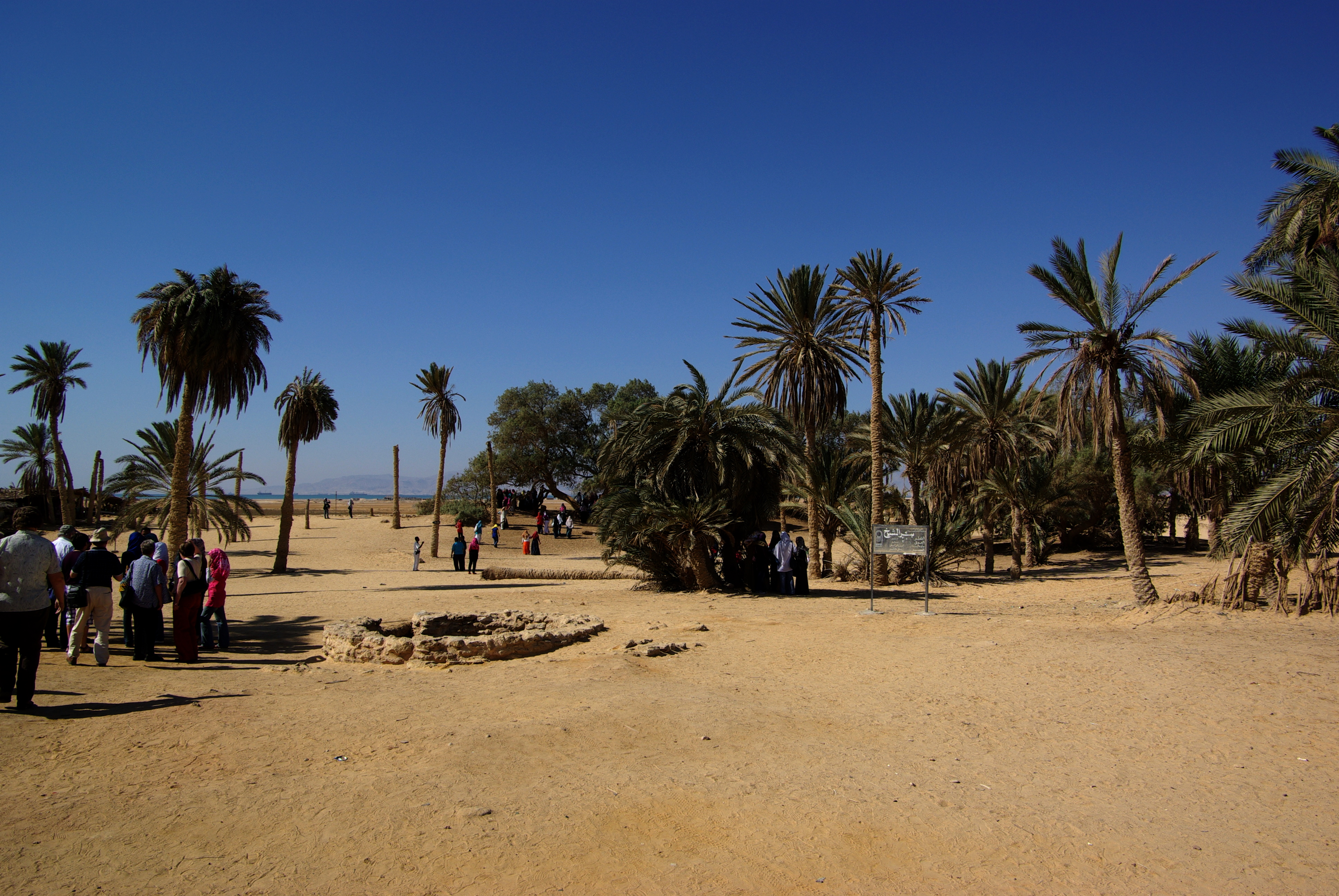
عيون موسى

تشتهر سيناء بوجود العديد من الأعشاب المفيدة المستخدمة في علاج أمراض عديدة مثل الزعتر، الشيح، والسكران، بالإضافة لذلك تضم سيناء العديد من مقومات السياحة العلاجية خاصة عيون المياه والرمال الساخنة التي تساعد على شفاء العديد من الأمراض الروماتيزمية، والجلدية، وفيما يلي أهم مواقع السياحة العلاجية في سيناء:
- حمام فرعون ويقع على بعد 100 كم من ساحل قناة السويس، وهو عبارة عن 15 عيناً تتدفق منها المياه الساخنة ويملأ البخار المتصاعد منها أنحاء المغارة المنحوتة في الجبل، حيث تبلغ درجة حرارة المياه ما بين 55-75 درجة مئوية.
- حمام موسى ويقع شمال مدينة الطور بنحو 3 كم، وتتدفق مياه الحمام من خمس عيون تصب في حمام على شكل حوض محاط بمبنى، وتبلغ درجة حرارة هذه المياه الكبريتية الساخنة 37 درجة مئوية.
- عيون موسى وتقع عيون موسى على بعد نحو 60 كم جنوب نفق الشهيد أحمد حمدي، وتعرف هذه العيون بجمال الطبيعة حولها.
- عيون رأس سدر

#### سياحة المؤتمرات والمعارض
تعتبر سياحة المؤتمرات والمعارض من أهم أنواع السياحة المميزة لسيناء، وتعتبر مدينة شرم الشيخ من أهم المدن المصرية التي تستضيف المؤتمرات والمعارض الدولية، وذلك لما تتميز به من توافر البنية التحتية اللازمة لتلك السياحة والمتمثلة في مراكز المؤتمرات والفنادق والطرق والمطارات، ومن أبرز المؤتمرات والمعارض التي استضافتها شرم الشيخ:

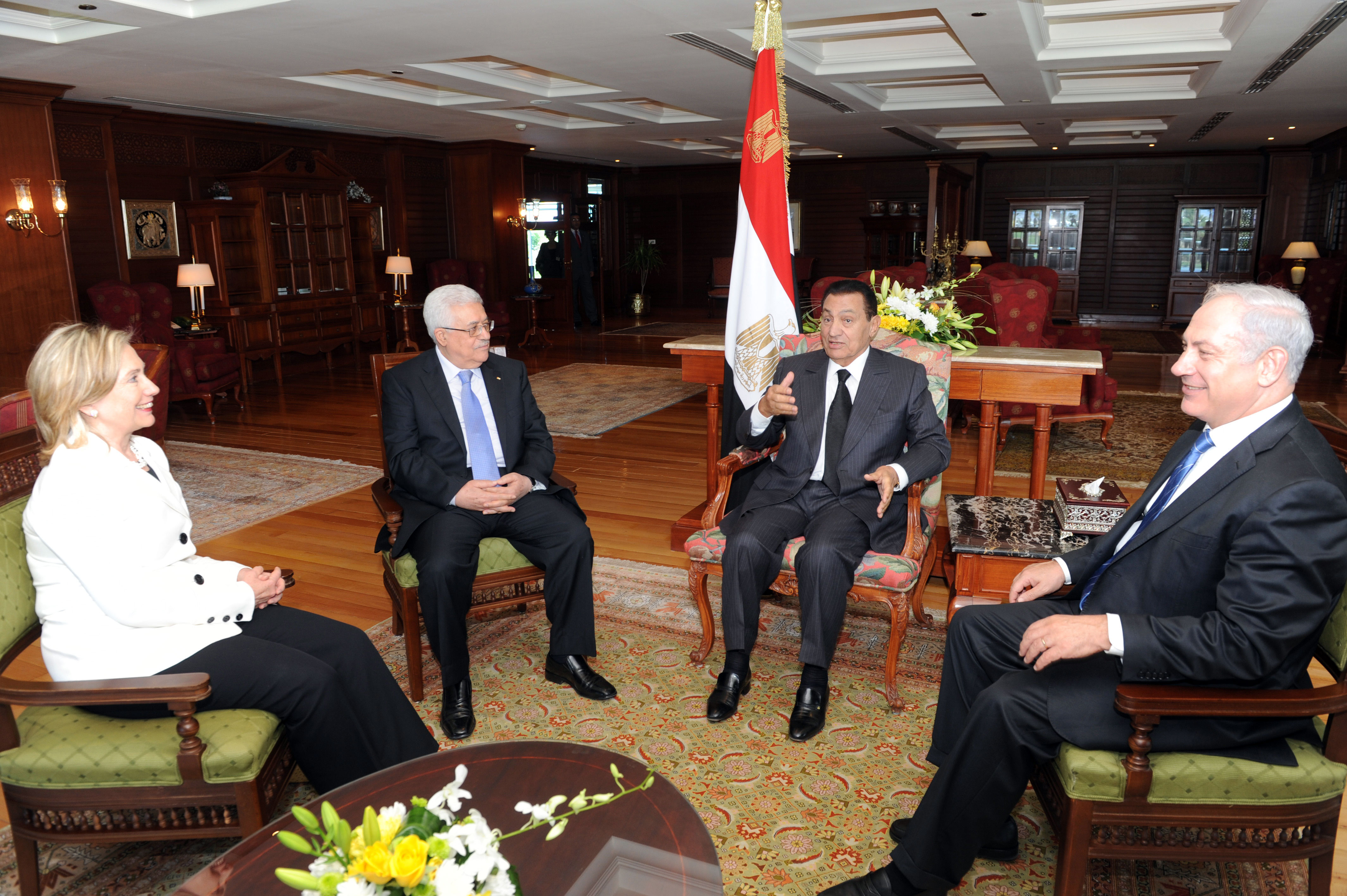
حسني مبارك ومحمود عباس وبنيامين نتنياهو وهيلاري كلينتون خلال مباحثات في شرم الشيخ

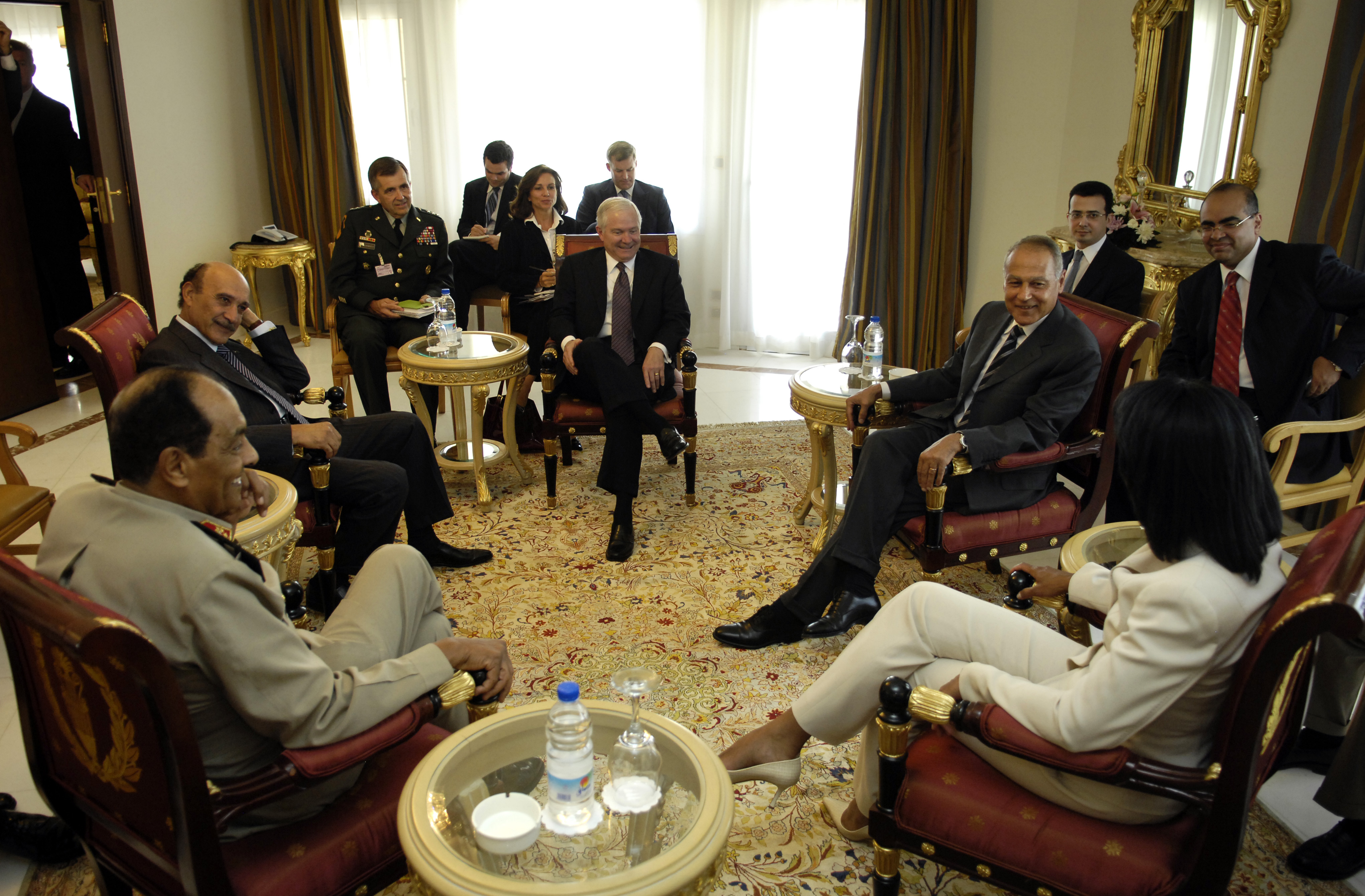
عمر سليمان ومحمد حسين طنطاوي وأحمد أبو الغيط وروبرت غيتس وكونداليزا رايز خلال اجتماع في شرم الشيخ

- القمة الدولية لصانعي السلام في الشرق الأوسط في مارس 1996 تحت رئاسة مصر والولايات المتحدة الأمريكية وبحضور وفود 29 دولة.[64]
- قمة مجموعة الخمسة عشر، والتي عقدت لأول مرة في مصر عام 1998.[65][66]
- القمة العربية 2003 في مارس 2003 بحضور 14 من الملوك والرؤساء العرب.[67]
- الملتقى الإستراتيجي لمنظمة التجارة العالمية في سبتمبر 2000.[68]
- مؤتمر الدول المانحة لمصر الاقتصادي الذي عقد في مارس 2002.[69]
- القمة العربية الأمريكية في يونيو 2003.[70]
- قمة شرم الشيخ 2005 في فبراير 2005 ضمت كل من حسني مبارك، وعبد الله الثاني، ومحمود عباس، وأرئيل شارون.[71]
- منتدي دافوس الاقتصادي في مايو 2006.[72]
- مؤتمر «العهد الدولي العراق» ومؤتمر «أمن واستقرار العراق» في مايو 2007 تحت رعاية الأمم المتحدة ومشاركة نحو 60 دولة.[73]
- المنتدى الاقتصادي العالمي الذي عقد تحت شعار «التعلم من المستقبل» في مايو 2008، بمشاركة أكثر من 1500 مشارك من 55 دولة.[74]
- قمة حركة عدم الانحياز في يوليو 2009 بمشاركة 118 دولة السواد الأعظم منها على مستوي الرؤساء، ويضم وفد كل دولة ما بين عشرة أعضاء ومائتي عضو، ووصل عدد أعضاء الوفود الرسمية والإعلامية إلى أكثر من 1500 شخص، مما يمثل أكبر تجمع في مؤتمر دولي شهدته مصر في ذلك الوقت.[75]
- الدورة الثانية للقمة العربية الاقتصادية والتنموية والاجتماعية في يناير 2011 بمشاركة عربية واسعة.[76]
- قمة حركة عدم الانحياز 2012.[77]
- قمة شرم الشيخ 2015 في مارس 2015 بحضور الملوك والرؤساء العرب.[78]
- مؤتمر دعم وتنمية الاقتصاد المصري في مارس 2015 وهو مؤتمر عالمي دعا إليه الملك السعودي عبد الله بن عبد العزيز، لمساعدة مصر في تجاوز أزمتها الاقتصادية عقب الأحداث السياسية المتعاقبة التي مرت بها،[79] وشارك فيه أكثر من 2000 مندوب من 112 دولة مختلفة.[80]
- مؤتمر وزراء دفاع دول الساحل والصحراء في مارس 2016.[81]
- المؤتمر الوطني الأول للشباب في أكتوبر - نوفمبر 2017.[82][83]
- منتدى شباب العالم في نوفمبر 2017 ونوفمبر 2018.[84][85]
- مؤتمر المناخ COP 27 نوفمبر 2022 والذي حضره أكثر من 120 من قادة العالم [86]

### النفط والتعدين
تعد شبه جزيرة سيناء المورد الأول للثروة المعدنية في مصر يتدفق من أطرافها الغربية البترول ومن شرقها النحاس والفوسفات والحديد والفحم والمنجنيز واليورانيوم والفلسبار ويوجد في جنوب سيناء الكثير من الخامات التي تستخدم في الصناعات المختلفة مثل الجبس ويوجد في منطقة رأس ملعب وأبو زنيمة والفحم الحجري والطفلة الكربوني ويوجد في منطقتي بدعة وثورة ويستخدمان كوقود لتوليد الكهرباء بالحرق المباشر. ويقدر الاحتياطي من الطفلة الكربونية بحوالي 75 مليون طن. تشتهر سيناء بوجود اجود أنواع الفيروز في العالم الذي اكتشفه المصريون القدماء على ارضها واستخدموه في تزيين المعابد والتماثيل.
يستخرج النفط من بلاعيم بحري وبلاعيم بري وسدر وعسل ومطامر ويصل إجمالي الاحتياطي إلى 1162000 ألف طن متري. تعتبر محافظة جنوب سيناء من أهم المواقع المنتجة للبترول «أبو رديس ورأس سدر بالإضتافة إلى مواقع بحرية بخليج السويس» حيث تنتج وحدها حوالي ثلث إنتاج مصر من البترول.

### الزراعة والرعي
الزراعة هي النشاط الأكبر لسكان شبة جزيرة سيناء تقليدياً (إلى جانب الرعى والصيد) وتقدر جملة المساحات المنزرعة في سيناء بنحو 175 ألف فدان.. منها حوالي 173.5 ألف فدان في شمال سيناء ونحو 1500 فدان فقط في جنوب سيناء. وتنتج هذه المساحة نحو 160 ألف طن سنوياً من الخضر والفاكهة و 410 آلاف أردب من الحبوب..كما تقدر الثروة الحيوانية في سيناء بنحو 265 ألف رأس من الأغنام والماعز والجمال ثم بعض الأبقار والجاموس تعتمد في معظمها على المراعى الطبيعية. تمثل المياه العنصر الأساسي الحاكم للتنمية في المناطق الصحراوية عموما ومنها شبة جزيرة سيناء رغم ذلك فإن مصادر المياه الحالية أو المستقبلية في سيناء تبشر بخير وفير حيث تعتمد الزراعة في سيناء بشكل أساسي على الأمطار والسيول والمياه الجوفية التي لم تستغل غالبيتها بعد.
أما بالنسبة للزراعة، ففي مناطق شمال غرب سيناء يعتمد في الزراعة بشكل رئيسي على ترعة السلام وتفرعاتها، وهي هي أحد مشروعات استصلاح الأراضي الزراعية في مصر، يبدأ مأخذ ترعة السلام غرب قناة السويس عند الكيلو 219 على نهر النيل (فرع دمياط) ثم تعبر أسفل قناة السويس عن طريق السحارة عند الكيلو 27.8 جنوب بورسعيد، ويعتمد عليها حالياً في زراعة 180 الف فدان غرب قناة السويس، بالإضافة إلى ترعة الشيخ جابر الصباح وهي المرحلة الثانية من مشروع ترعة السلام وتمتد شرق قناة السويس من السحارة العابرة أسفل القناة بطول 86.5 كم وبإجمالي طول الترعة وفروعها 175 كم، بقدرة تصريفية للسحارة تصل إلى 160 م3/الثانية، وتخدم الترعة مساحة 400 ألف فدان.

## معرض صور

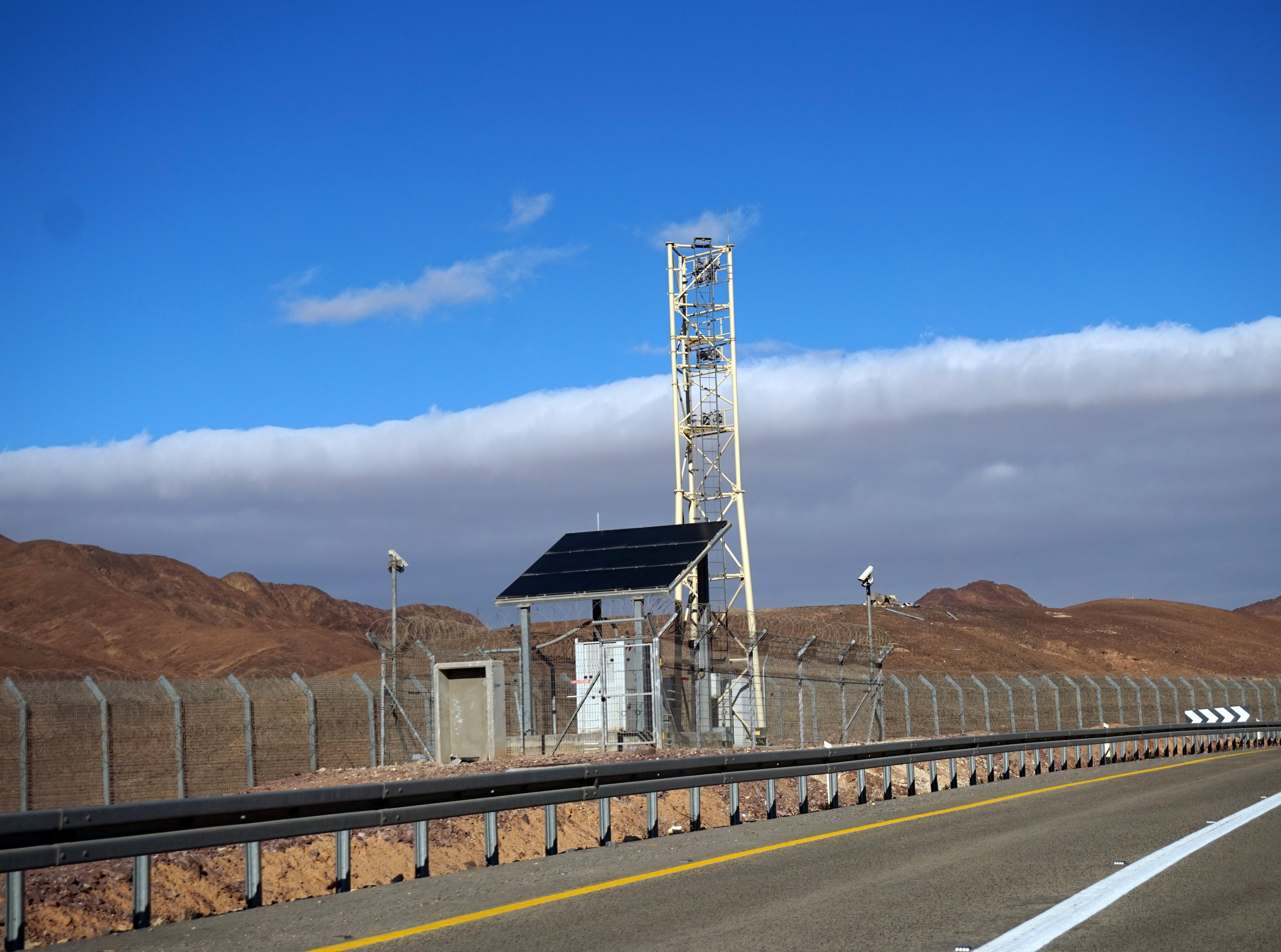
الحدود المصرية من الجانب الإسرائيلي
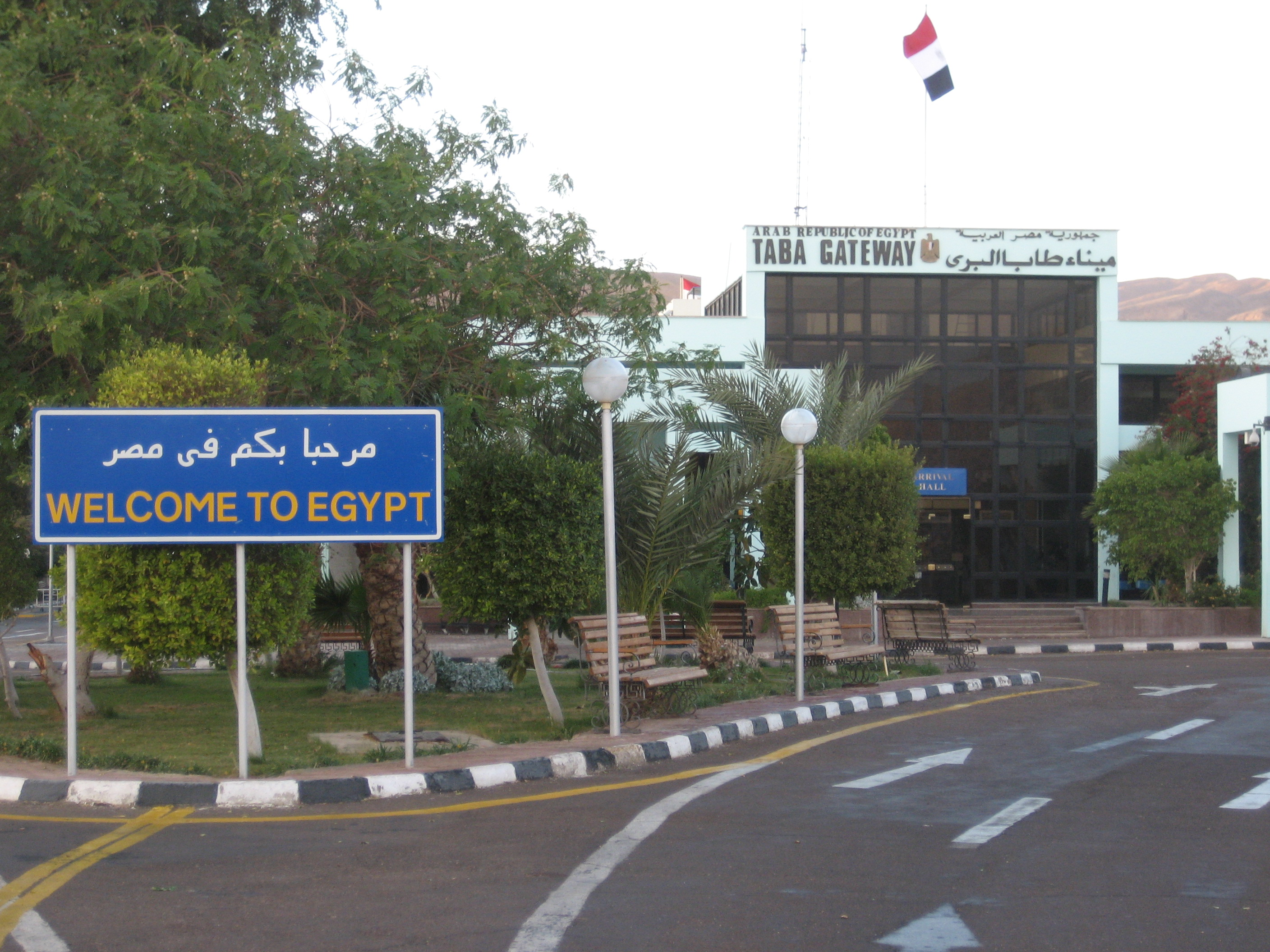
معبر طابا البري
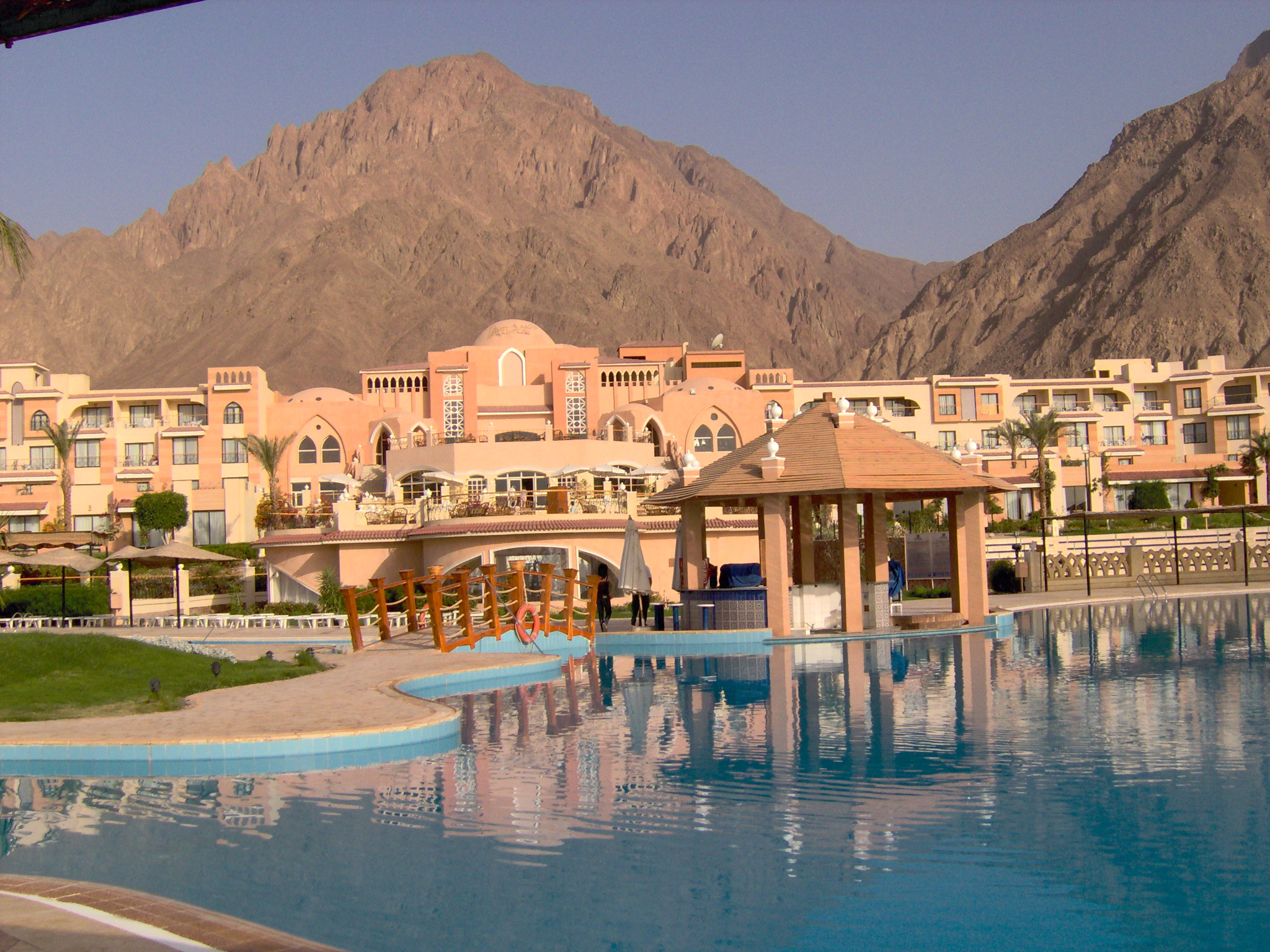
فندق مرجانة ازو طابا
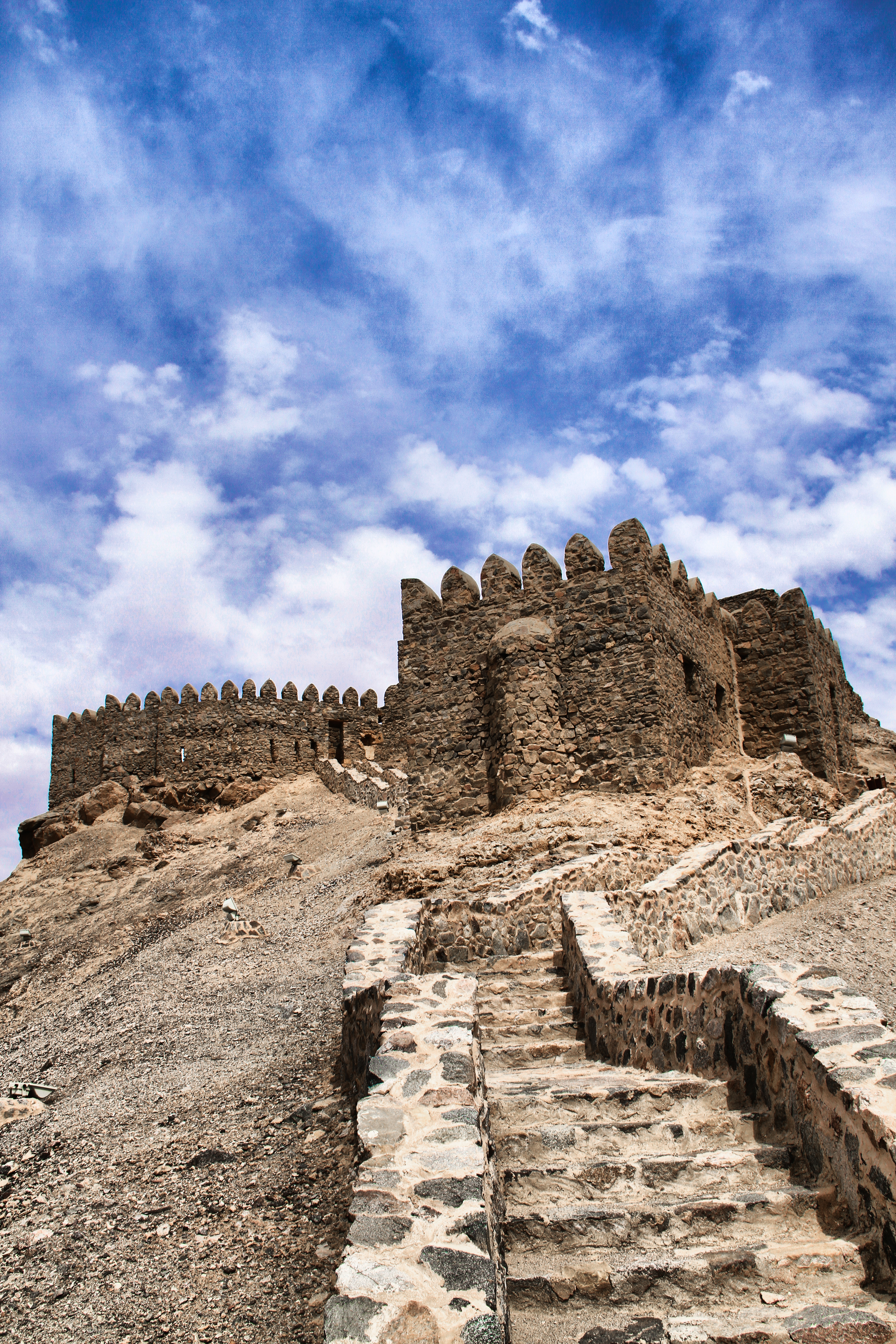
قلعة صلاح الدين الأيوبي
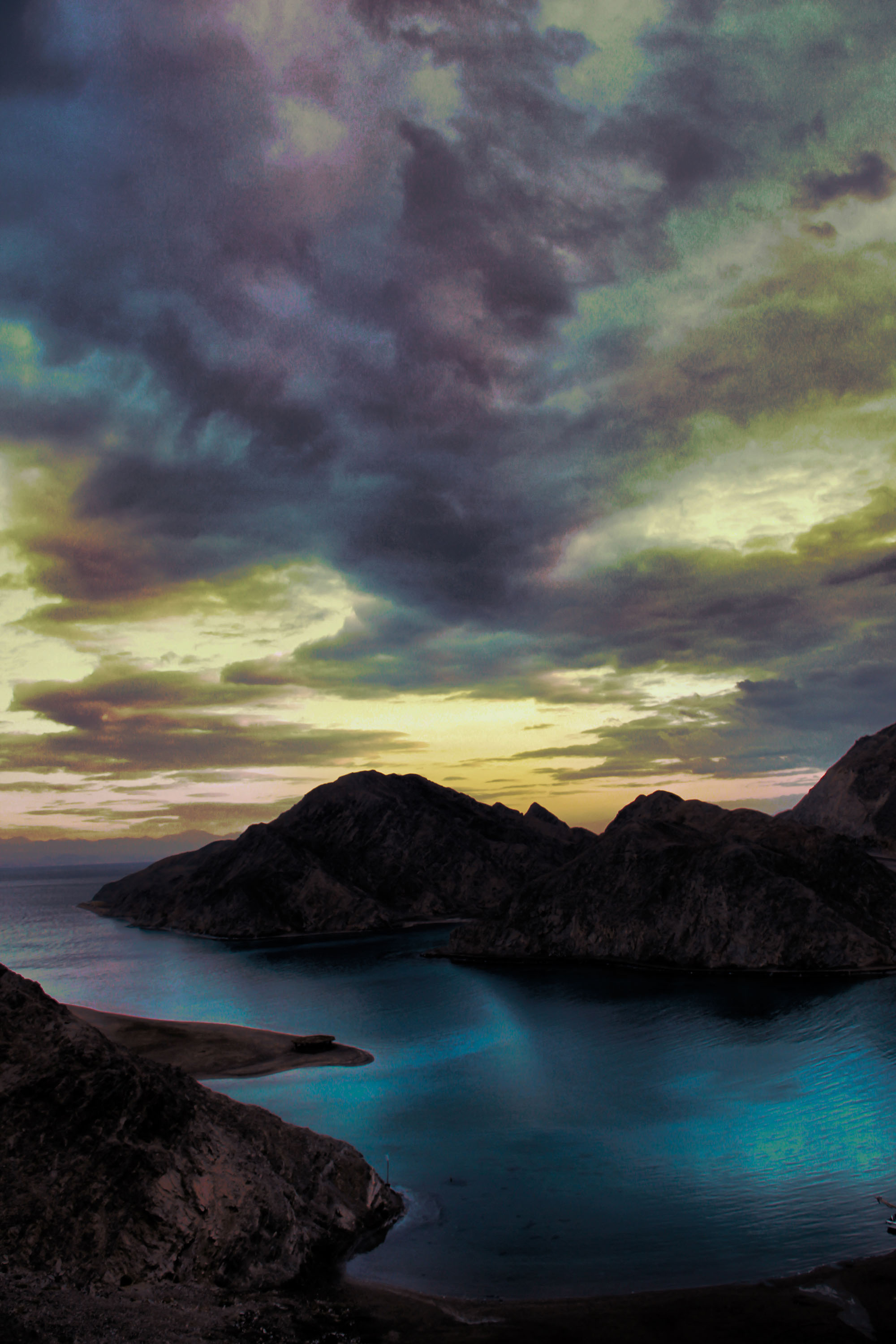
خليج فيورد طابا
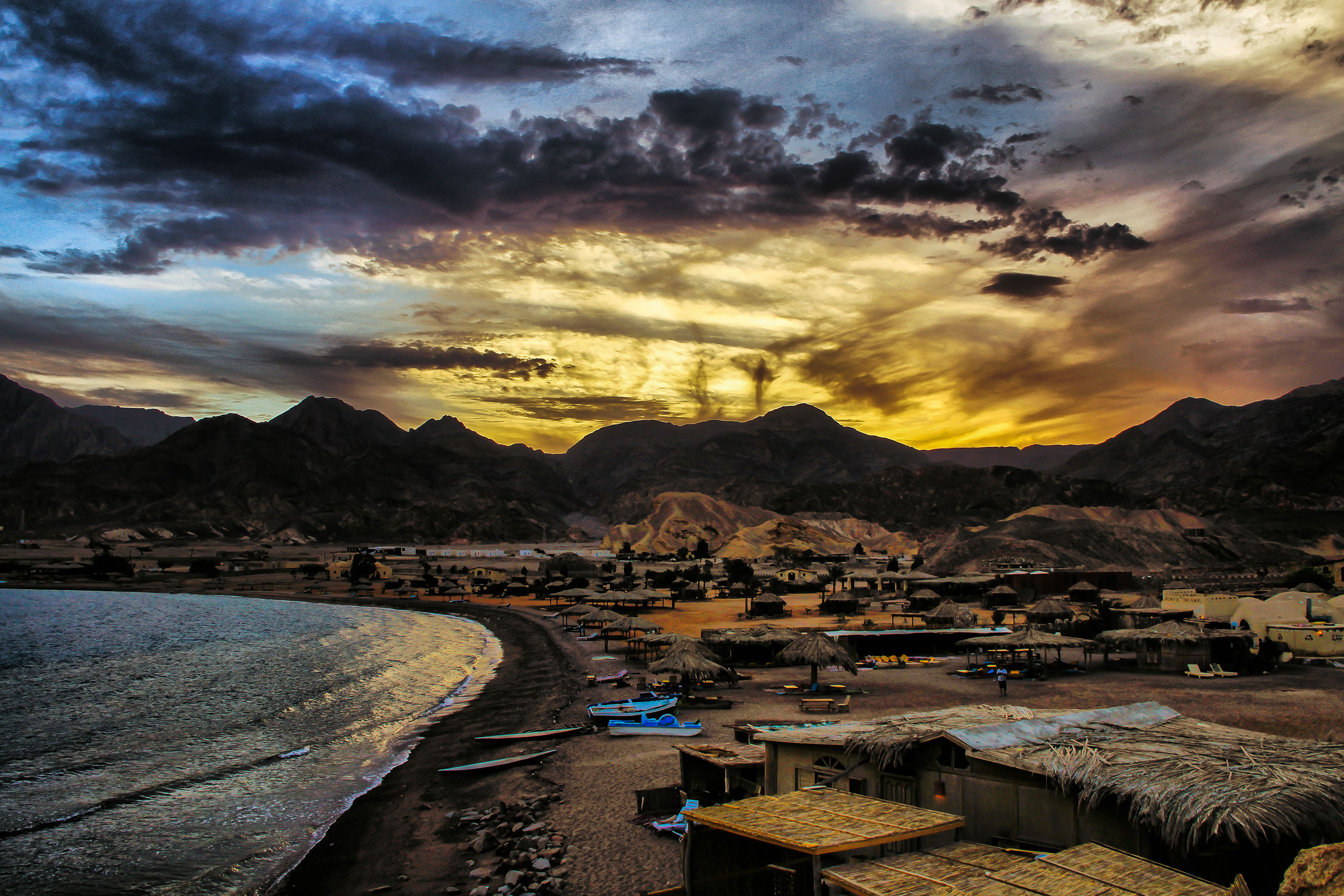
غروب الشمس في نويبع
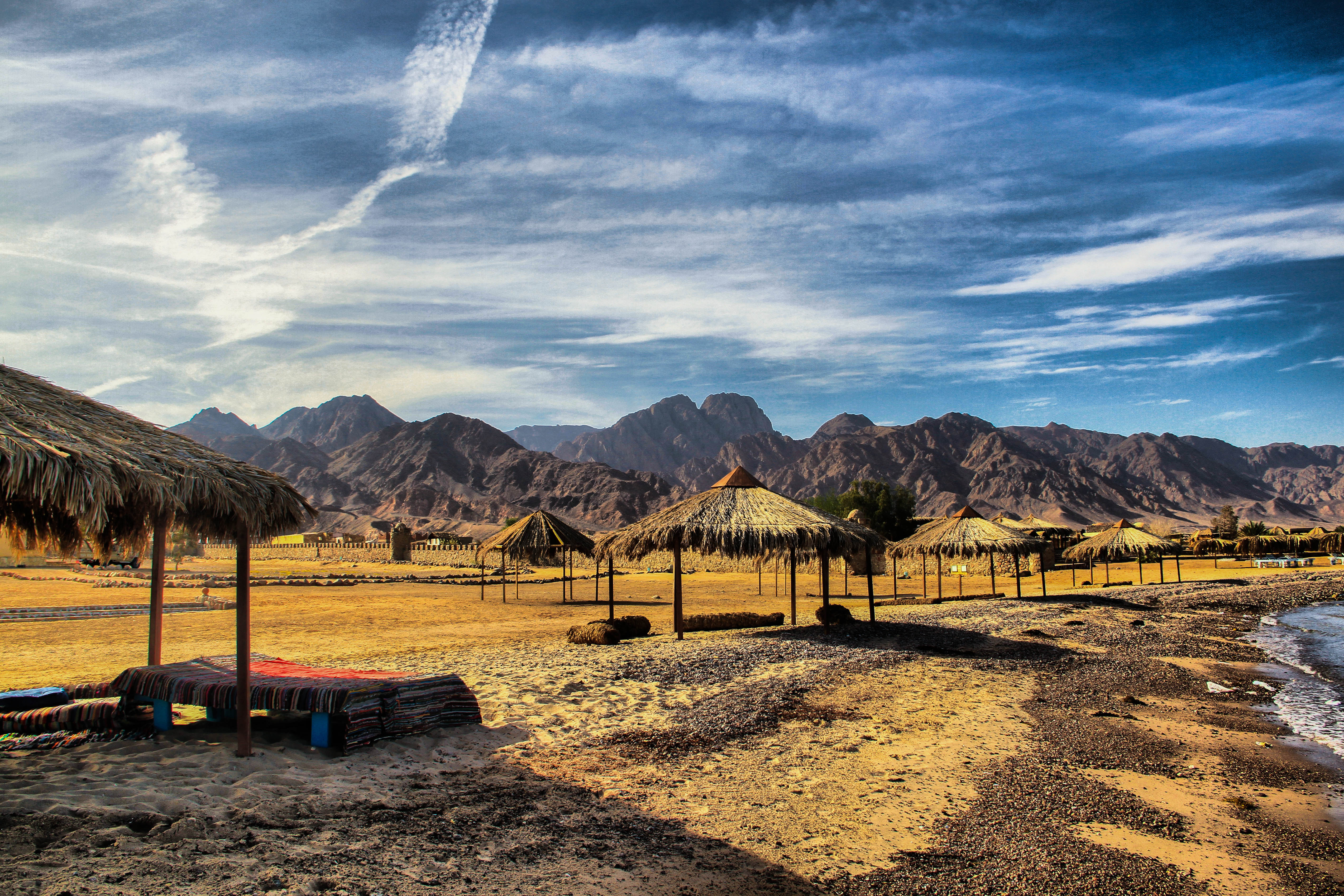
أحد شواطئ نويبع
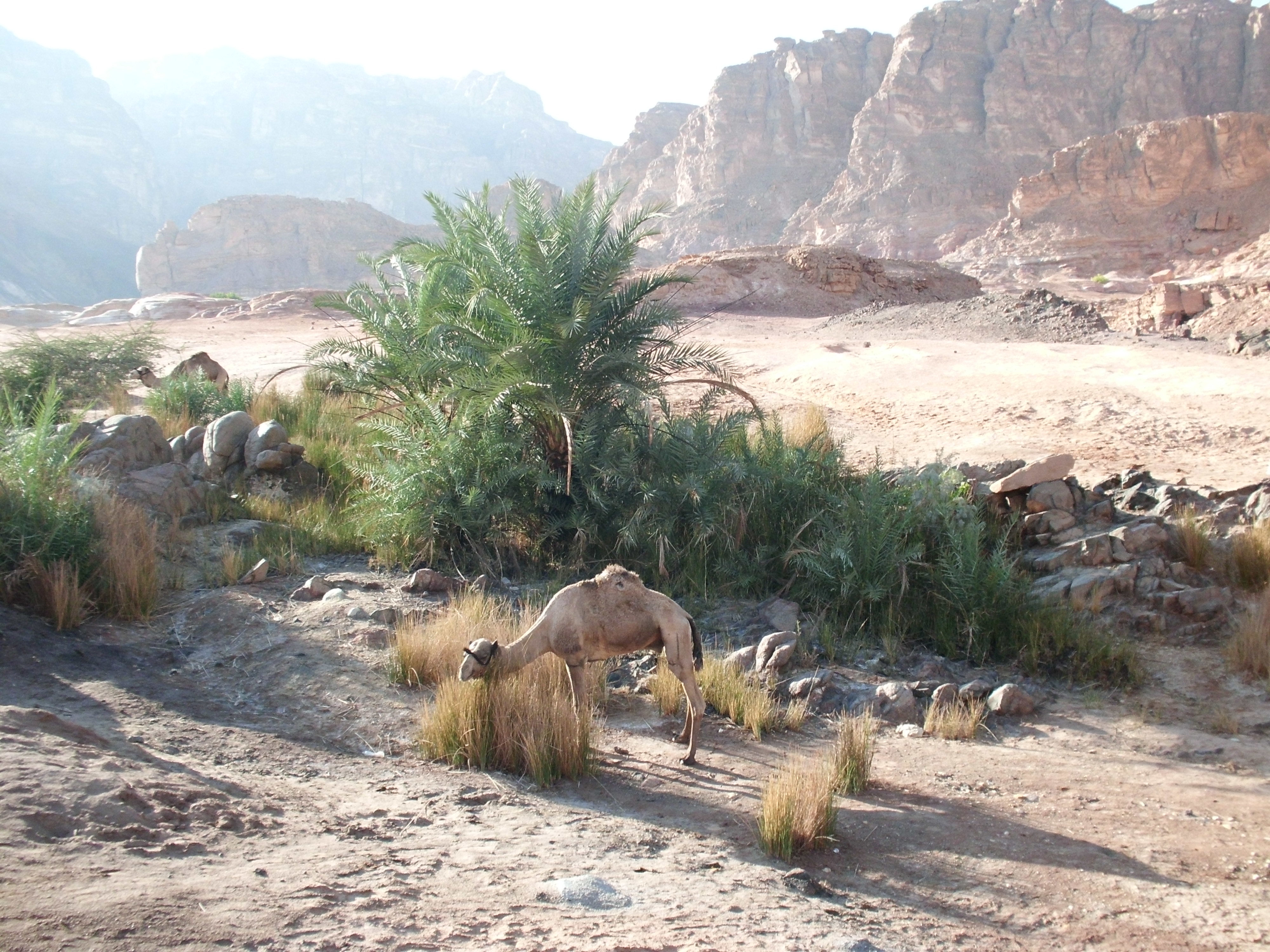
جمل في بر سيناء
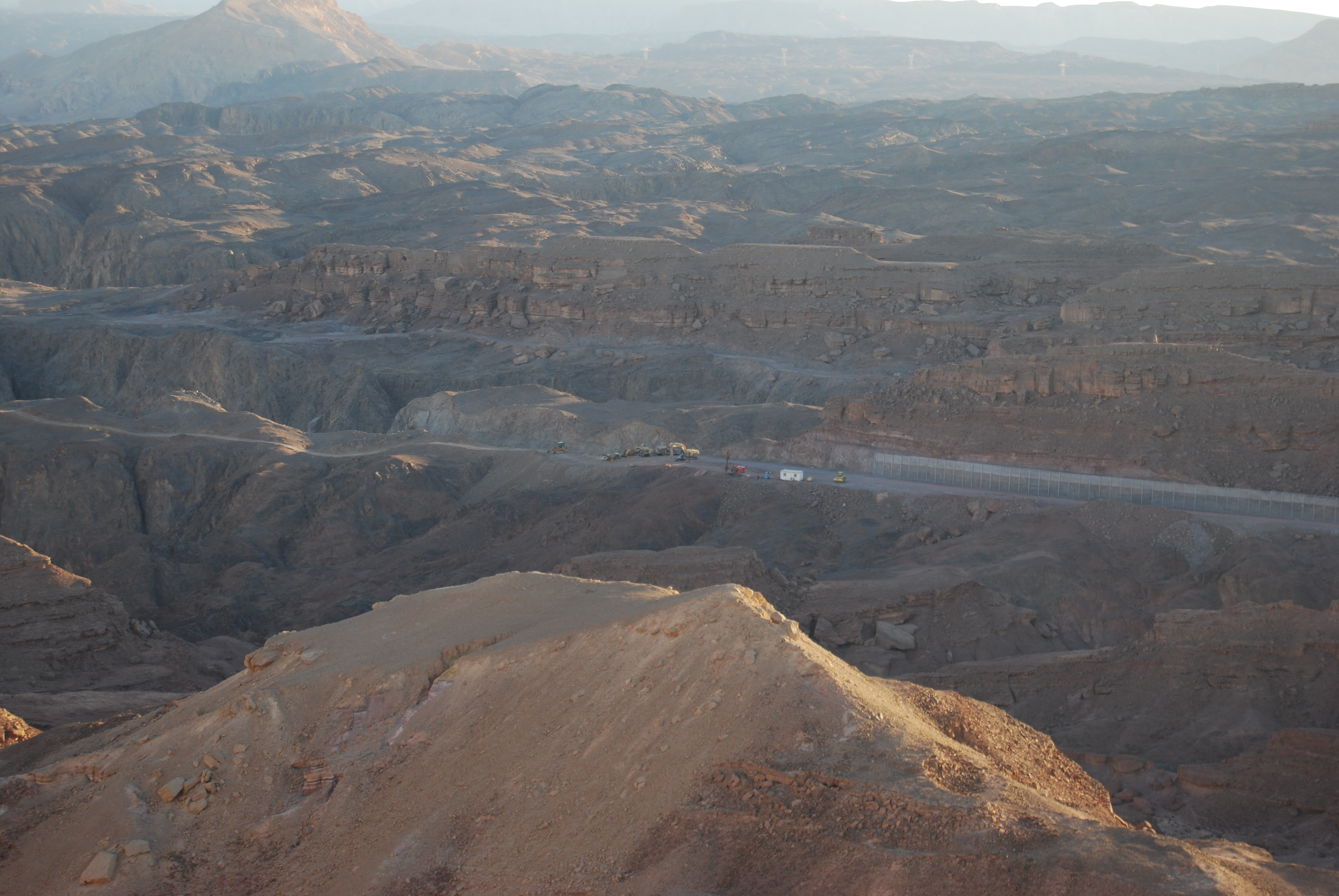
جبال جنوب سيناء
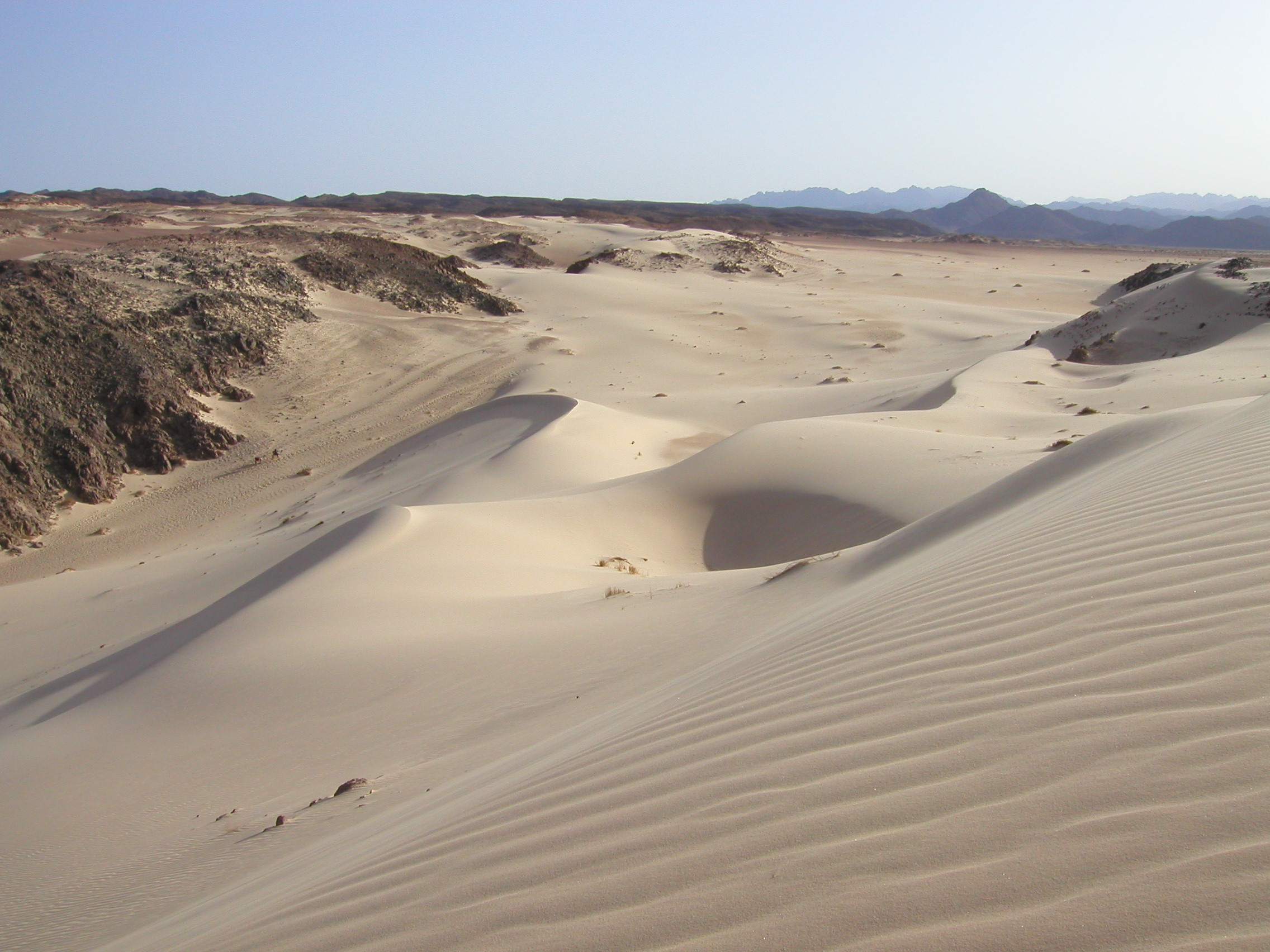
الرمال في صحراء سيناء
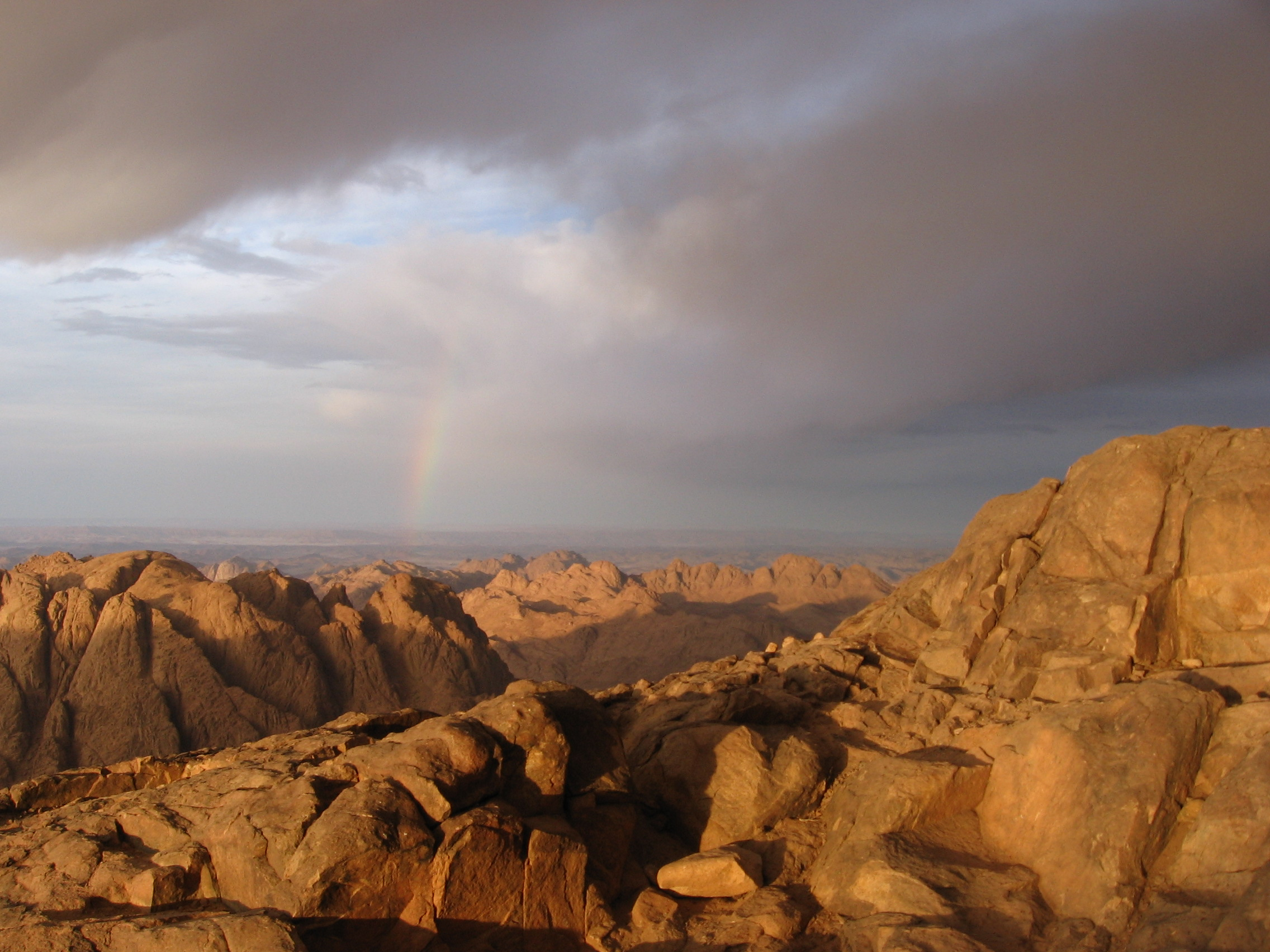
جبل موسى، جنوب سيناء
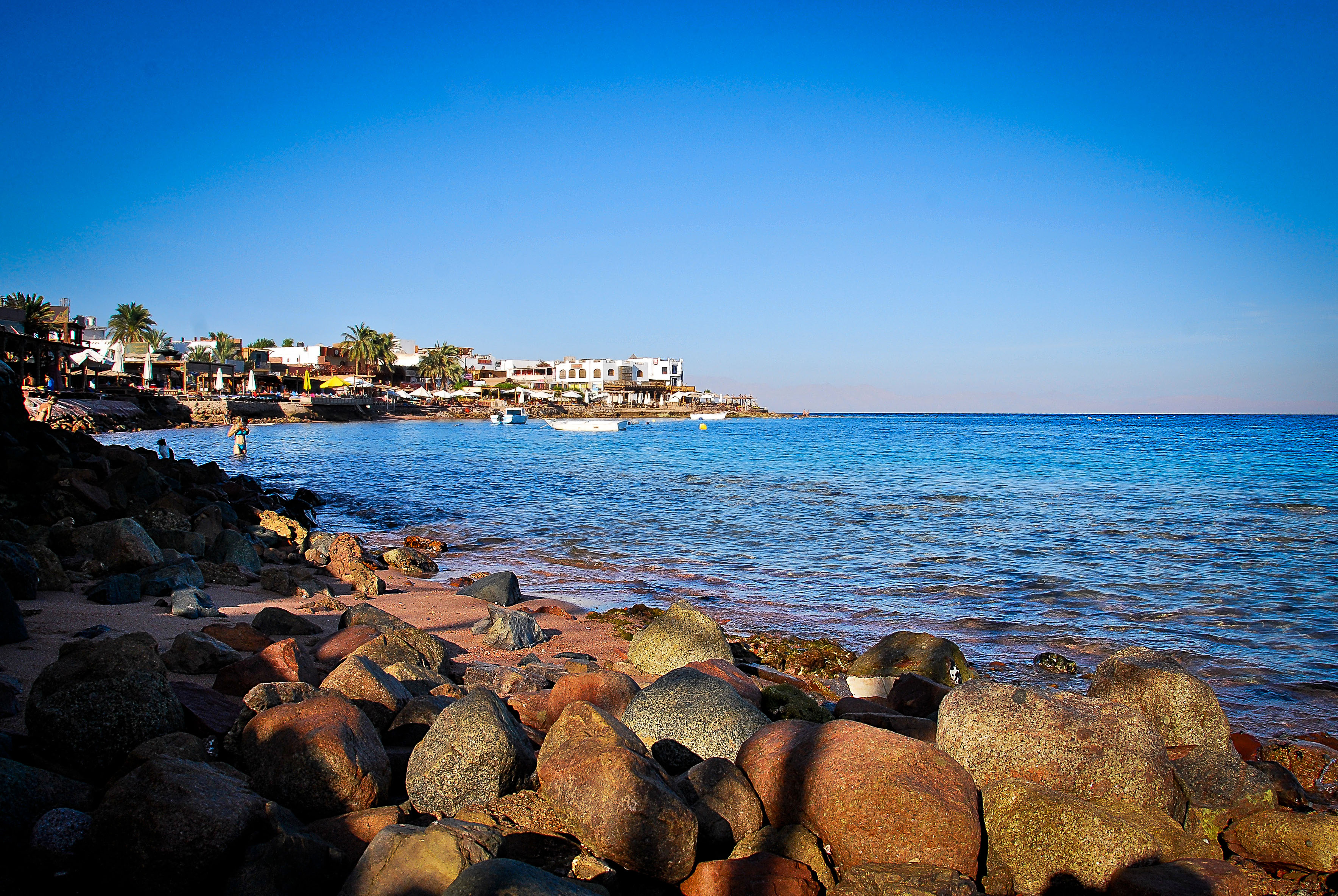
منتجع دهب، جنوب سيناء
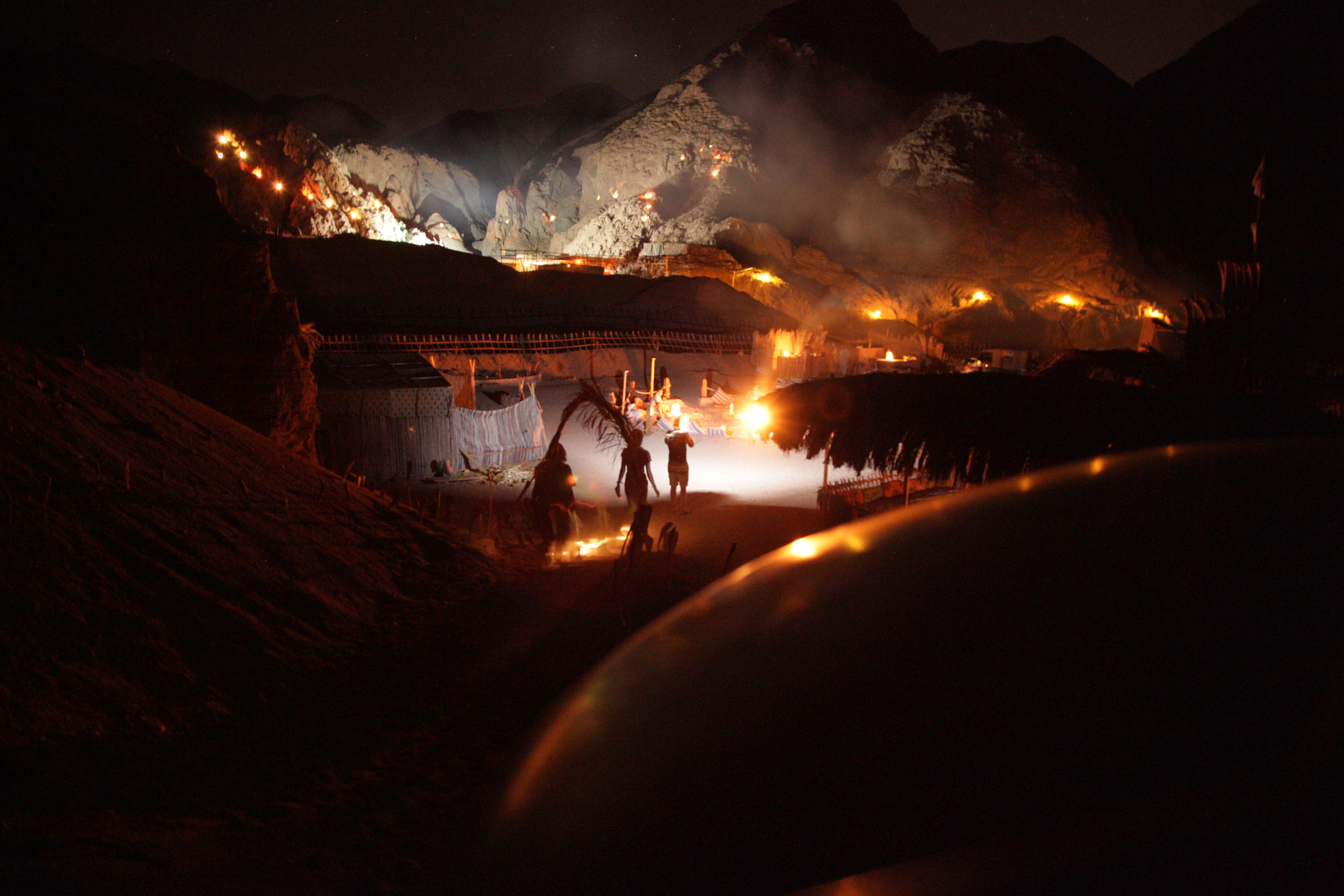
أحد الكهوف في دهب
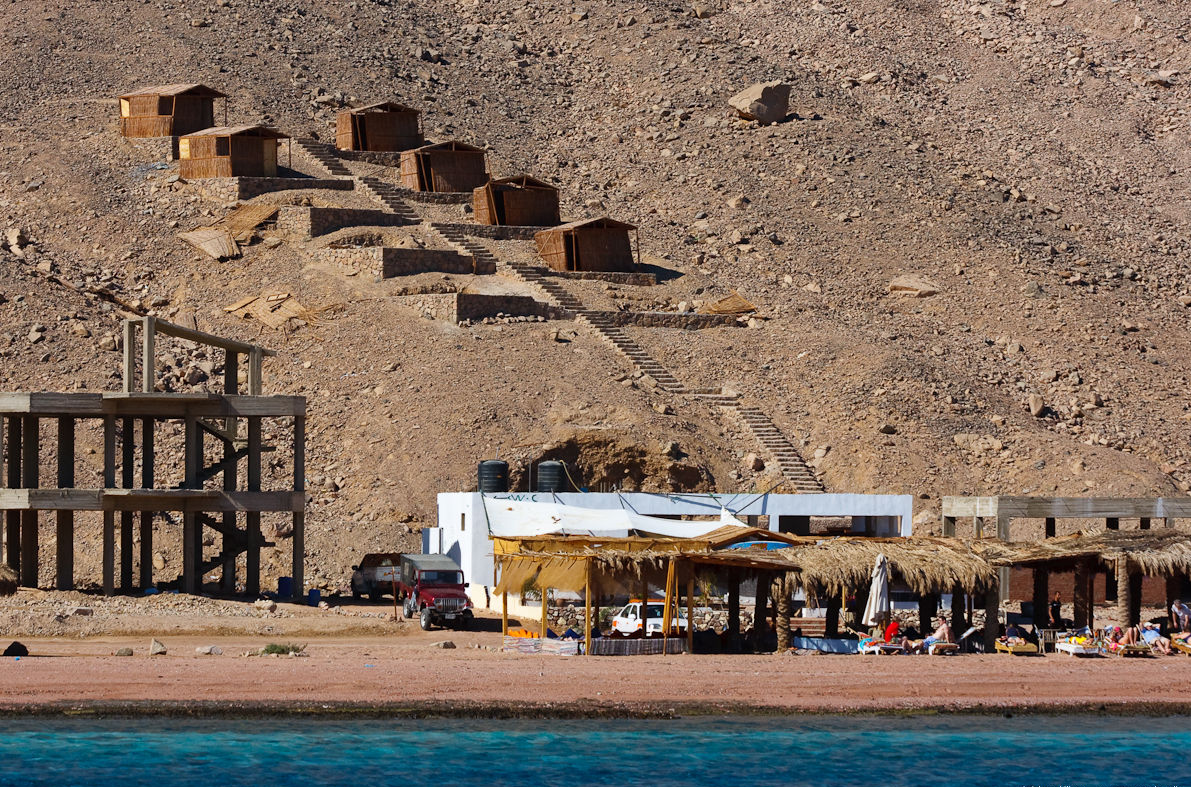
شاطئ دهب
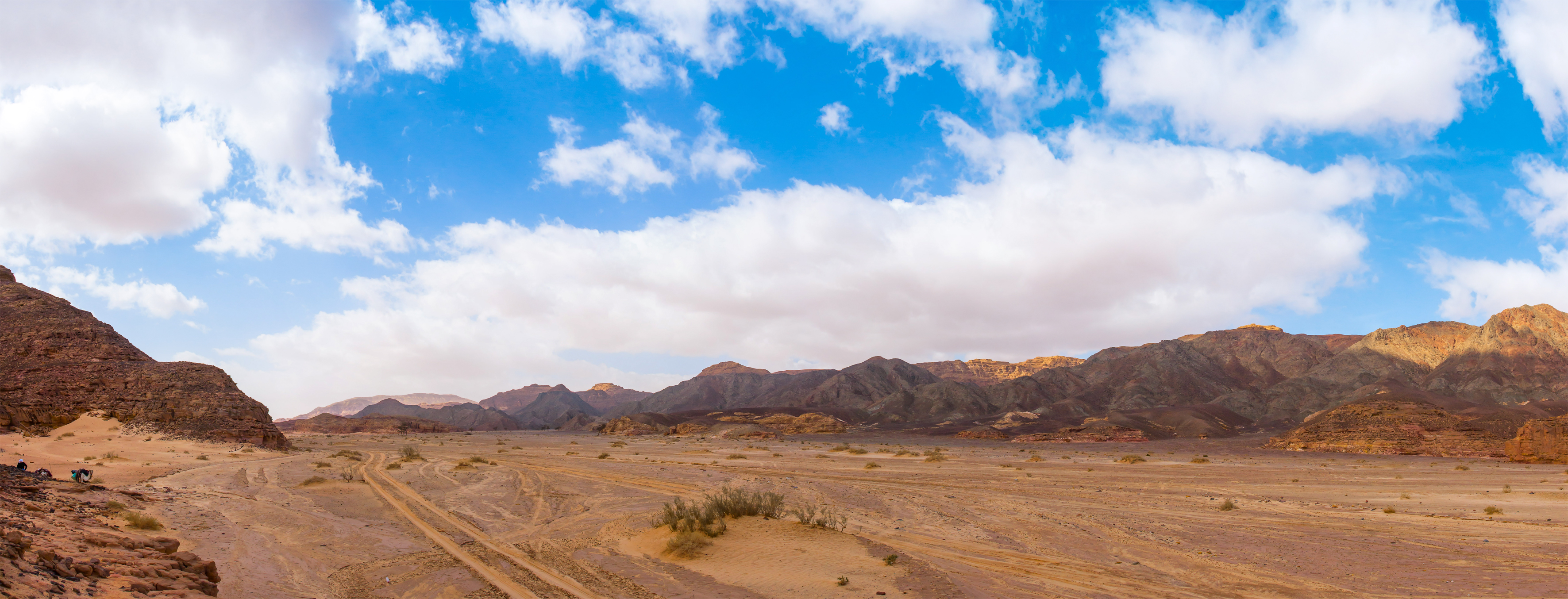
أحد الأودية في دهب
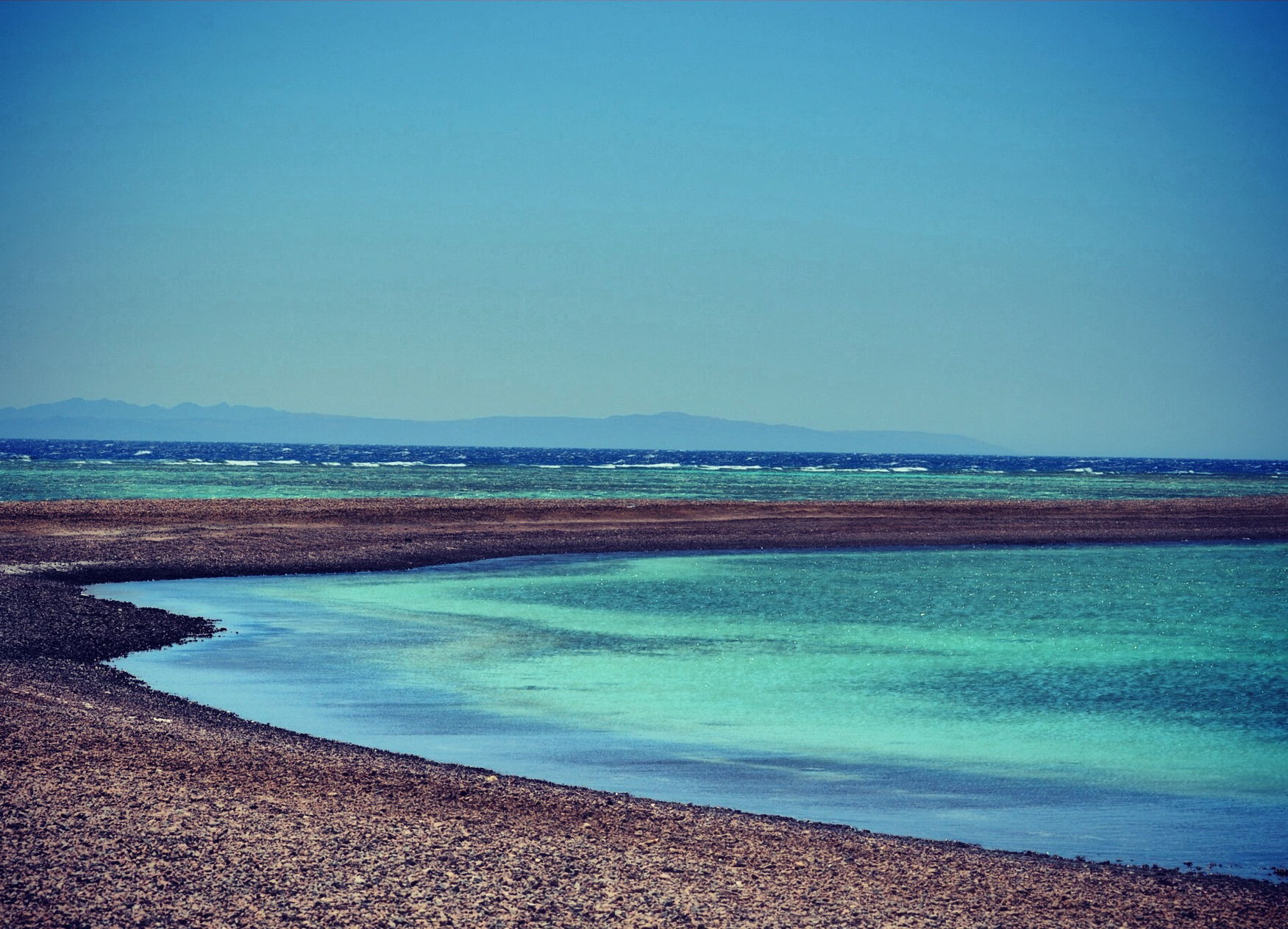
خليج لاجون في دهب
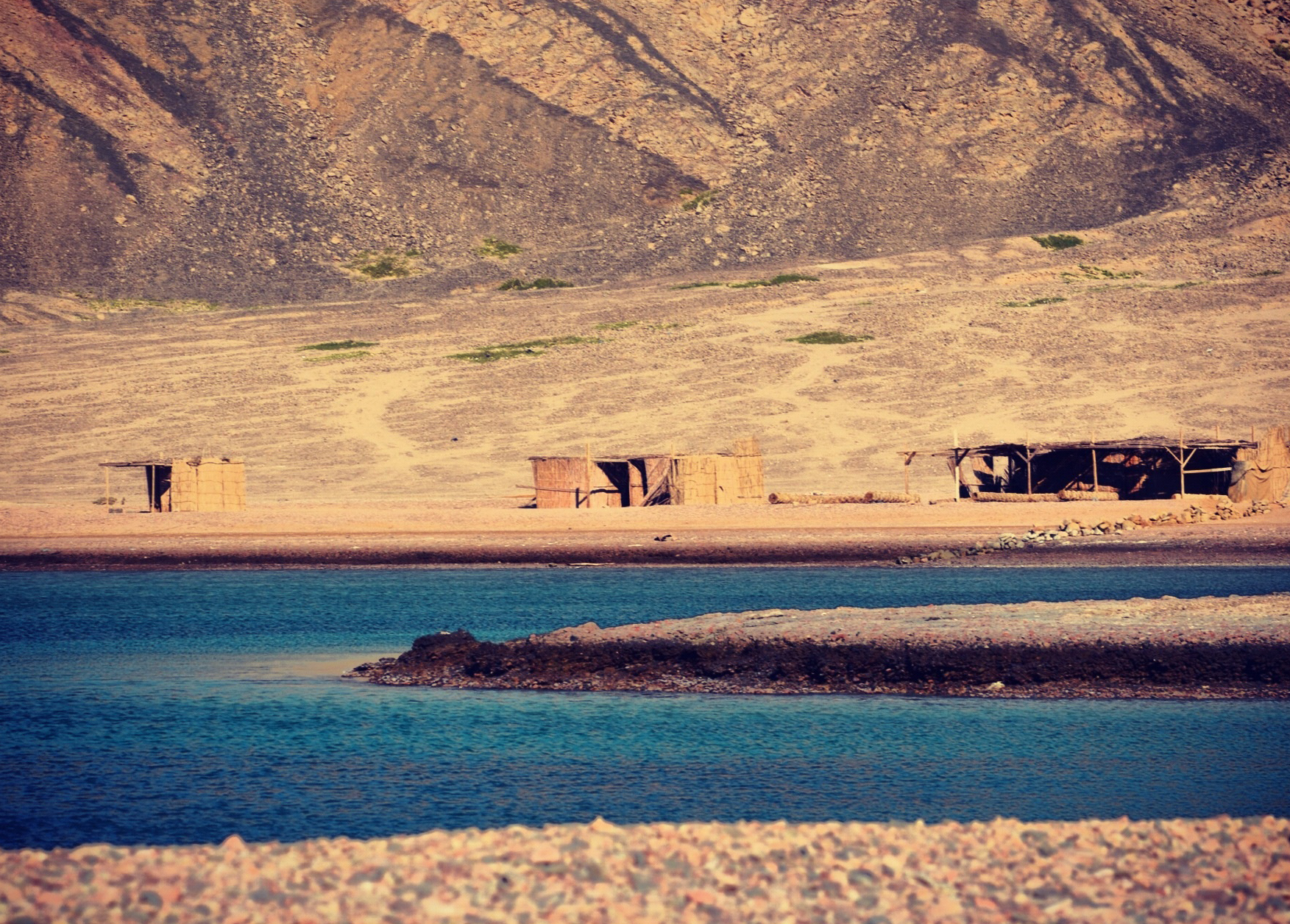
خليج لاجون في دهب
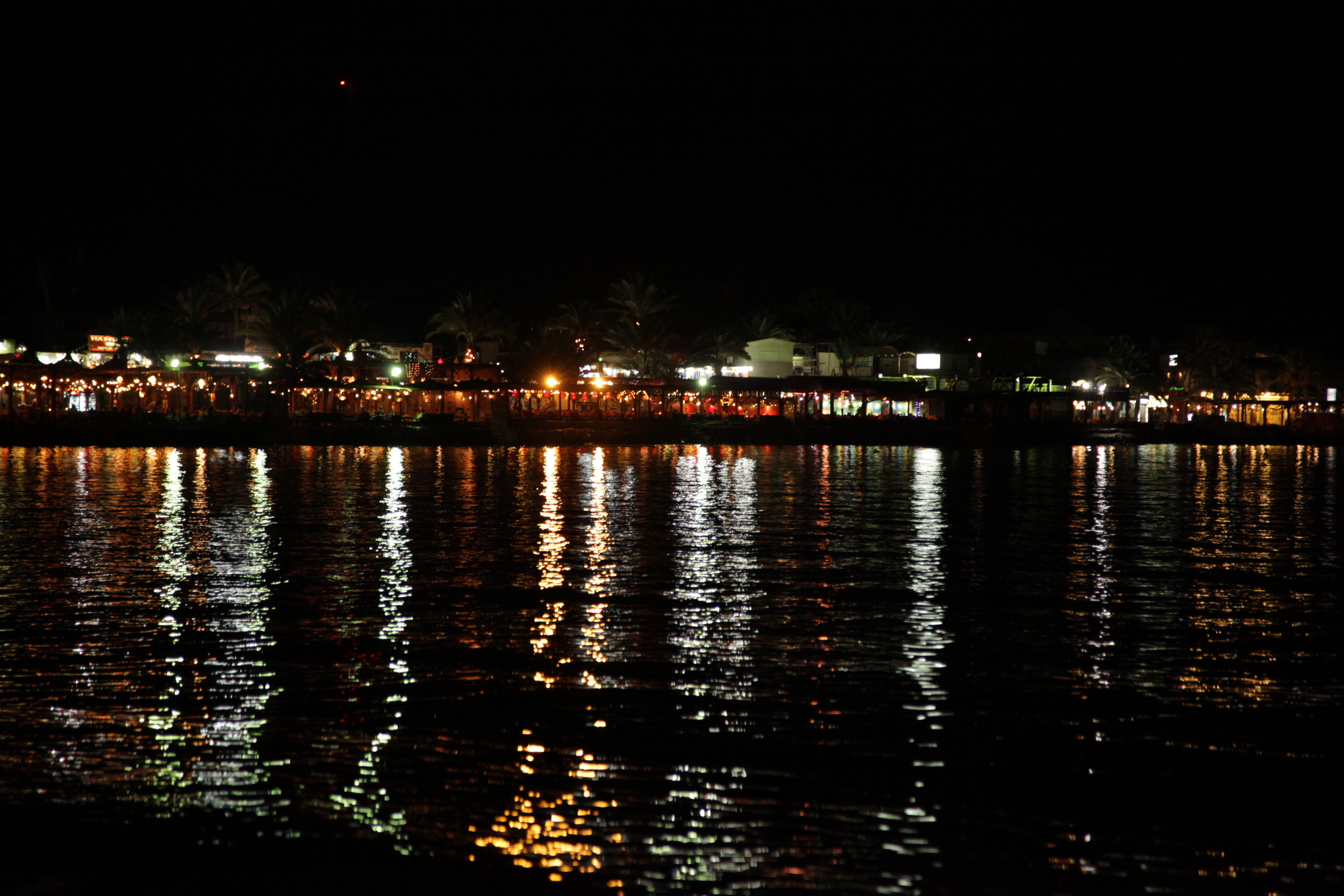
دهب ليلاً
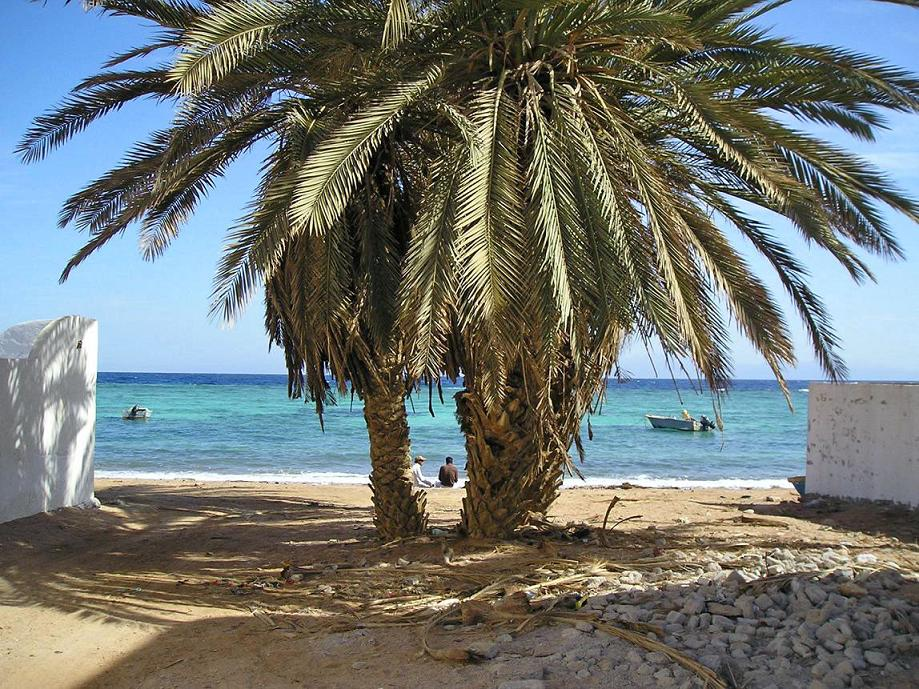
النخيل على شواطئ دهب
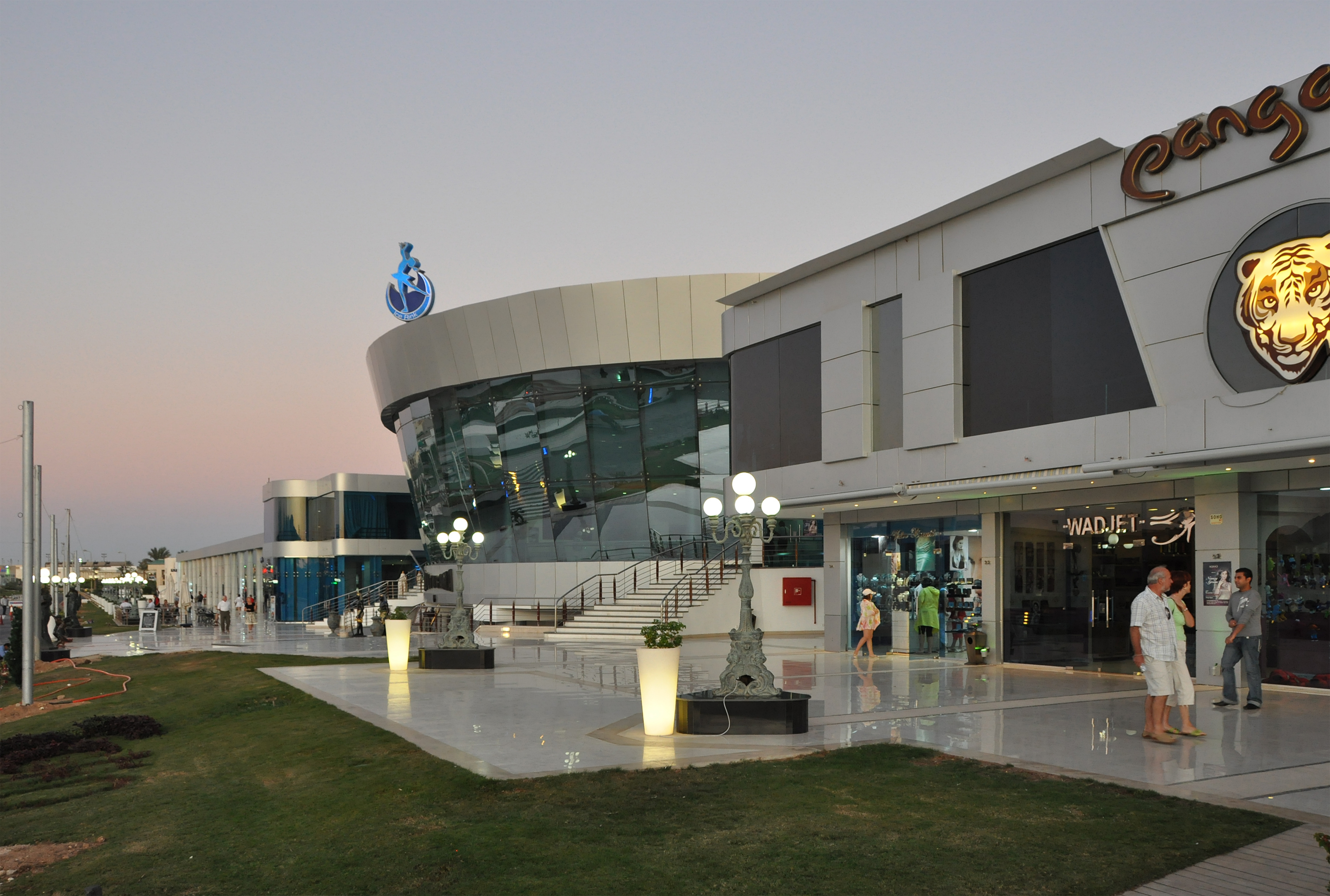
سوهو سكوير، شرم الشيخ
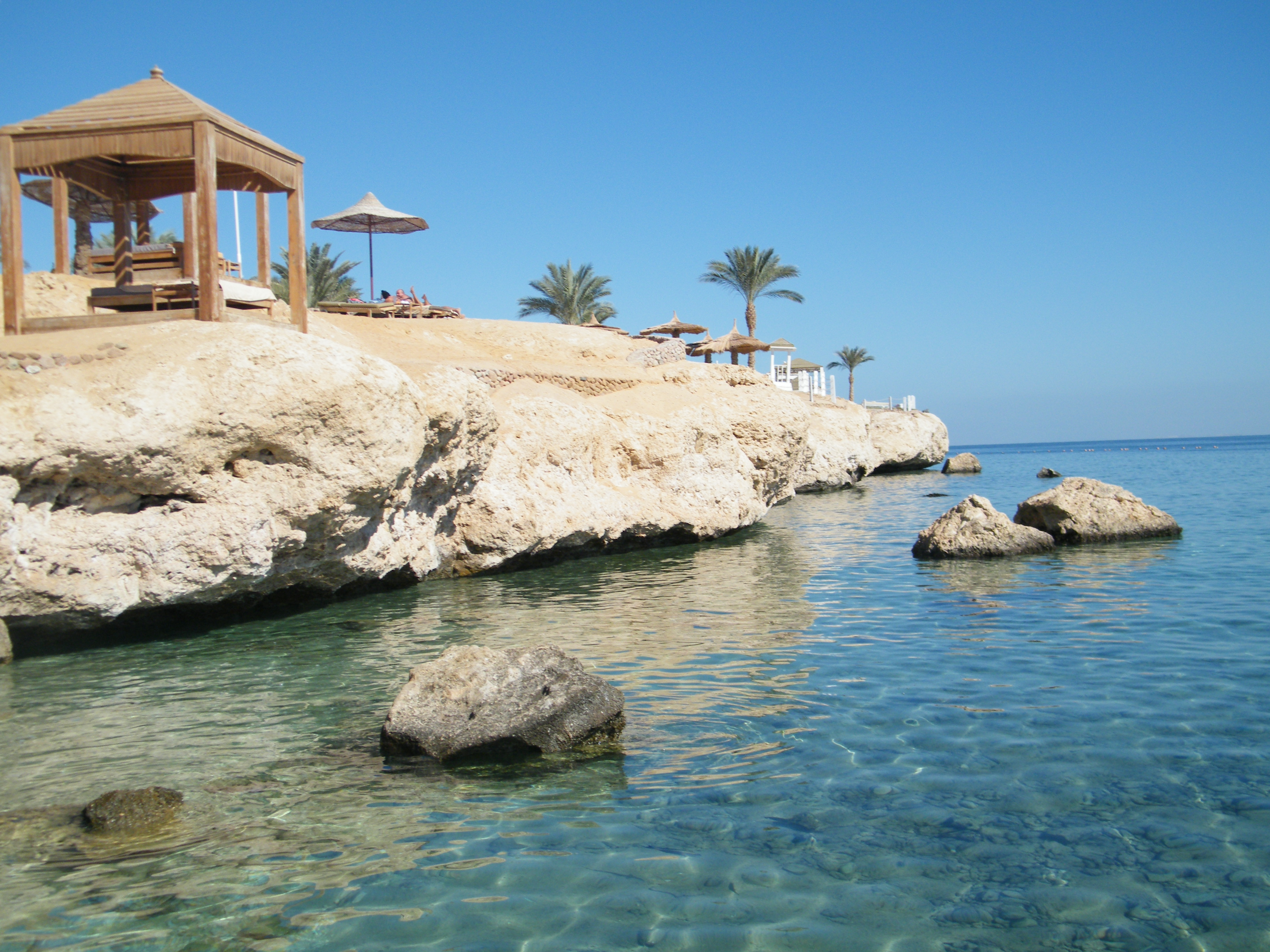
أحد شواطئ شرم الشيخ
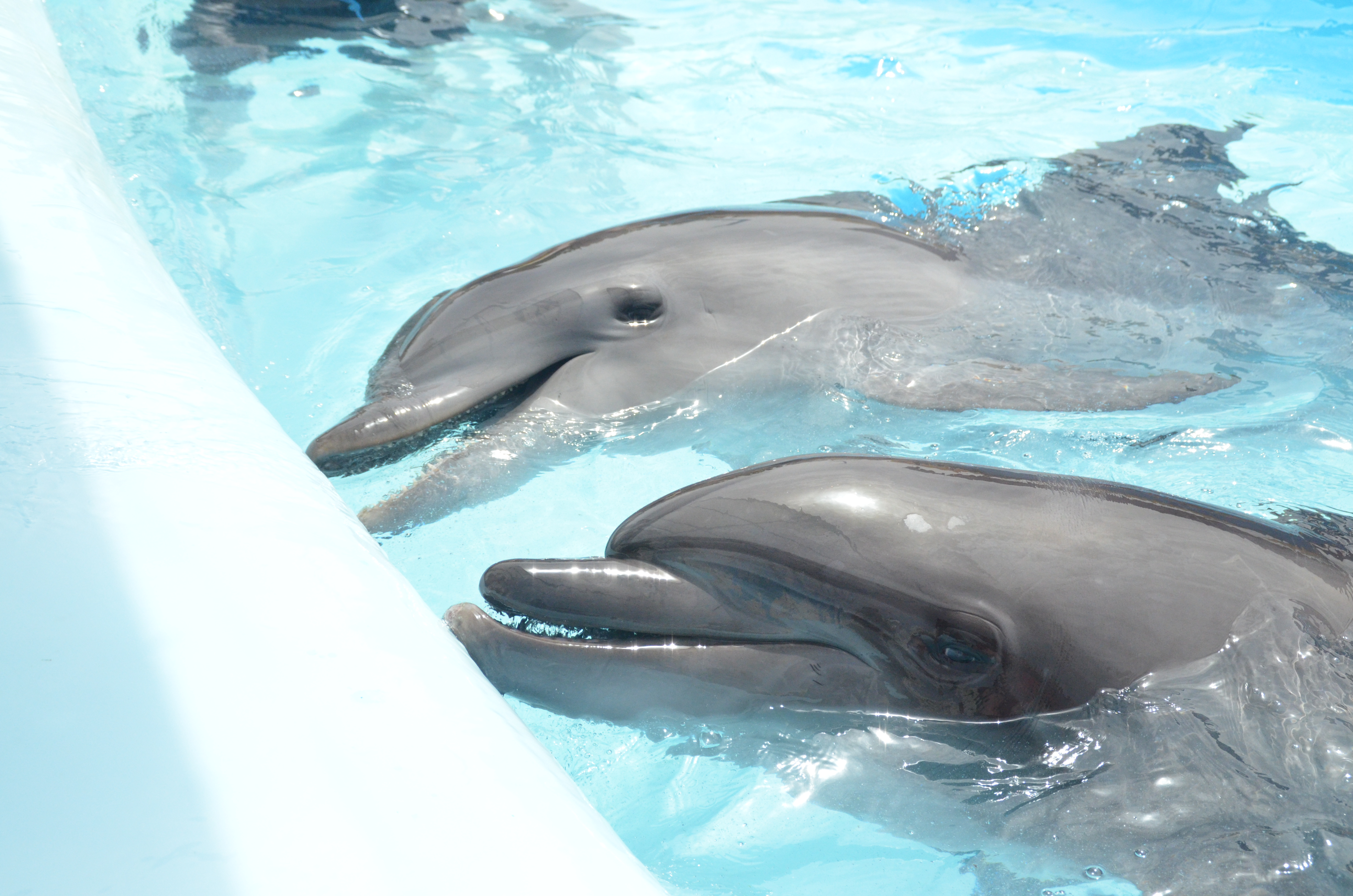
عروض الدولفين شرم الشيخ
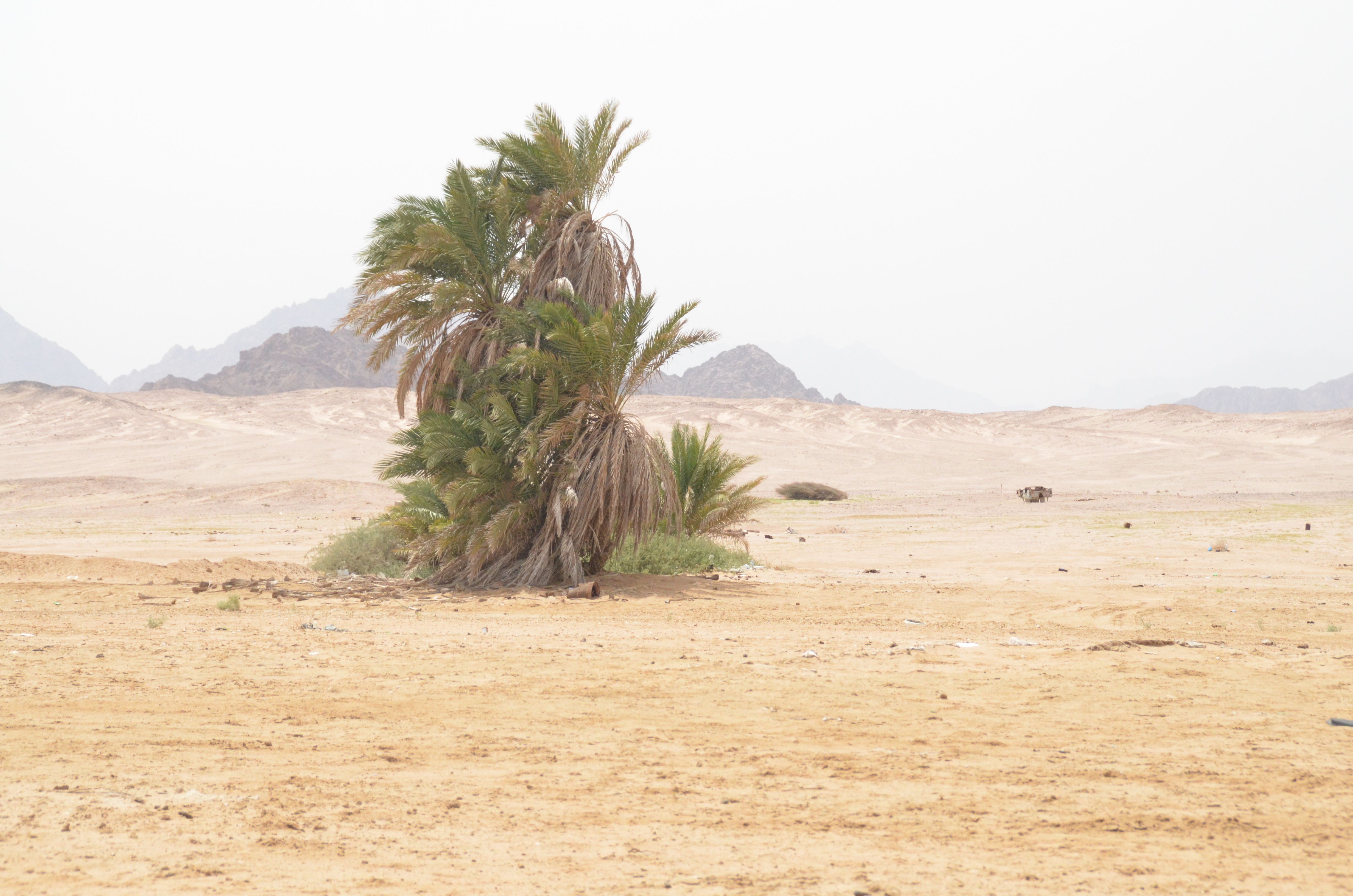
محمية نبق، جنوب سيناء
سمكة المهرج، محمية نبق
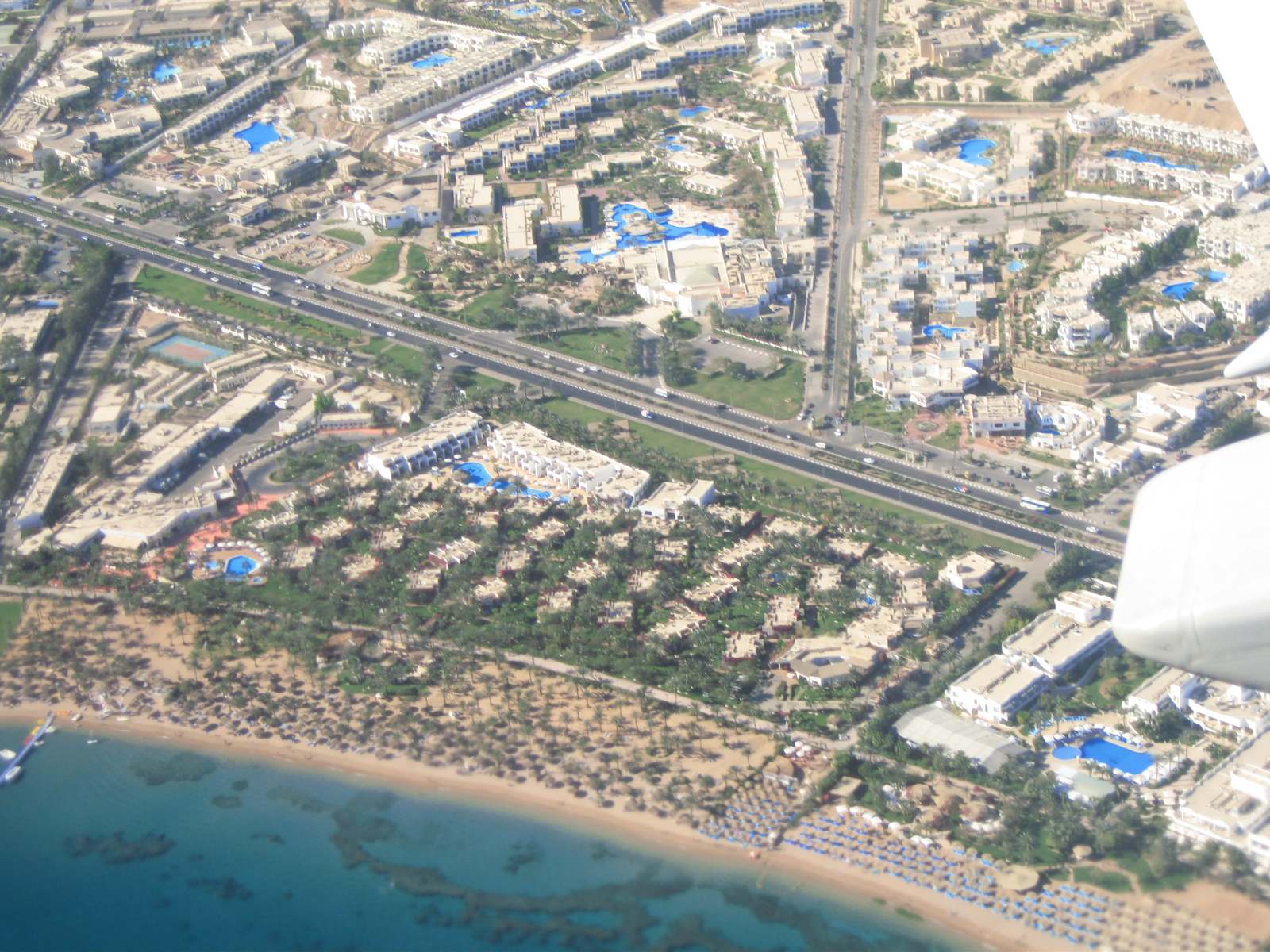
خليج نعمة، شرم الشيخ
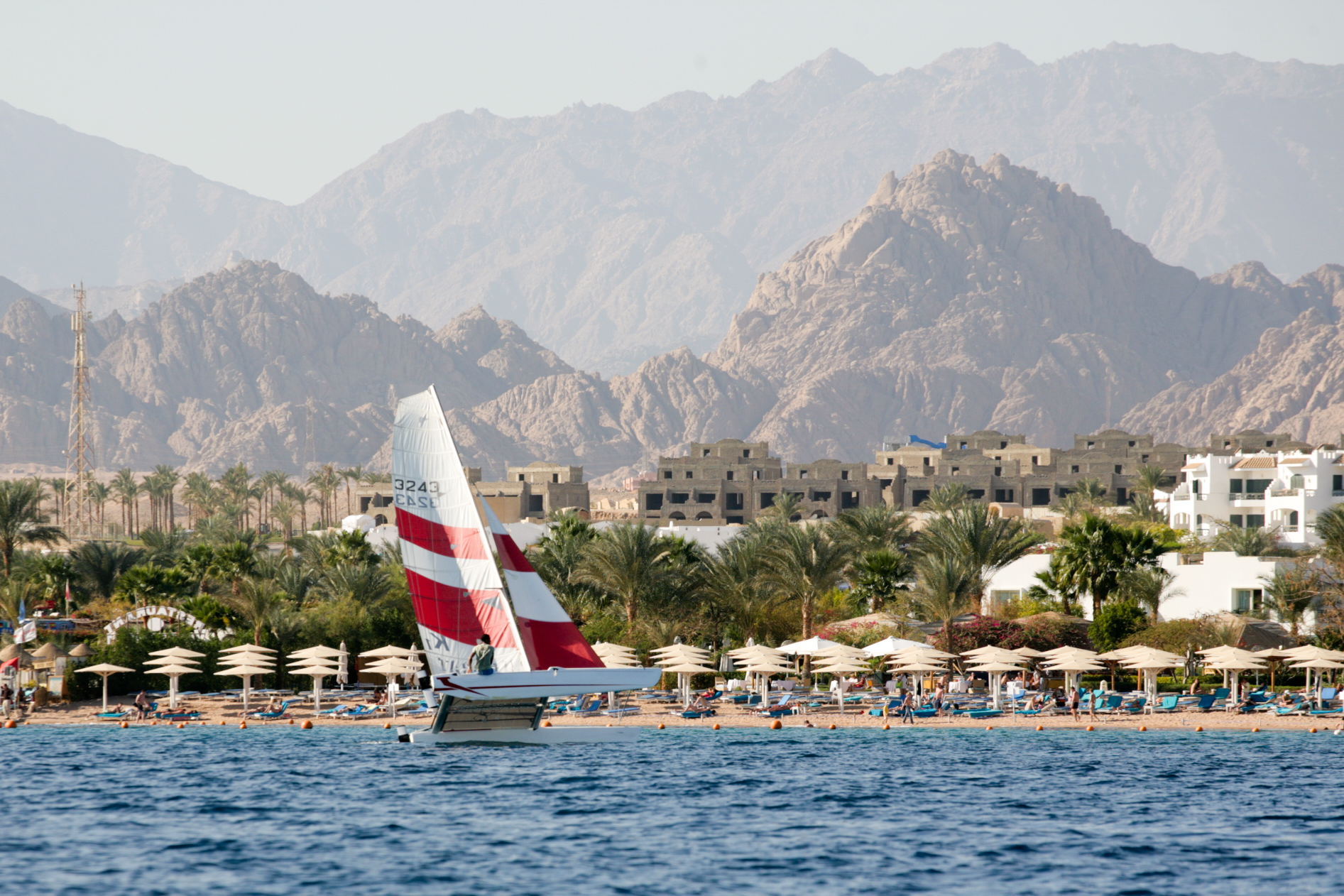
قوارب في خليج نعمة
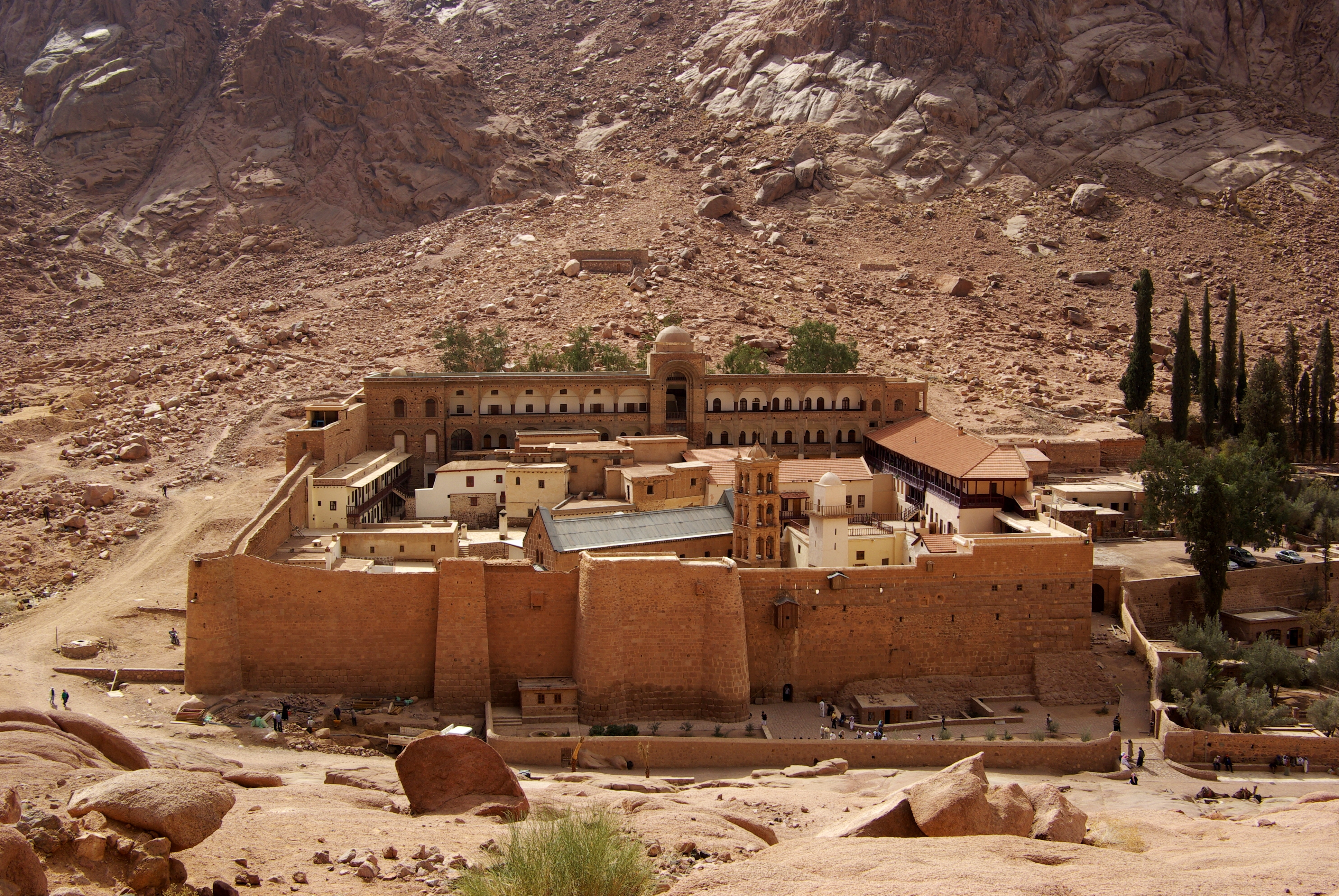
دير سانت كاترين
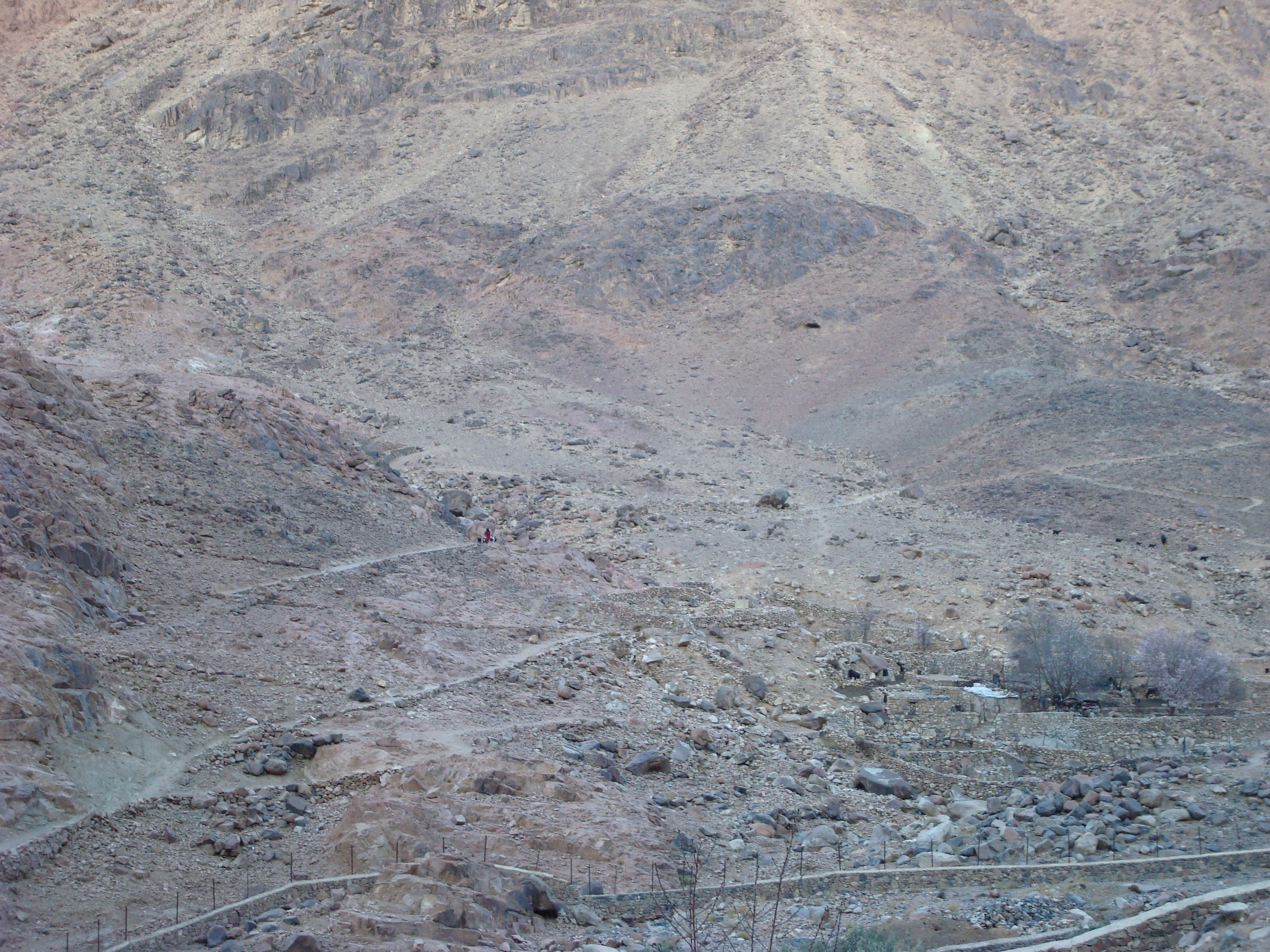
وادي الأربعين
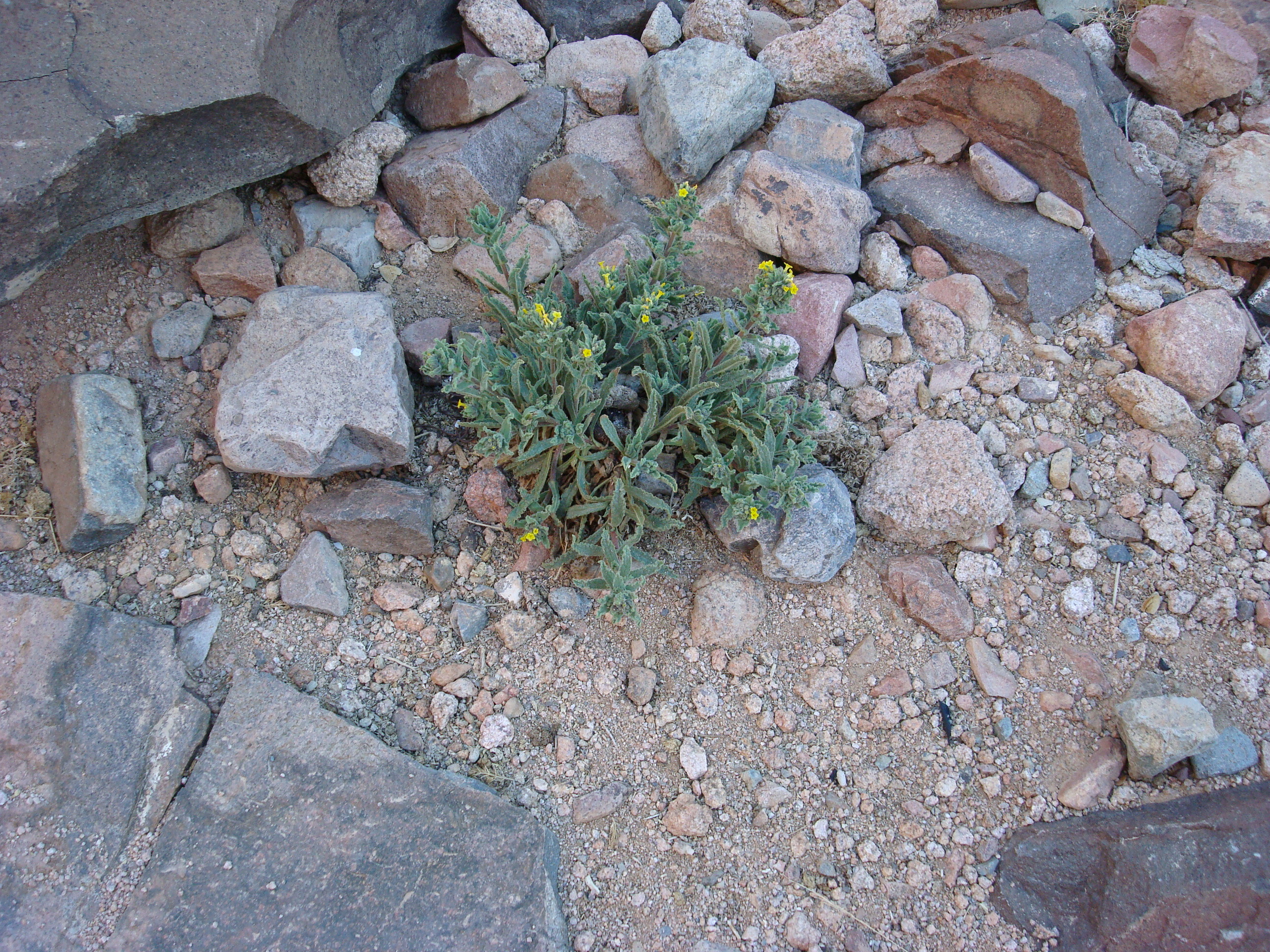
نبات العورور
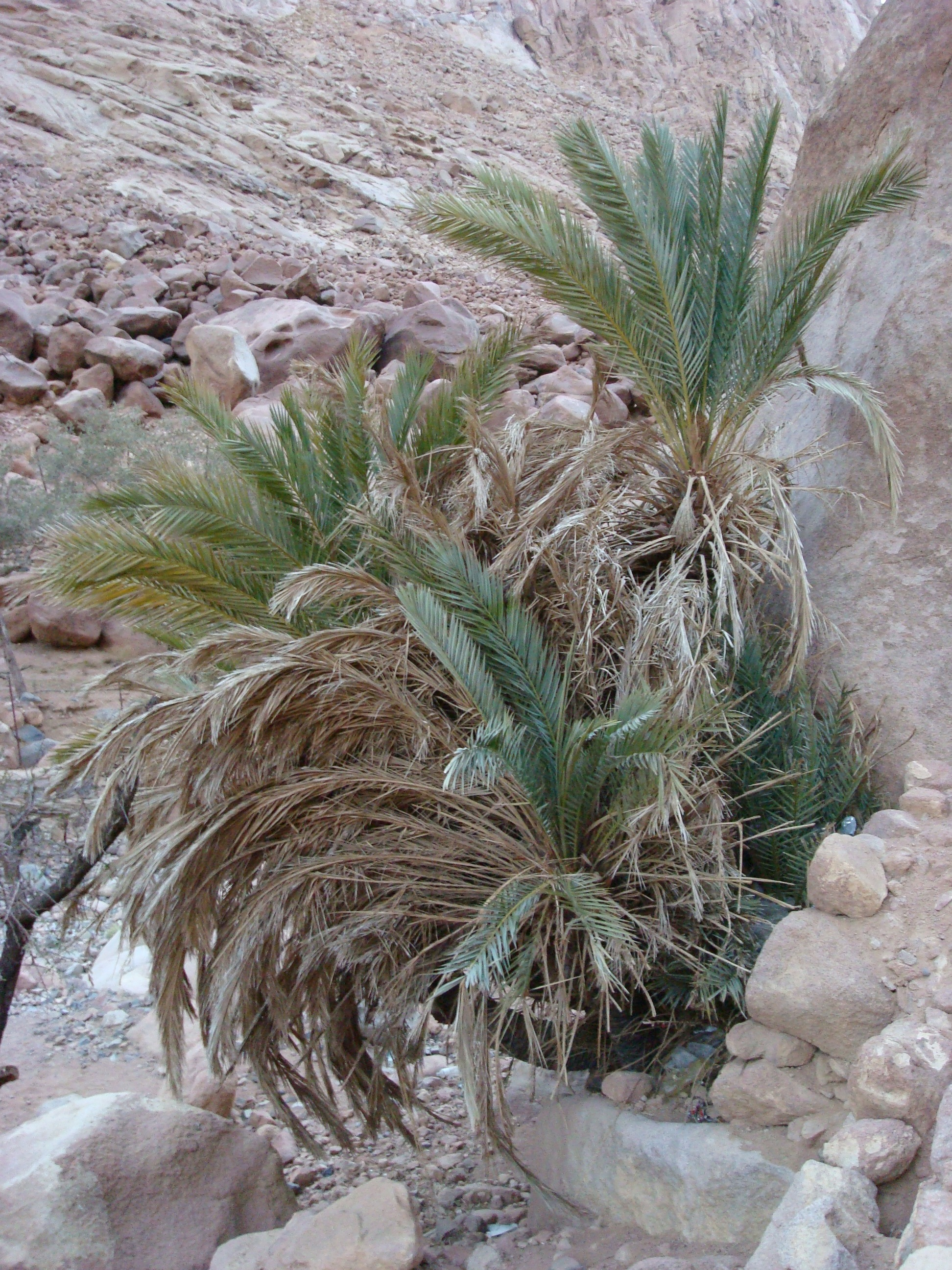
أشجار النخيل في سانت كاترين
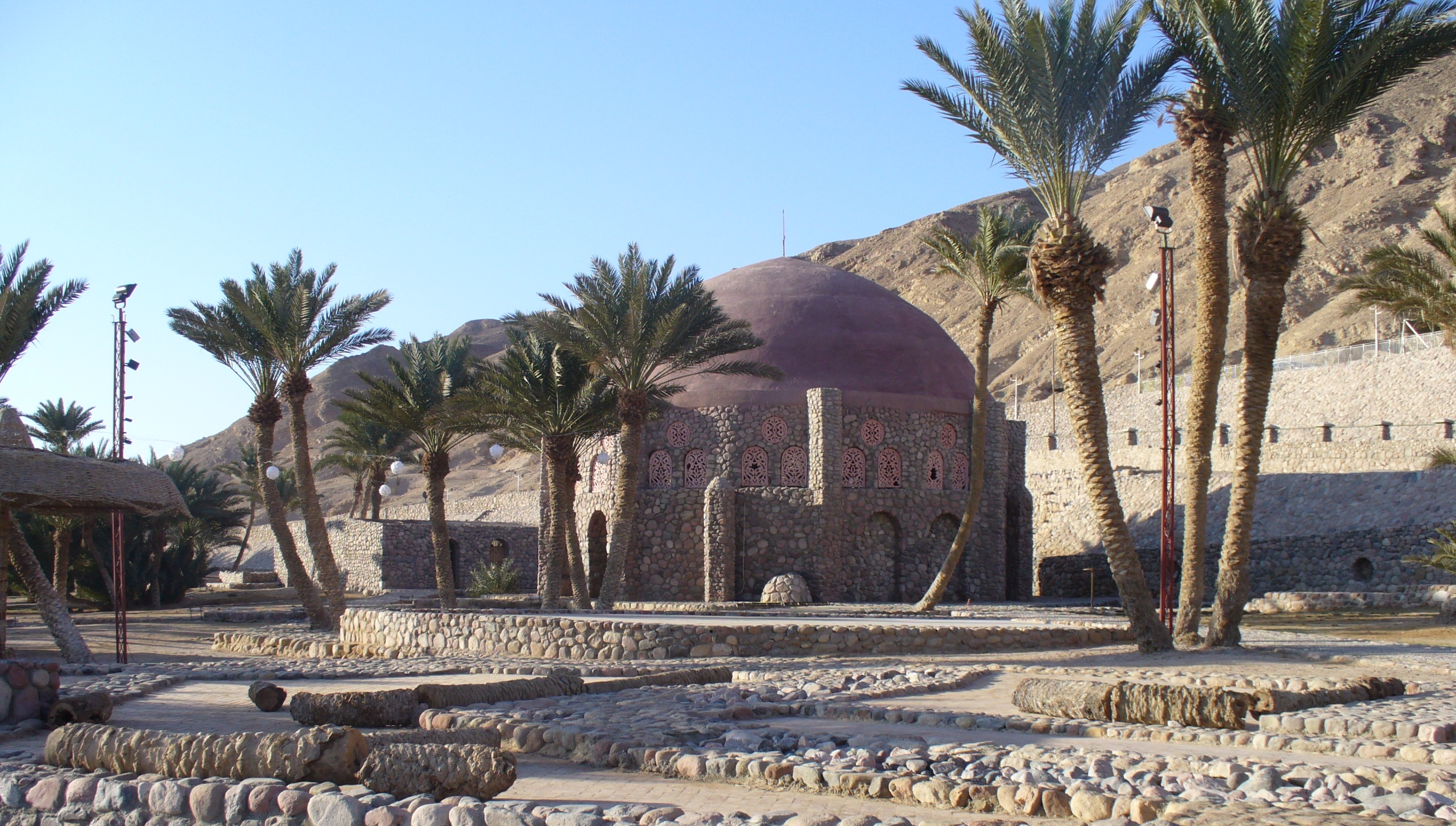
حمام موسى
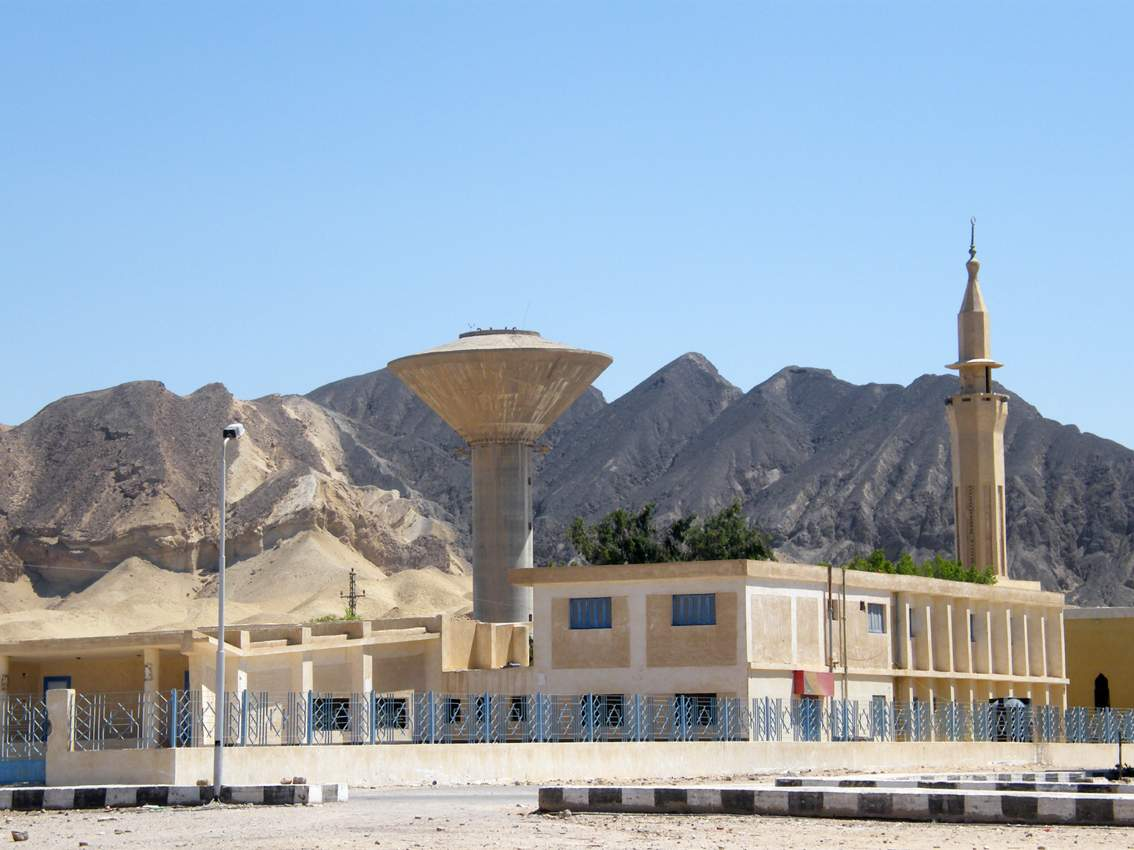
مدينة أبو زنيمة
أطلال قلعة الجندي برأس سدر
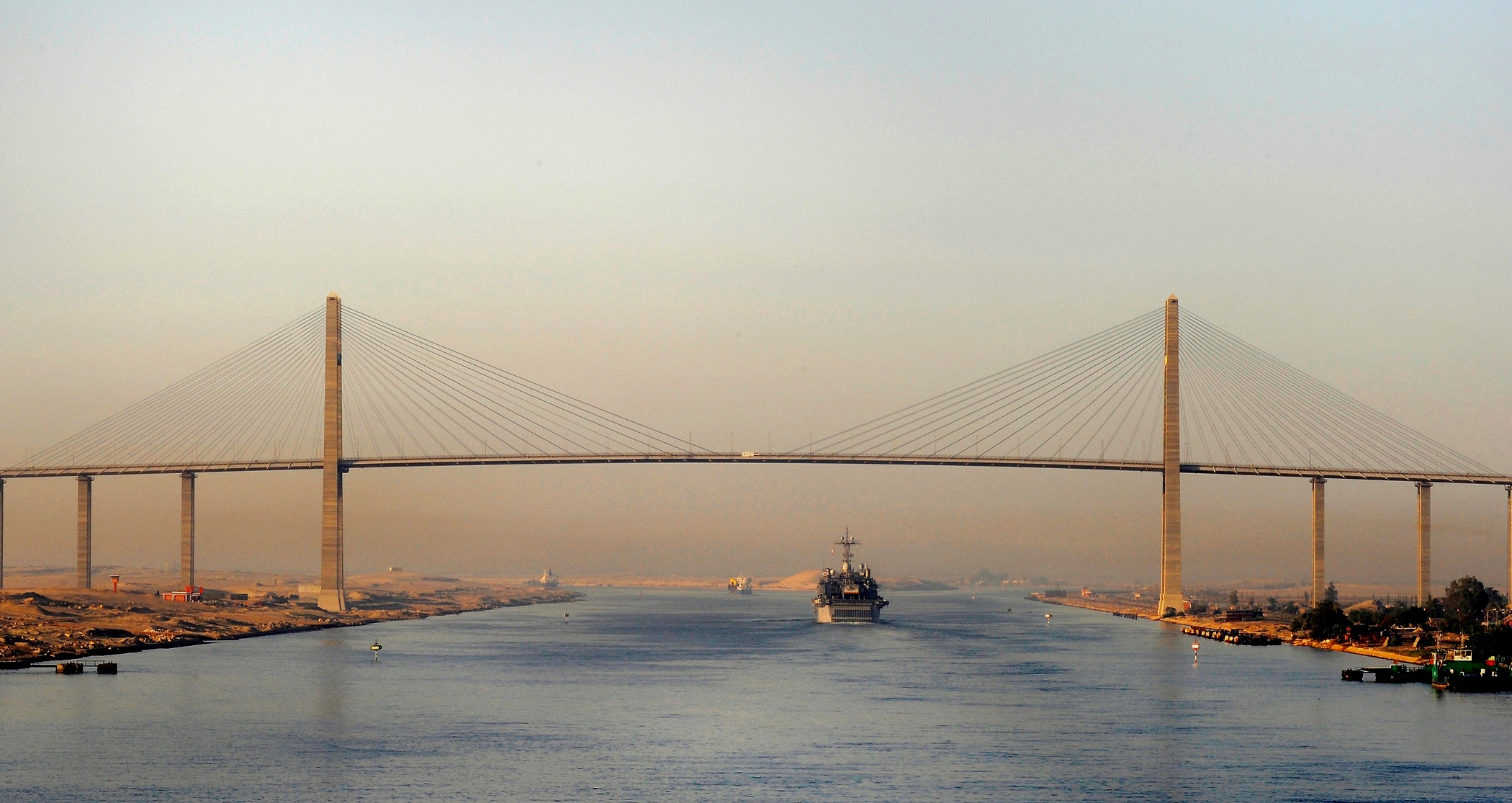
كوبري السلام
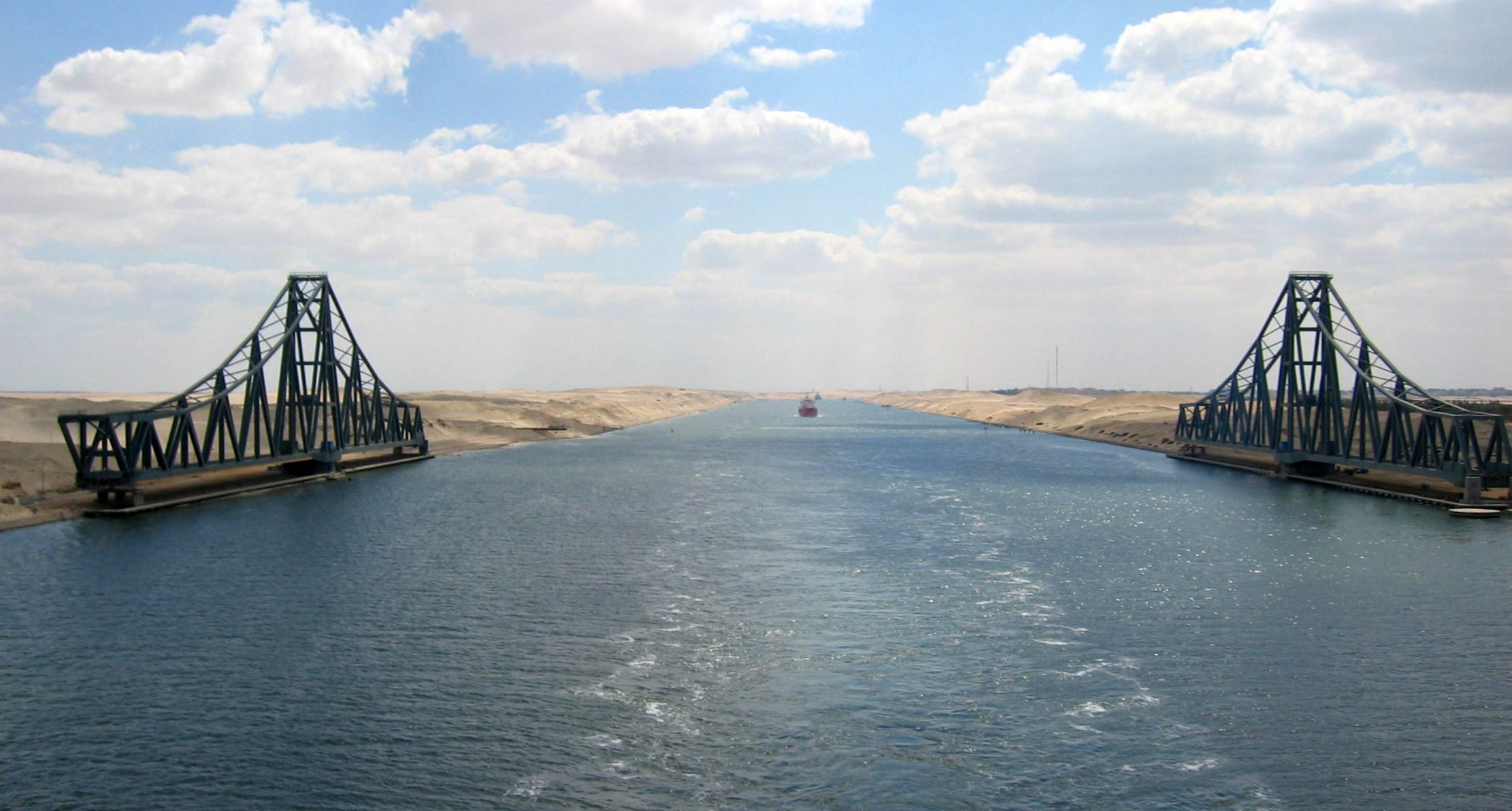
كوبري الفردان
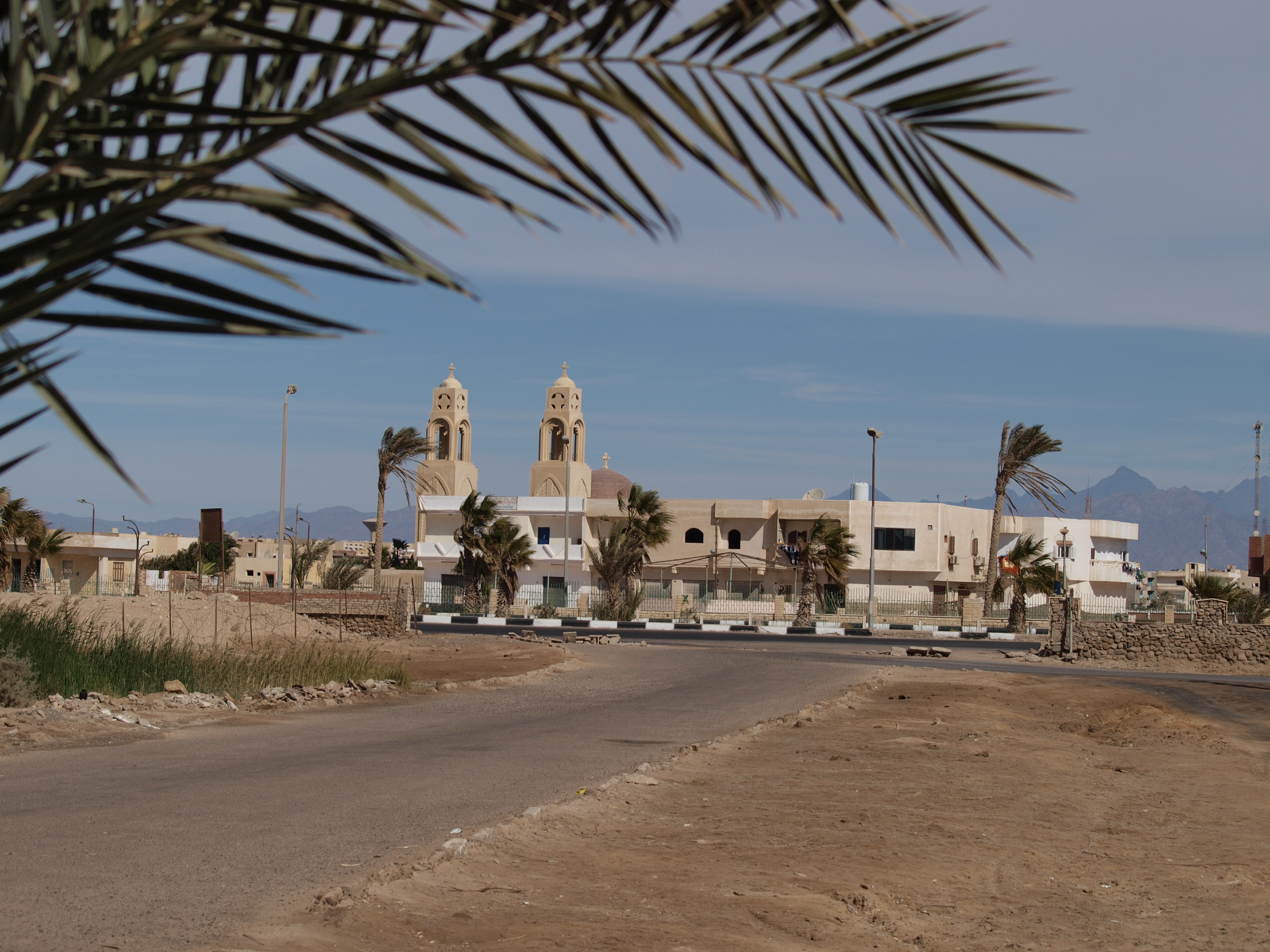
دير سان جورج